# Kendo
El kendo (剣道 kendō?) es un gendai budō, o arte marcial japonés moderno formativo que destaca por el uso y manejo del sable de bambú o shinai. El nombre significa 'camino del sable' y proviene de los ideogramas 剣 (ken, 'sable', 'espada') y 道 (dō, 'camino', 'sendero', 'vía').  El kendo es un arte marcial que hizo que la esgrima japonesa fuera competitiva según lo definido por la Federación japonesa de Kendo. «Kendo» se refiere al camino que siguen los samuráis japoneses para dominar las leyes de las espadas a través de batallas usando espada japonesa (日本刀 Nihontō?), y aprender kendo significa aprender las leyes de la espada.
El kendo se puede clasificar como un deporte de combate, caracterizado como una competencia entre dos individuos en el que el objetivo es golpear a un oponente. Además, un golpe válido debe demostrar varias otras cualidades que incluyen: espíritu completo o "energía interna". El kendo es considerado el heredero directo de varias de las escuelas de esgrima japonesas conocidas como ryū; siendo influido especialmente por la escuela Ono-ha Ittō-ryū; en estas escuelas o ryū se entrenaban los legendarios guerreros medievales japoneses o samurái en el arte clásico de la esgrima con sable o kenjutsu.
En el kendo se enfrenta al oponente portando una armadura (bōgu) y un sable de bambú (o shinai); asimismo como en todo arte marcial tradicional hay formas preestablecidas o kata, las cuales son ejecutadas en parejas y con sables de madera o (bokuto).
Es importante notar que en algunas ocasiones como en exhibiciones, las kata se ejecutan con el sable japonés real o (katana), y que además el kendo, es el arte marcial y deporte de combate que más ha influido junto con el judo; al desarrollo metodológico, pedagógico y, en la terminología, de las artes marciales japonesas modernas desarrolladas en el siglo XX o gendai budō como el karate, y el aikidō; debido a que varios de los maestros fundadores y/o difusores de estas disciplinas en Japón y en occidente, lo practicaron como parte de su formación marcial. Según la Federación japonesa de kendo, el "kendo es visto como un evento atlético en el que se usa equipo de kendo y se usa una espada de bambú para golpearse uno a uno."  Al 31 de marzo de 2023, existen 2 027 257 de kendokas en Japón (practicantes de kendo) registrados (incluidas 609 731 mujeres).

## Filosofía del kendo
Kendo es un camino de desarrollo humano, a través del entrenamiento en los principios de la espada. La mentalidad para el entrenamiento del kendo es aprender kendo correctamente y con seriedad. Respetando la cortesía, respetando la fe, siendo sincero y siempre autodisciplinado. En el entrenamiento de kendo es importante siempre apuntar a convertirse en una persona que pueda ser considerada diferente de las personas que practican kendo en la vida en general.

### Propósito del kendo
En 1975, la Federación de Kendo de Japón desarrolló y publicó "El concepto y propósito de kendo".
Concepto
El kendo es el camino de la formación humana a través de la disciplina y el
perfeccionamiento de los principios del manejo de la katana (espada).
Propósito
La actitud de la práctica del kendo
Estudiar el kendo de manera correcta y seria,
Cultivar mente y cuerpo, fortalecer el espíritu enérgico,
Buscar la etiqueta a través de las características del kendo,
Valorar la lealtad y la sinceridad,
Siempre esforzarse en la mejora personal,
Amar a la nación y a la sociedad,
Contribuir al amplio bienestar y la paz de la humanidad.
Establecido el 20 de marzo de 1975.
Federación Japonesa de Kendo.

### Enseñanza del kendo
El 14 de marzo de 2007, con el fin de transmitir y desarrollar correctamente el kendo, la Federación Japonesa de Kendo estableció que el auténtico propósito del Shinai radica en su dedicación a la enseñanza meticulosa del manejo de esta arma, basándose en los principios y técnicas de la espada, con la meta de transmitir y cultivar adecuadamente el arte del kendo. El kendo, en su esencia, persigue la armonización de la "mente y la energía" a través del empleo del shinai, trazando así un camino hacia el desarrollo personal. El shinai, concebido como una espada, cumple una doble función: actúa tanto como un arma dirigida hacia el oponente como una herramienta que apunta hacia el propio individuo. Enfatizando el refinamiento del arte, el núcleo esencial de la enseñanza radica en la búsqueda de la fusión entre el shinai y el cuerpo, así como entre el shinai y la mente, alcanzando de esta manera una integración plena y profunda.
El propósito central reside en la dedicación a la instrucción de la cortesía, a fin de mostrar un profundo respeto por la personalidad única del oponente y promover el florecimiento de individuos dotados de un espíritu ennoblecido. Dentro del kendo, se destaca la trascendencia de "honrar las formalidades" incluso durante los enfrentamientos. Mediante la enseñanza de la cortesía en las interacciones mutuas y el acatamiento de una etiqueta rigurosa, se busca fomentar una actitud de vida caracterizada por la moderación y expandir el ámbito del "conocimiento y el amor a través del combate". De este modo, se alienta a los practicantes a no solo buscar la excelencia técnica, sino también a nutrir su carácter mediante la práctica de una cortesía respetuosa y genuina.
El principal propósito radica en la dedicación a la instrucción de descubrir la senda del crecimiento humano a lo largo de toda una vida, mientras se estudia el kendo con un enfoque particular en la seguridad y el bienestar físico. El kendo se erige como un camino que se transmite de generación en generación. A través de la búsqueda constante del "camino" mediante el dominio de las "técnicas", se persigue fortalecer la vitalidad de la sociedad, fomentar una visión enriquecedora de la existencia y practicar el kendo como una forma de expresión cultural. Este noble propósito subyace en la esencia de la enseñanza, el cual abarca mucho más que el simple aprendizaje de habilidades marciales, ya que busca trascender hacia una experiencia transformadora que moldea y nutre al individuo a lo largo de su viaje de vida.

## Historia, antecedentes y orígenes

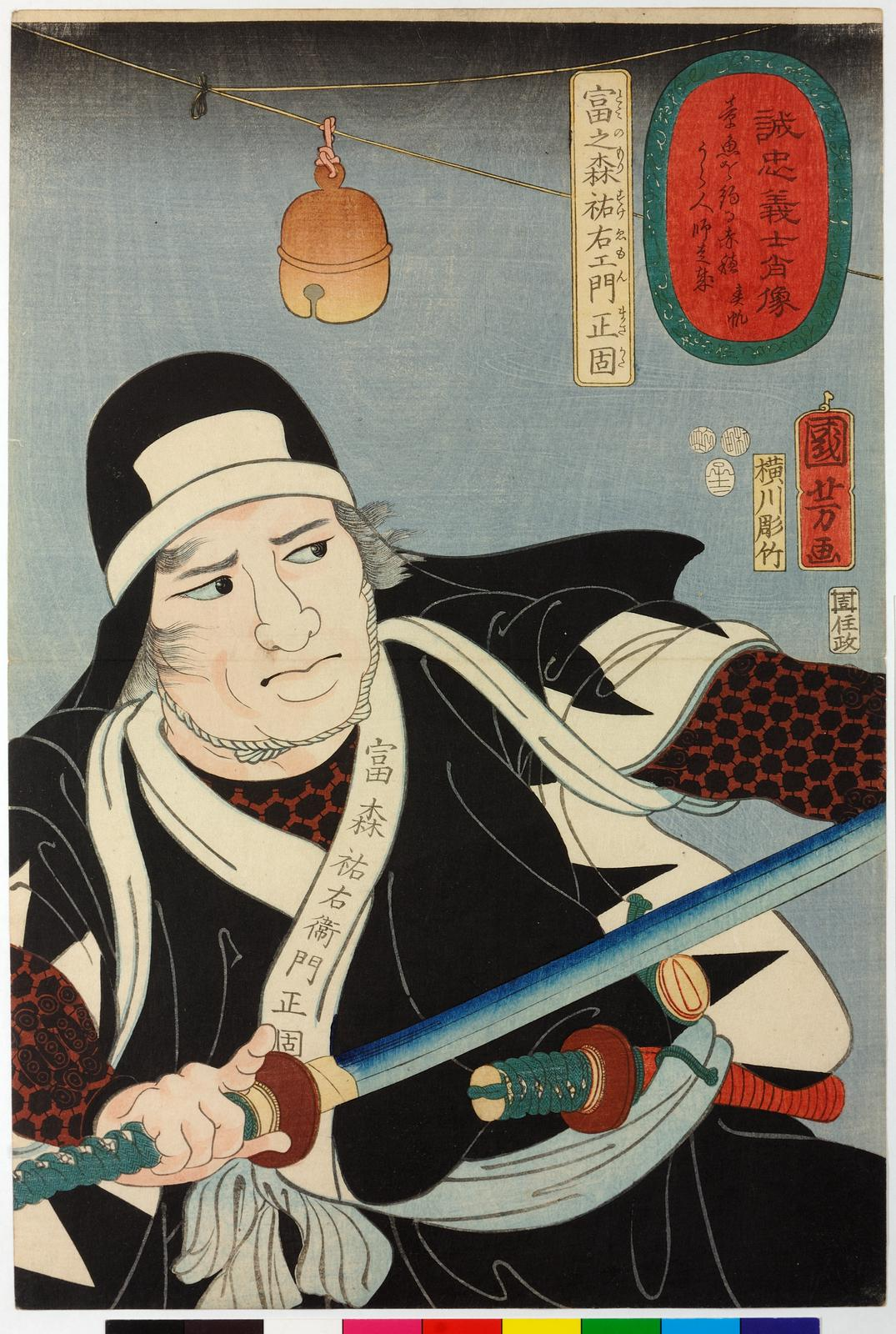
Taira no Tomomori uno de los comandantes en jefe del Clan Taira durante las Guerras Genpei al final del período Heian de la historia de Japón.

### Período Heian (794-1185)

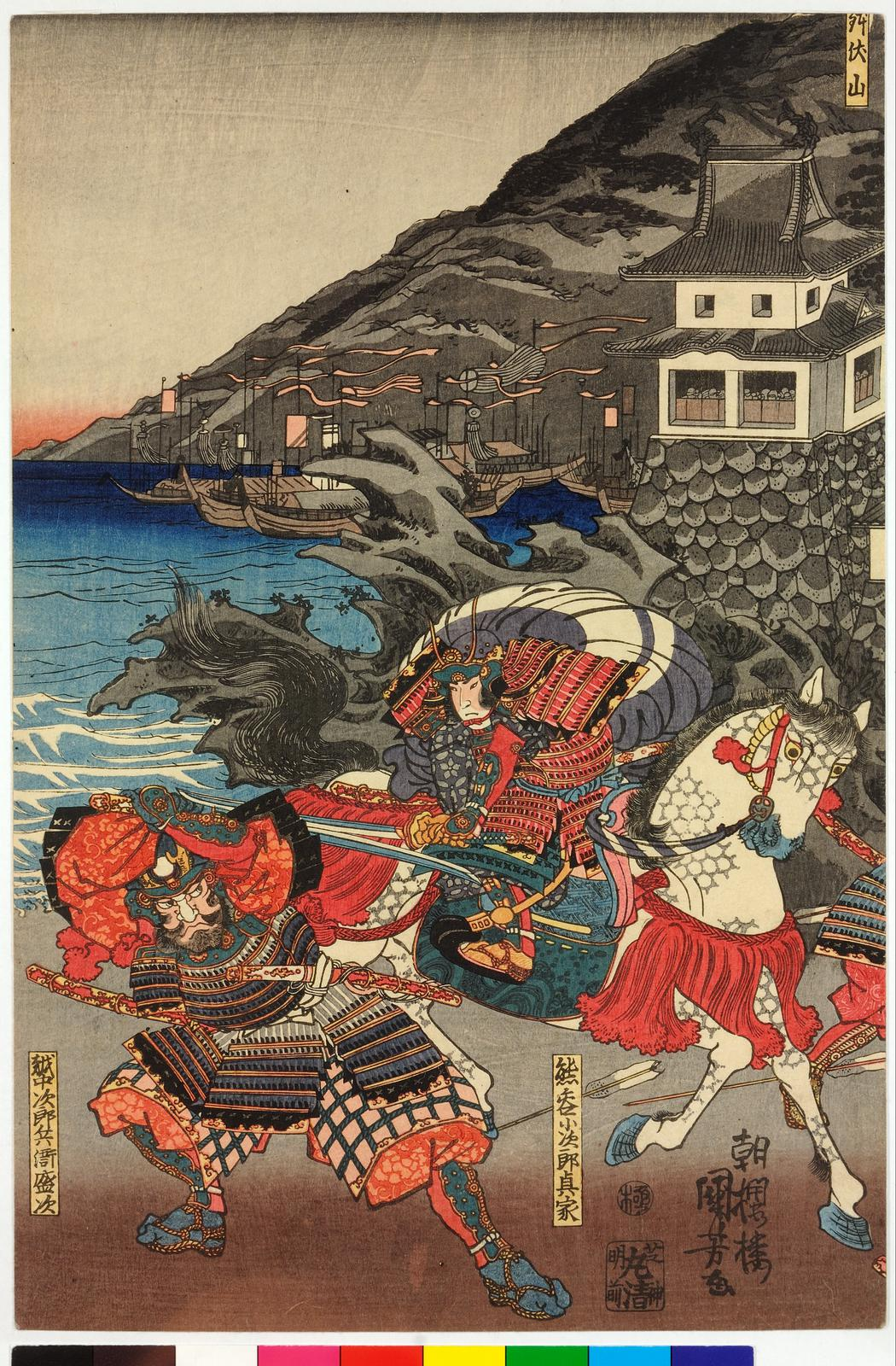
Guerras Genpei

Durante el Período Heian (siglos VIII y XII) en Japón, se celebraban concursos anuales de habilidad marcial en la capital, Heian. Estos concursos eran eventos importantes en los que los guerreros demostraban sus destrezas en el kendo y otras artes marciales. Para participar en estos concursos, los guerreros debían haber practicado diligentemente y perfeccionado sus técnicas.
Este mismo período fue testigo de un cambio en el poder político de la clase aristocrática a la clase guerrera. Los clanes Taira (conocidos como Heike), Minamoto (conocidos como Genji) y Hojo fueron los principales protagonistas de este cambio. Durante el Período Heian, el arte, la literatura, la religión y la cultura en general florecieron, pero también hubo una creciente complacencia y corrupción en la capital, lo que llevó a una situación de anarquía en Japón.

Los conflictos entre los poderosos clanes Taira y Minamoto marcaron el fin del Período Heian. Taira no Kiyomori logró controlar el gobierno y someter a los Minamoto, pero a medida que vivían como aristócratas, perdieron sus habilidades marciales y se volvieron más distantes de la práctica del kendo y otras artes marciales. Por otro lado, los miembros del clan Minamoto que se vieron obligados a huir a una provincia del este, adoptaron un estilo de vida más austero y continuaron entrenándose en habilidades marciales. Estaban decididos a recuperar el poder y vencer a los Taira.

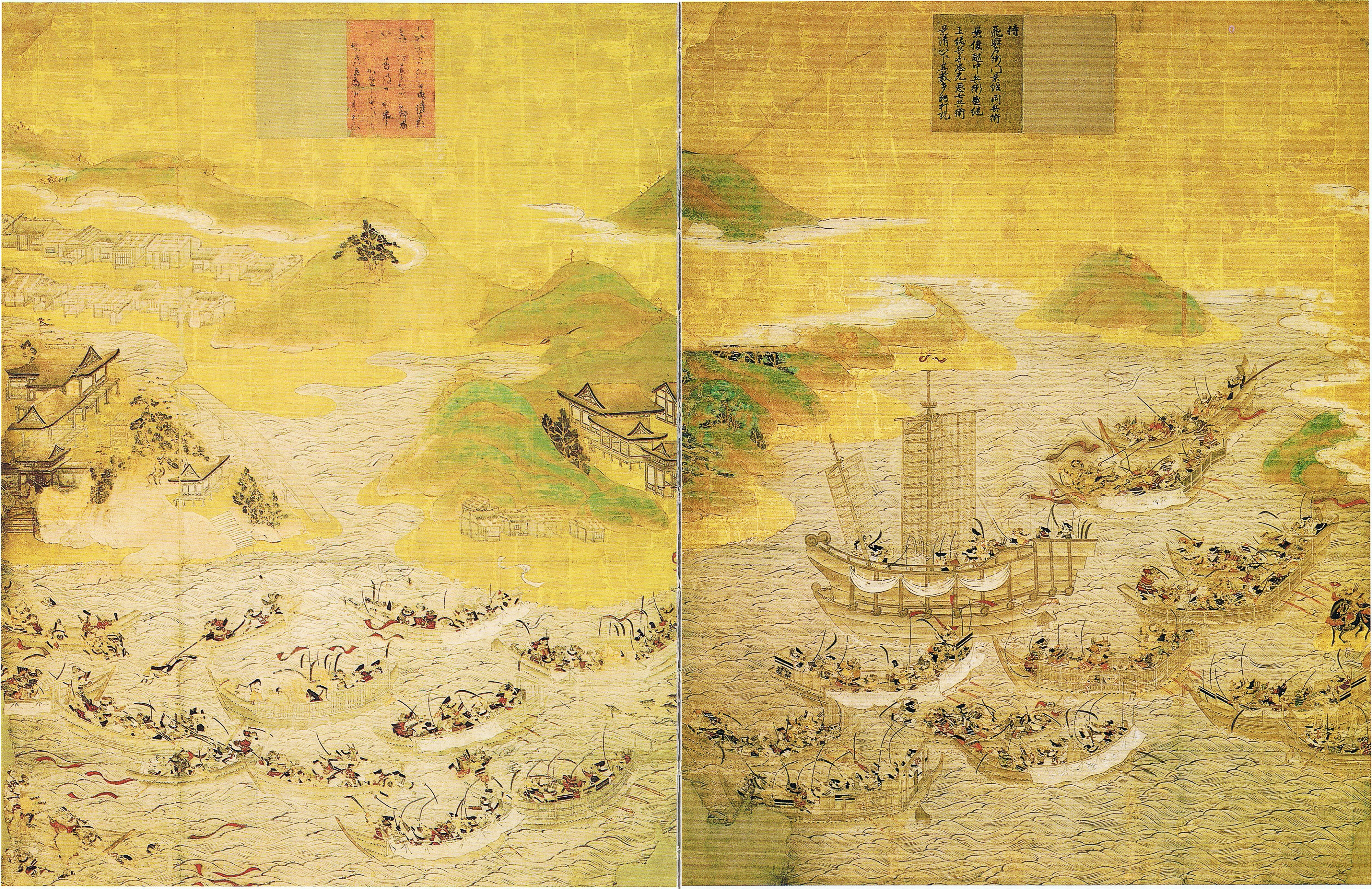
Batalla de Dan-no-ura

Esta rivalidad entre los clanes Taira y Minamoto llevó a una serie de conflictos y guerras conocidas como las Guerras Genpei. Durante estas guerras, los Minamoto demostraron su destreza en el kendo y otras artes marciales, y finalmente lograron derrotar a los Taira en la famosa Batalla de Dan-no-ura en 1185.  El legado de este período histórico y de estos eventos es significativo para el desarrollo del kendo. La importancia de la disciplina, la dedicación y la práctica diligente se destacan como elementos clave en la formación de los guerreros y en su búsqueda de habilidades marciales superiores. Además, la rivalidad entre los clanes y la competencia en los concursos de habilidad marcial ayudaron a fomentar el crecimiento y la evolución del kendo como arte marcial a lo largo de los siglos.
No se tiene certeza de cuándo se perfeccionó la forma de la espada japonesa tal como la conocemos en la actualidad. Según una teoría, en la región de Tohoku había una tribu experta en batallas a caballo, y cuando comerciaban con Ezo (actualmente Hokkaido), producían espadas rectas como armas para su caballería. Aproximadamente a mediados del período Heian, la espada recta evolucionó hacia una forma curva. Desde esa época, las espadas han experimentado cambios significativos, pasando de las formas simples como 'Hirazukuri' con una sección transversal triangular o 'Kiriba-zukuri' con una sección transversal trapezoidal, hacia espadas con una sección transversal de la hoja en forma de 'Shinogi oblongo-zukuri'.
A partir de ahí, pasó a ser el arma principal de los samuráis, y se dice que durante el periodo Kamakura (1185-1333), cuando nació el shogunato samurái, la tecnología de fabricación había mejorado de forma espectacular. Además, debido a las espadas samurái, el papel de la espada japonesa ha cambiado de una mera arma de batalla a un papel como "símbolo espiritual" del samurái. La palabra ``Shinogi o Kezuru'', que todavía se usa hoy en día, se deriva de la ofensiva y la defensa usando la azada de una espada japonesa.

### Período Muromachi (1336-1573)
Durante el período Muromachi, especialmente en la segunda mitad y en el período Sengoku, surgieron varias escuelas que sentaron las bases para la posterior esgrima japonesa. Con el aumento de los combates cuerpo a cuerpo en las batallas, debido a la presencia de soldados de infantería, el manejo de la espada en el campo de batalla adquirió una importancia aún mayor.

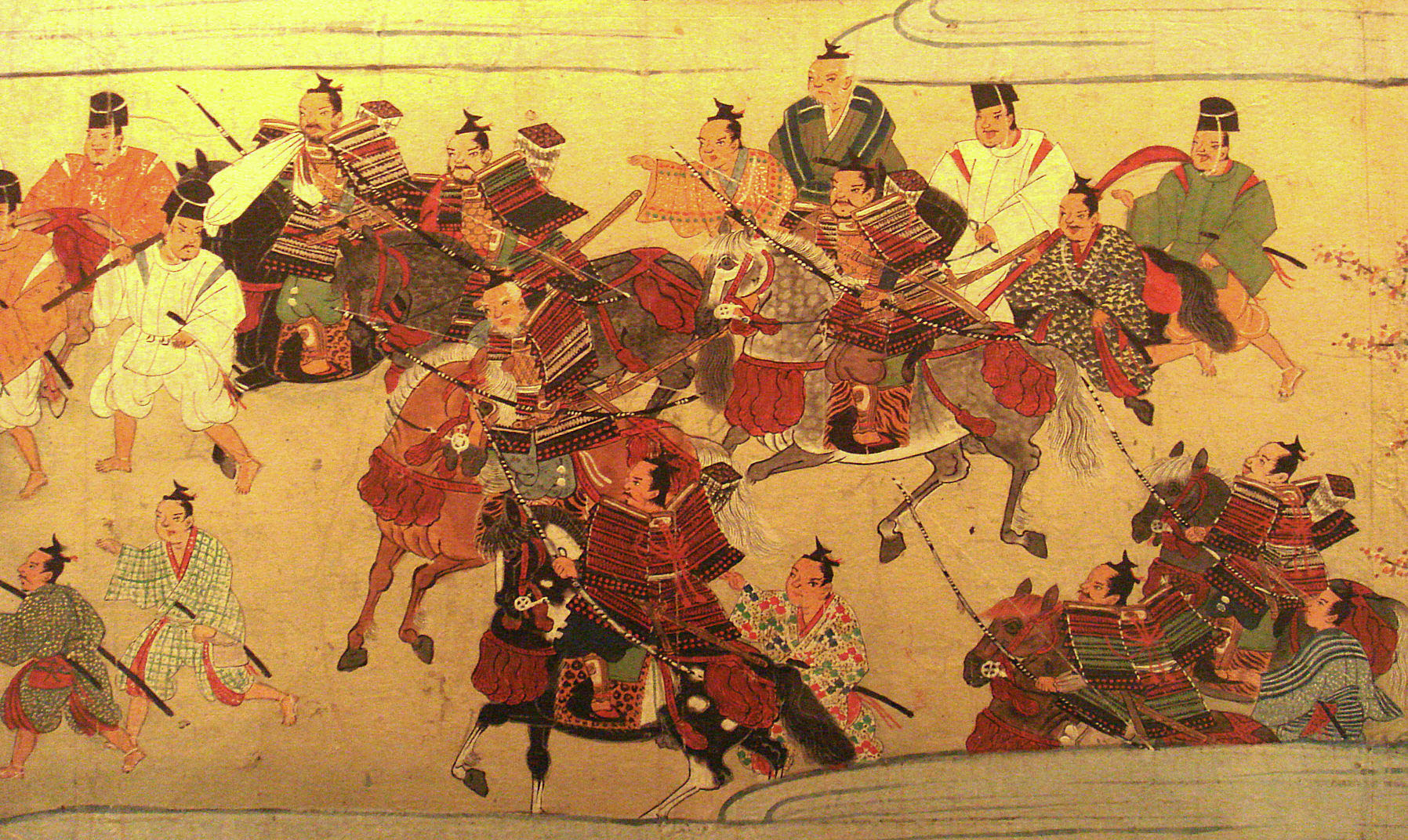
Samuráis durante la era Sengoku (1538).

Durante este período, destacaron figuras como Ittosai Ito, fundador de la escuela Itto-ryu, Kamiizumi Nobutsuna, fundador de la escuela Shinkage-ryu, y Bokuden Tsukahara, con raíces en Kashima Jingu. Estos maestros serían recordados en las generaciones posteriores por sus habilidades y contribuciones. Además, a partir de la introducción de armas de fuego en 1543, se reconoció la existencia de mineral de hierro de alta calidad en Japón. Como resultado, las espadas japonesas comenzaron a fabricarse con acero Tamahagane de alta pureza. A lo largo de un largo período de guerra, las técnicas de fabricación de espadas, los métodos de forja y el manejo de la espada en Japón avanzaron y se especializaron.

### Período Edo (1603-1868)

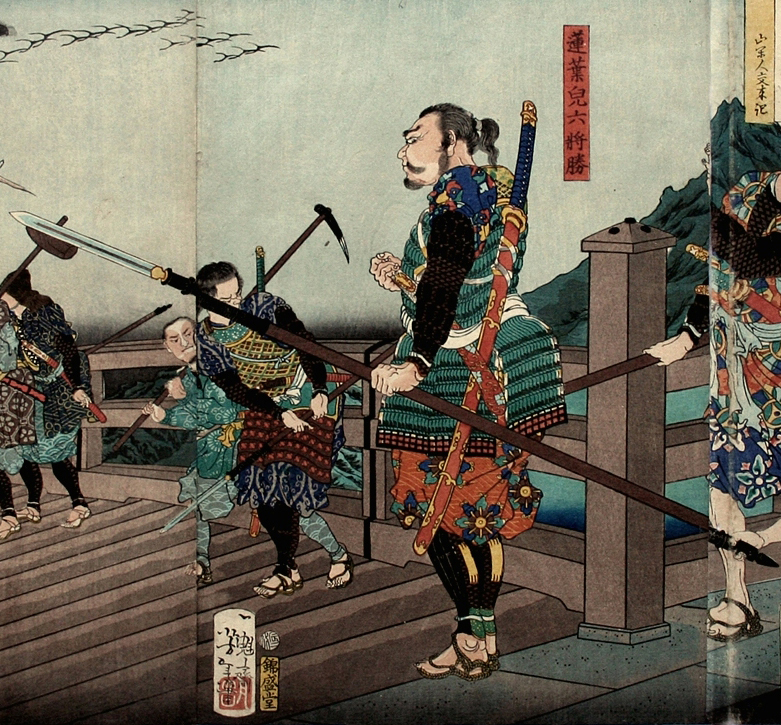
El ukiyo-e del período Edo muestra un ōdachi usado en la espalda de un samurái.

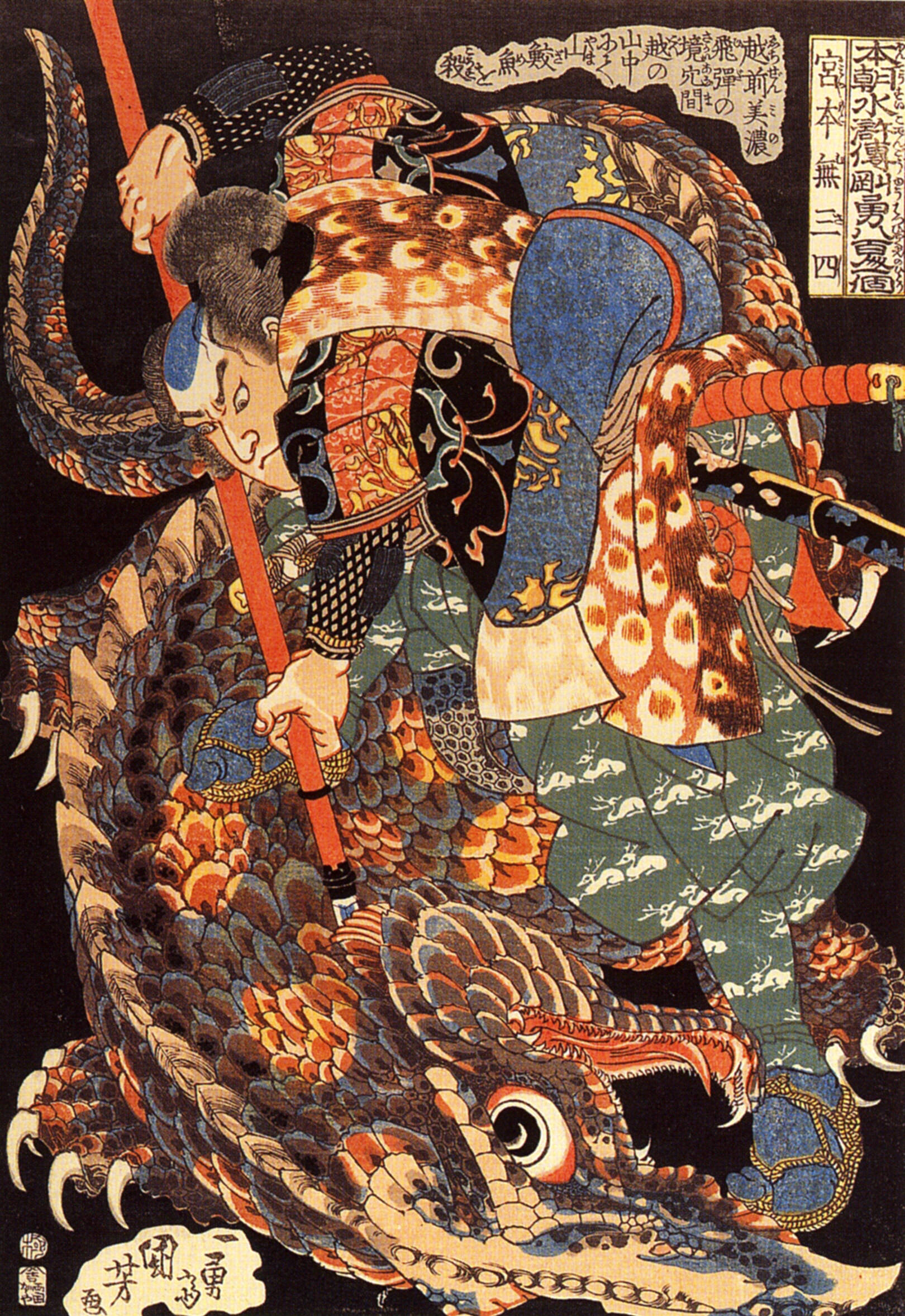
Miyamoto Musashi

Con el establecimiento del shogunato Tokugawa, la sociedad experimentó un cambio drástico de un período de conflictos a una era de estabilidad, lo que resultó en una disminución en la frecuencia de los combates y en la importancia de las artes marciales, incluyendo el kenjutsu. Durante gran parte del período Edo, hubo una paz predominante, lo que llevó a muchos samuráis a perder sus empleos como guerreros. Estos samuráis se conocieron como rōnin, es decir, samuráis sin señor o sin trabajo. En aquel tiempo, existían más de trescientas escuelas de kendo. Esto brindó una oportunidad a los rōnin destacados en el kendo para encontrar empleo, y el período Edo dio lugar a numerosos maestros legendarios de kendo, como Miyamoto Musashi, Tsukahara Bokuden, Kamiizumi Nobutsuna, Yagyu Sekishūsai Mitsuyoshi, Yagyu Tajima no Kami Munenori, Tōgō Shigetaka, Nakanishi Chūzō, Chiba Shusaku y Yamaoka Tesshū.
La filosofía de estos maestros de kendo cambió el enfoque del coraje, la habilidad y el potencial individual hacia la lealtad a los señores o maestros, como lo enfatiza el confucianismo. Esta filosofía se convirtió en un pilar importante del sistema feudal durante el gobierno de Tokugawa. En la segunda mitad del siglo XVIII, también se produjo la evolución del kendo moderno, con la introducción del uso de armadura protectora de kendo, similar a la que se utiliza en la actualidad, y el empleo de espadas de bambú (shinai) como equipo estándar. Antes de la implementación de estos dispositivos de protección, el kendo se practicaba únicamente como kata (formas), ya que el combate real sin restricciones era peligroso.
"El kenjutsu para el desarrollo humano" Por otro lado, durante ese tiempo, el estatus del katana japonés ya se había establecido como un símbolo espiritual de los samuráis. Como resultado, el kenjutsu evolucionó de ser simplemente una "técnica para matar" a convertirse en un "camino de entrenamiento para la formación de la humanidad". Se le llamó "katsuninken" y abarcó no solo habilidades de combate, sino también aspectos de la vida y los valores de un samurái, incluyendo cuestiones filosóficas y espirituales.
Esta transformación dio lugar a la creación de numerosos escritos, como el "Heihō Ka-Densho" de Yagyū Munenori, el "Fudōchi Shinmyōroku" de Takuan Soho, y el "Gorin no Sho" de Miyamoto Musashi, los cuales tuvieron un gran impacto en los valores posteriores de los japoneses. Cabe destacar que Takuan Soho es reconocido como el inventor del famoso "taku-an tsuke" (encurtido de rábano), y su obra "Fudōchi Shinmyōroku" difundió el concepto de "kenzen ichinyo" (la unión de la espada y la meditación) en forma de un libro. En ese entonces, la práctica del kenjutsu se centraba principalmente en tres aspectos: el suburi (movimientos en el aire), el uchikomi (intercambio de golpes con bokken) y las katas (formas). Esto se debía a que no existían equipos de entrenamiento seguros tanto para armas como para protección.

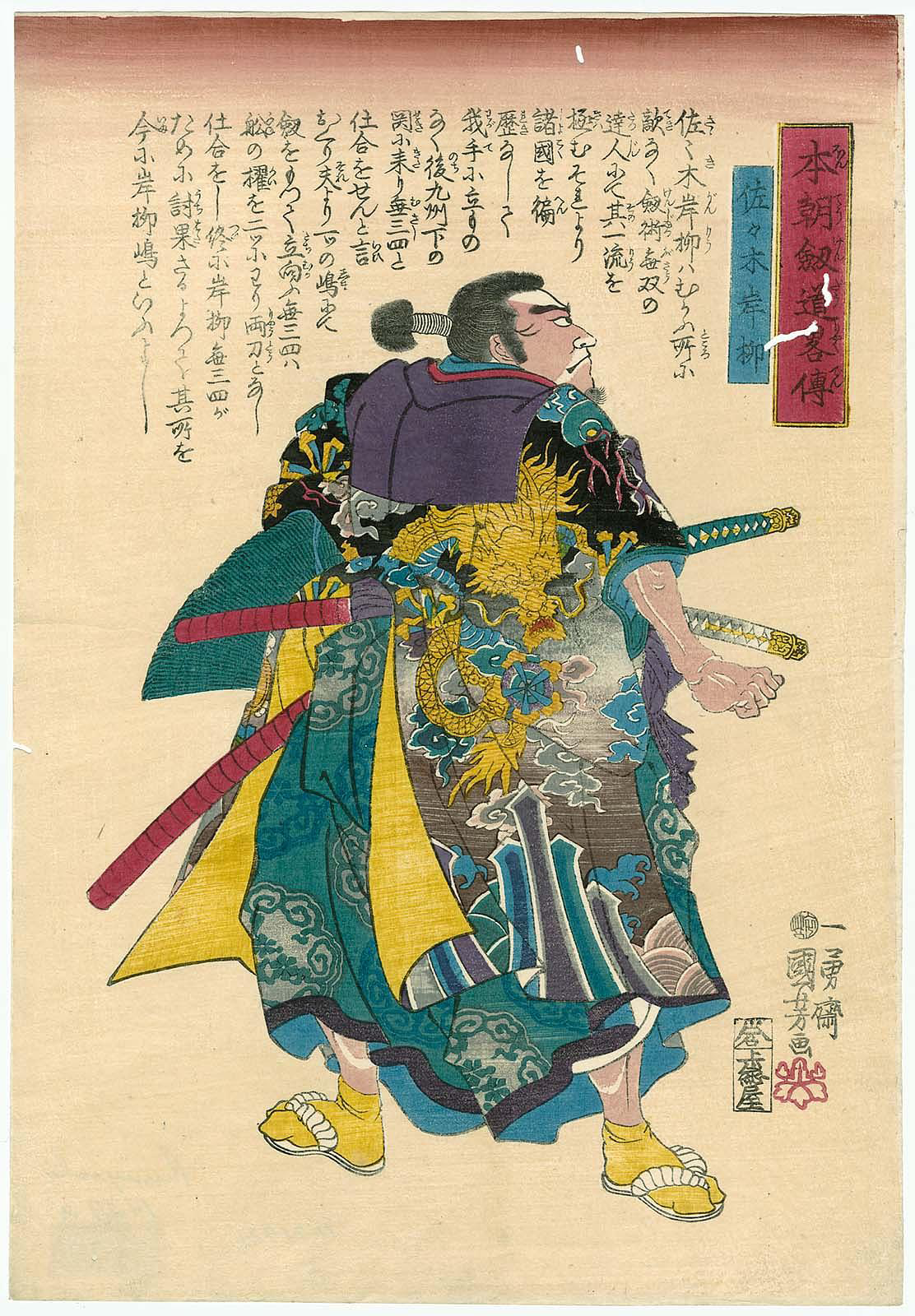
Sasaki Ganryu

Fue alrededor del período medio de la era Edo cuando Nagasuna Kuniie, de la escuela Chikushin Kage-ryu, desarrolló una protección para la cabeza (conocida como men) y unos protectores de brazos (conocidos como kote), que se consideran los antecesores de los equipos utilizados posteriormente en el kendo. Además, se estableció el "método de práctica de golpear con shinai" utilizando el "fukuro shinai" (un shinai hecho dividiendo verticalmente un solo trozo de bambú y cubriéndolo con una funda de cuero cosida). Se considera que este método es el precursor directo del kendo actual.
En la década de 1750, Nakasei Chuzo, discípulo de la escuela Chuishi Itto-ryu, comenzó a usar una máscara de hierro y una armadura de bambú y cuero llamada "takegusari" durante el entrenamiento. Además, se realizaron mejoras en el do (protección del torso), lo que permitió golpear con más fuerza durante la práctica del kenjutsu. Este estilo se extendió a varias escuelas y se enfocó en el contacto directo durante la práctica. A su vez, se comenzaron a realizar competiciones entre dojos y escuelas de diferentes estilos. Cabe mencionar que Nakasei Itto-ryu es una escuela posterior de kendo, que fue heredada por la familia Takano, incluido Takano Sasaburo, un kendoka destacado (actualmente conocido como Takano Dojo en la prefectura de Kanagawa).

#### La formación del prototipo del "kendo"

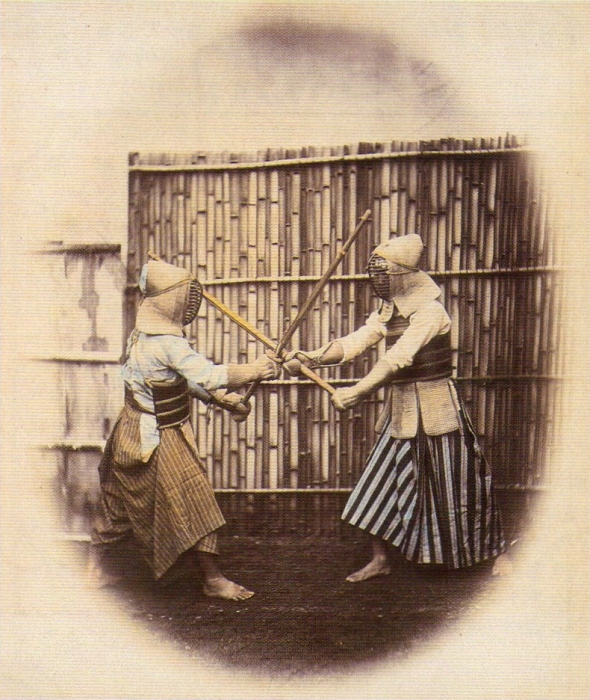
Una forma temprana de kendo del período Edo tardío conocido como gekken. (Tomada a fines del siglo XIX) por el fotógrafo británico de origen italiano Felipe Beato.

A finales del período Edo, junto con las mejoras en el equipamiento protector, se inventó el "yotsuwari shinai"*, un shinai dividido en cuatro partes de mayor resistencia. También se desarrollaron elementos similares a los actuales implementos del kendo, como el uso de cuero en el do (protección del torso) cubierto con laca. Naito Takaharu, el jefe del Kobusho (Dojo oficial del shogunato), aprobó oficialmente el uso de este "yotsuwari shinai" y estableció su longitud total en 3 shaku 8 sun (medida utilizada en Japón durante el período Edo para determinar la longitud del shinai, el arma de práctica utilizada en el kendo. La medida de "3 shaku 8 sun" equivale a aproximadamente 114 centímetros o 45 pulgadas).  El término "shinai" se origina en la palabra que significa "flexibilidad" y en el pasado también se pronunciaba como "chikutō".
En esta época, el fundador de la escuela Oishi Shin Kageryu, Oishi Budo (también conocido como Oishi Shundaiyu o Oishi Takeraku), utilizó protecciones que mejoraban la seguridad de los tsuki (estocadas) y que incluían una máscara con trece barras de metal horizontales llamada yokogane men, un protege vientre de bambú y medio guante. Estos elementos se acercaban mucho a los implementos actuales del kendo. Los dojos y las escuelas también prosperaron, y se decía que el Genbukan de Chiba Shusaku (Hokushin Itto-ryu), el Shigakkan de Momoi Harukatsu (Kage-ryu) y el Rikugun Juku de Saito Yakuro (Shindo Munen-ryu)* eran los "tres grandes dojos de finales del shogunato en Edo".
Especialmente Chiba Shusaku sistematizó las técnicas de golpear con el shinai y estableció las "68 técnicas de kenjutsu". Los nombres de algunas de estas técnicas, como "oikomi men" (embestida a la cabeza) y "suriage men" (levantamiento de la máscara), todavía se utilizan hoy en día. El único de los "tres grandes dojos de finales del shogunato en Edo" que todavía existe es el Rikugun Juku, que se encuentra en la actualidad en la prefectura de Tochigi y es conocido como un prestigioso dojo.
En aquellos tiempos, los combates con shinai no se llevaban a cabo con fines deportivos como en la actualidad, sino que se practicaban asumiendo situaciones de combate real con espadas reales. No existían reglas de arbitraje ni competencias oficiales como las de hoy en día, y se dice que los enfrentamientos solían consistir en un total de 10 combates.

### Era Meiji (1868-1912)

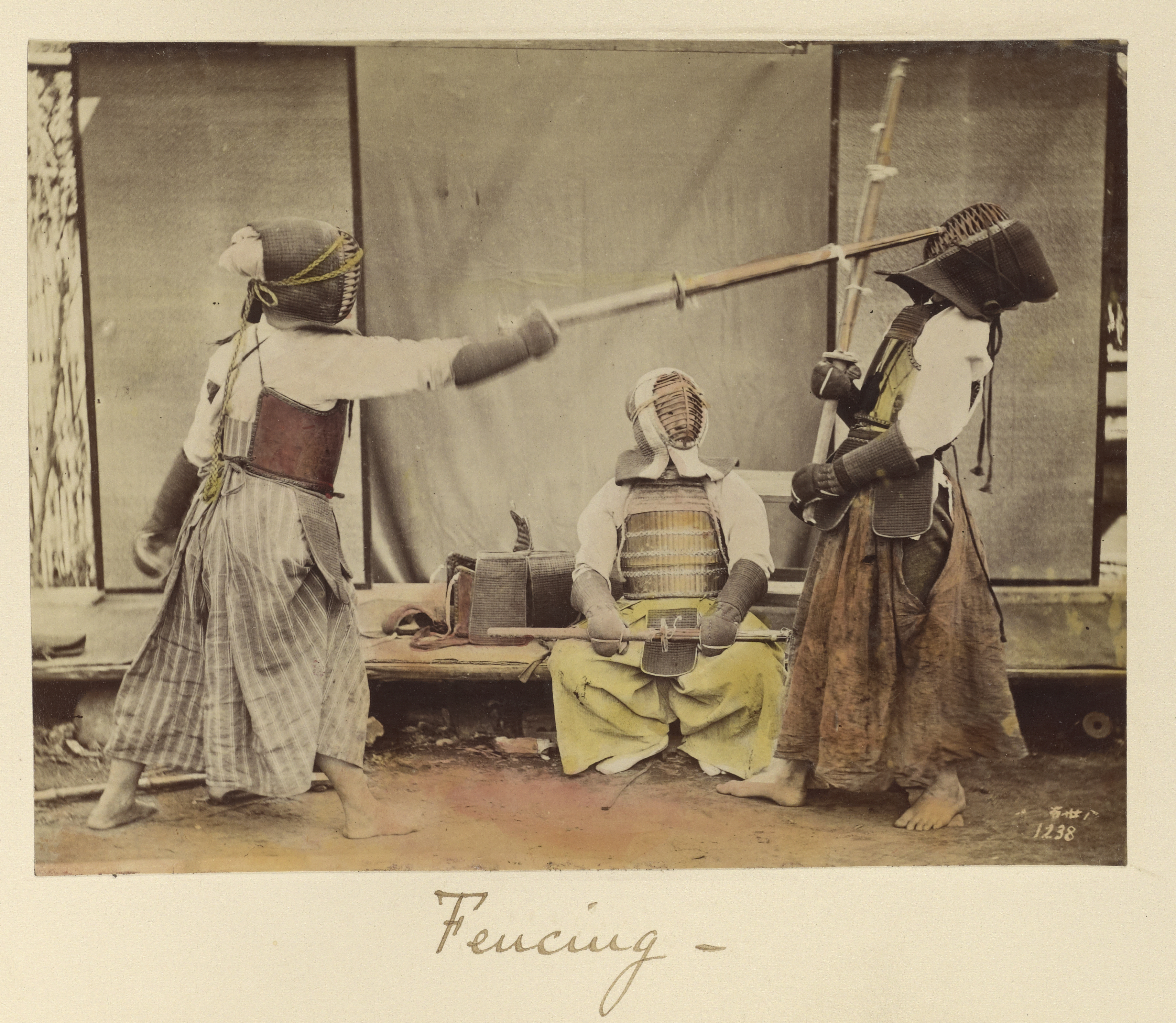
Práctica de genken antecesor al kendo en Japón 1873.

Con la Restauración Meiji, los samuráis perdieron sus roles tradicionales. El kenjutsu como entretenimiento En respuesta a esto, Kagita Sakakibara de la escuela Chikushin Kage-ryu comenzó en el sexto año de la era Meiji (1873) a realizar exhibiciones de combates de espada como espectáculos llamados "gekken kōgyō", con el objetivo de obtener ingresos. Estas exhibiciones de combate incluían movimientos llamativos y llamadas vocales para atraer al público, convirtiéndose en un entretenimiento popular.

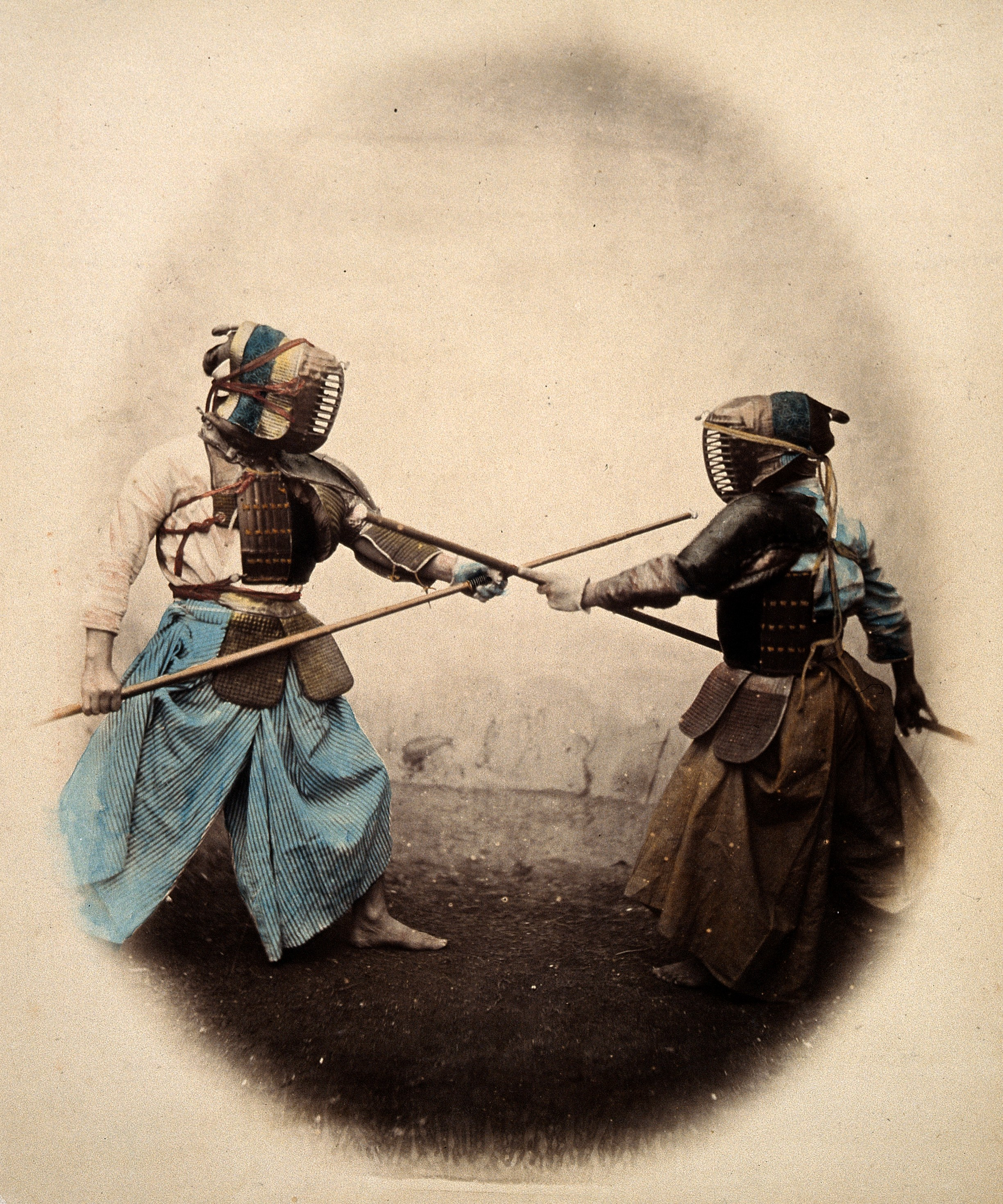
Vestimenta de pratica de gekken con gekken kōgyō ropa protectora y máscaras en 1868

A raíz de esto, destacados maestros de la espada, como Yakyu Saito (Saito Shintaro), el segundo director del Rikugun Juku (Instituto Militar) y Chiba Toichiro y Chiba Yoritane de la escuela Genbukan, también organizaron espectáculos similares, extendiéndose por todo el país.

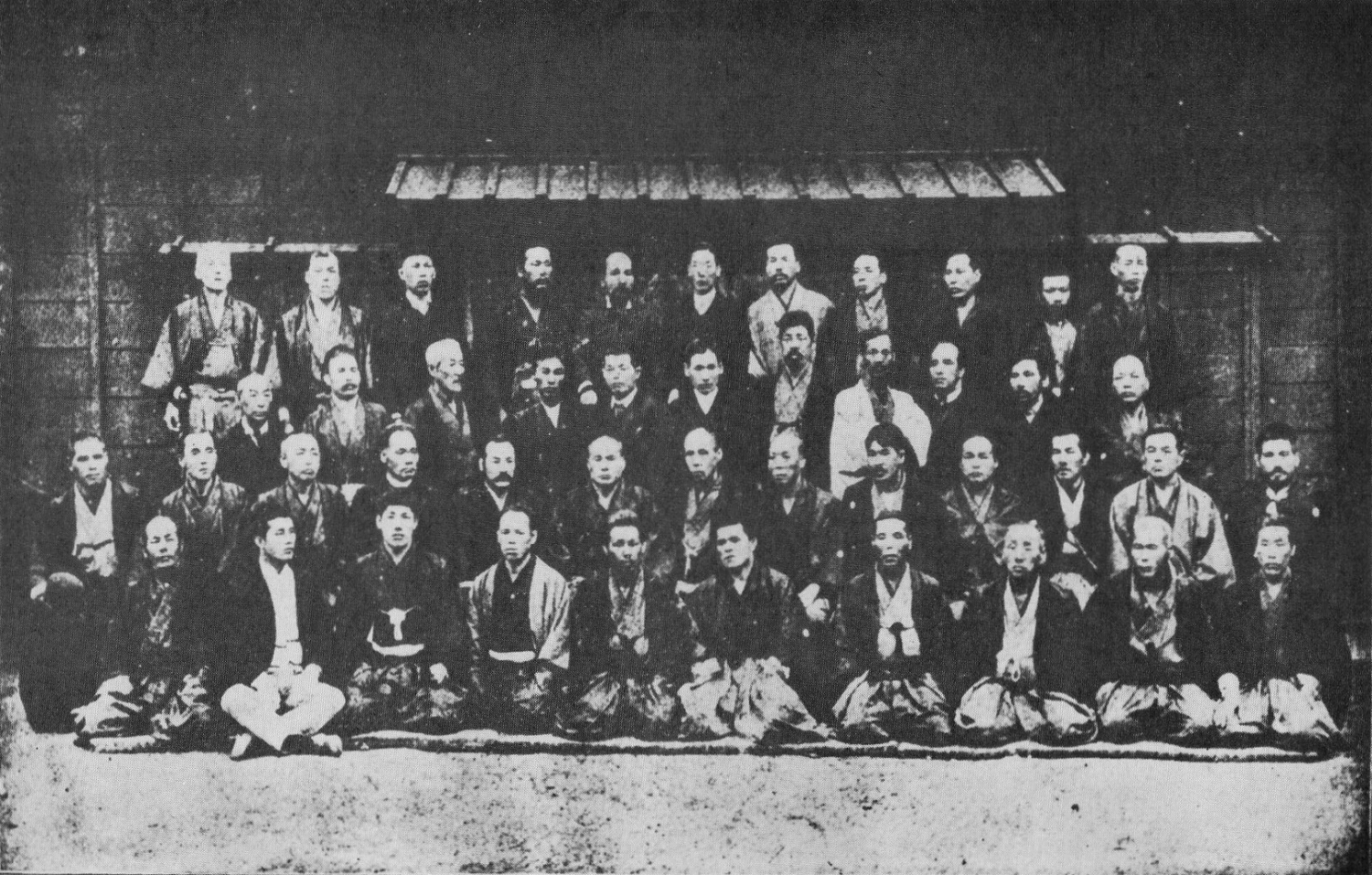
Oficiales encargados de las artes marciales de la Policía Metropolitana de Tokio en 1888.

En el año 1876, se promulgó la Ley de Abolición de las Espadas, lo que resultó en la prohibición del porte de espadas por parte de los samuráis y gradualmente disminuyó su relevancia. Posteriormente, muchos individuos de origen samurái comenzaron a servir en la policía, donde se requería habilidades de combate y kenjutsu.
Como resultado, durante la Guerra del Suroeste en el año 1877, numerosos destacamentos de la Policía Metropolitana participaron en el conflicto y obtuvieron grandes logros en el campo de batalla. Esto llevó a una revaluación del valor de las artes marciales y el Inspector General Kawaji Toshiyoshi, quien era un alto oficial de policía, anunció en su obra "Resurgimiento de la Esgrima" la promoción de la formación en kenjutsu dentro de la policía. Esto sentó las bases para la conexión entre la policía y el kendo en la actualidad.
En el año 1879, se estableció un dōjō en la Academia de Policía para la formación de agentes de patrulla, al mismo tiempo se establecieron el "Estilo de Espada de Policía" y las "Clasificaciones de Esgrima" por parte de la Policía Metropolitana. Esto provocó una creciente contratación de expertos en esgrima y maestros locales por parte de la policía, al punto que en el año 1883 se dice que había más de 200 oficiales de policía contratados como instructores en dōjō. En el año 1885, se celebró el primer Torneo de Artes Marciales en el Santuario Yayoi (en el distrito de Chiyoda, Tokio), organizado por la Policía Metropolitana. Se considera que este torneo marcó el comienzo de los torneos nacionales de kendo. A raíz de este torneo, el Santuario Yayoi se convirtió en el principal centro del kendo, y en las fuerzas policiales locales se generó un impulso para fomentar la práctica de la esgrima.

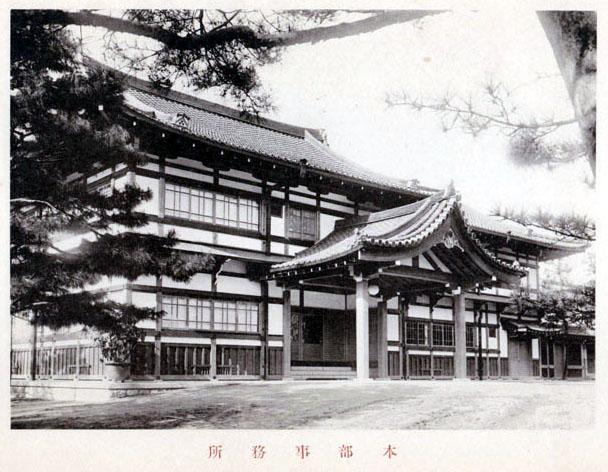
Dainippon Butokukai en 1899

#### Establecimiento de la "Dainippon Butokukai"
En el año 1895, debido a la conmemoración de los 1100 años de la transferencia de la capital a Heian (Kioto) y la victoria en la Guerra Sino-Japonesa, se incrementó el entusiasmo por fomentar las artes marciales en Japón, incluyendo el kenjutsu. Como resultado, se estableció en Kioto la "Dainippon Butokukai" como una organización nacional dedicada a promover, educar y honrar las artes marciales. Inicialmente, su objetivo era celebrar competiciones de exhibición conocidas como "tenran-shiai" (eventos presenciados por el emperador), pero debido a la cancelación de las visitas del emperador, su rol se transformó en el de una organización nacional de supervisión.
El príncipe imperial Arisugawa no Miya Hito Shinno, quien era el jefe del Estado Mayor, se convirtió en el presidente, mientras que Chikakiyo Watanabe (gobernador de la Prefectura de Kioto) asumió el cargo de presidente y Moto Osae (sacerdote principal del Santuario Heian) se convirtió en el vicepresidente. La organización se desarrolló utilizando las estructuras locales del Ministerio del Interior, con un enfoque en la policía.
En el mismo año de su fundación, se celebró el primer Butokusai Daizenshu (actualmente conocido como el Campeonato Nacional de Kendo de Todo Japón en Kioto). Hasta ese momento, existían diversas escuelas de kenjutsu, pero la Dainippon Butokukai se estableció como una organización integrada que trascendía a las escuelas individuales. Asumió roles como:
- Establecimiento de sucursales en cada prefectura.
- Organización de eventos de exhibición (actualmente conocido como el Campeonato Nacional de Kendo de Todo Japón en Kioto).
- Concesión de títulos y rangos (hanshi, kyoshi, renshi).
- Construcción y gestión del Butokuden (actualmente el Butokuden de Kioto).
- Establecimiento de reglas para la arbitraje de competiciones.
- Establecimiento de una escuela de instrucción en artes marciales (que luego se convirtió en la Escuela de Artes Marciales, cerrada en 1947).[19]

De esta manera, se puede decir que la Gran Asociación de Budo de Japón estableció los cimientos de la actual Federación Japonesa de Kendo.
Al mismo tiempo, en el año 1900, se publicó en el extranjero la primera edición en inglés del libro "Bushido" escrito por Inazo Nitobe, lo que hizo que los valores y normas de vida de los japoneses fueran ampliamente conocidos en el extranjero.
En el año 1911, gracias a una petición impulsada por destacados practicantes de kendo como los miembros de la Cámara de Representantes Hoshino Senzo y Ozawa Aijiro, la práctica conocida como "gekken" se convirtió en una asignatura escolar llamada "kendo" en las escuelas secundarias, llevando así las técnicas de la espada al entorno educativo. Fue en este momento cuando el término "kendo" se empezó a utilizar oficialmente.

## Kendo en el sigloXX

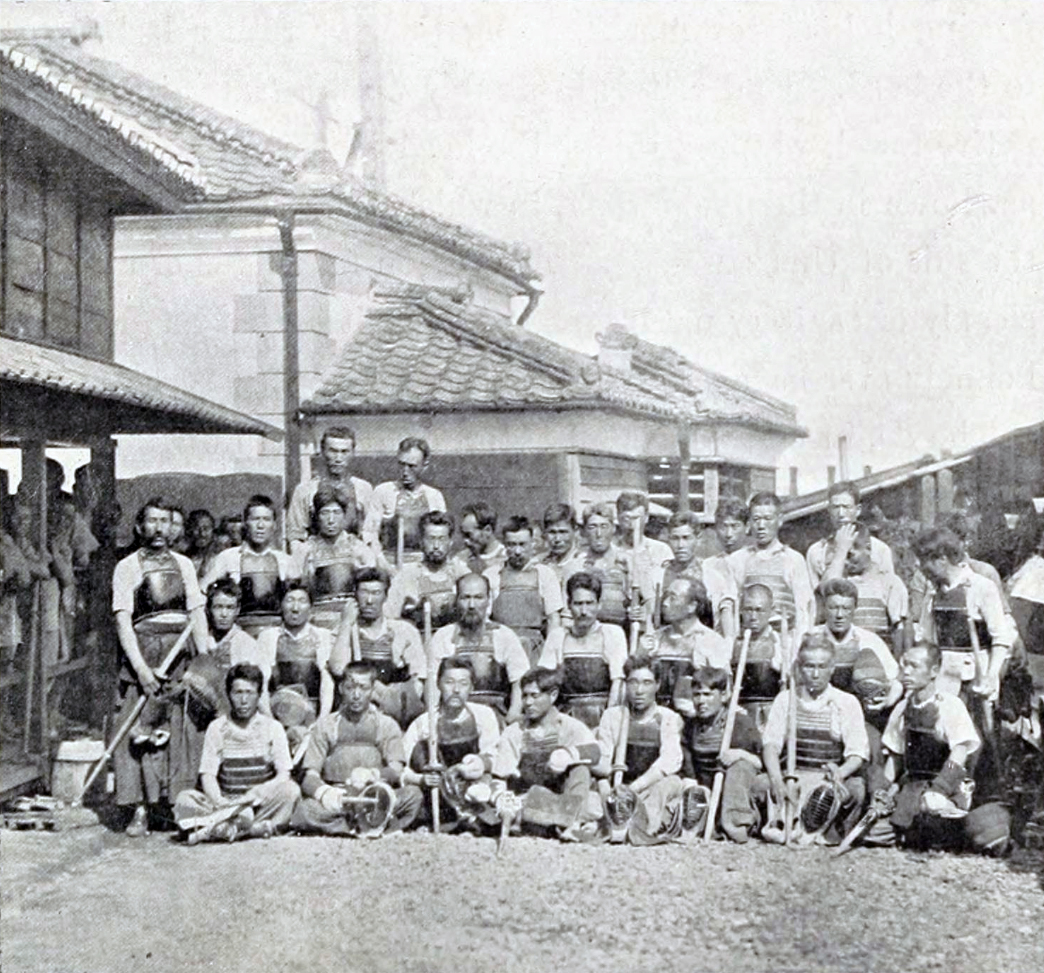
Miembros de la Escuela de Esgrima Takanawa en 1905

A medida que el "kendo" se introdujo como asignatura en las escuelas secundarias, su popularidad comenzó a crecer. Sin embargo, en ese momento no se establecía una clara distinción entre el kendo y las antiguas escuelas de kenjutsu, lo que llevaba a que muchos practicantes de kendo también se identificaran con los nombres de esas escuelas tradicionales.

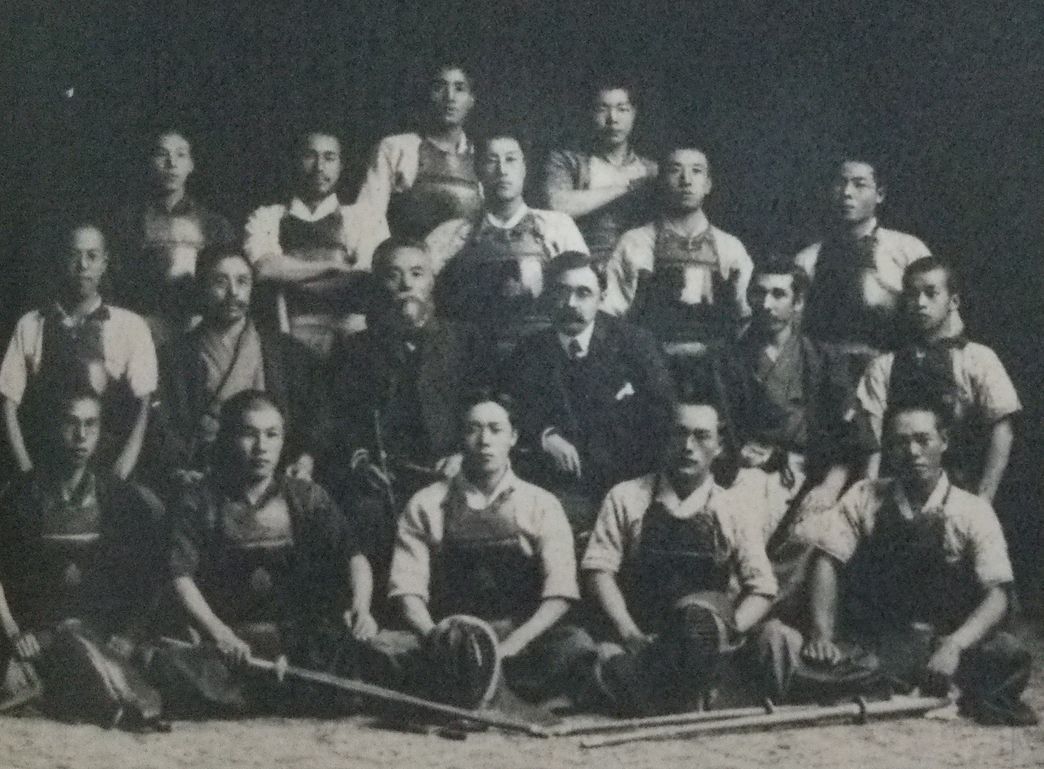
Club de Kendo de Ichiko de 1907.

Fue en ese contexto que la Escuela Especial de Artes Marciales de la Gran Asociación del Espíritu Marcial de Japón, conocida como "Busen", y la Escuela Normal Superior de Tokio, también conocida como "Tokyo Koshi" y actualmente llamada Universidad de Tsukuba, se convirtieron en centros de formación para profesores de kendo. En ese momento, dos destacados profesores de kendo, Takaharu Naito de Busen y Sazaburo Takano de Tokyo Koshi, eran conocidos respectivamente como "Naito del oeste" y "Takano del este".
Fue Sazaburo Takano, quien se dedicaba a la enseñanza de kendo en Tokyo Koshi, quien percibió la necesidad de cambiar su enfoque de la instrucción individual a un método más adecuado para lidiar con un gran número de estudiantes. Así fue como ideó el método de enseñanza grupal, una modalidad de entrenamiento en la cual todos los estudiantes ejecutaban las mismas técnicas simultáneamente siguiendo órdenes precisas. Este enfoque permitió optimizar el tiempo de instrucción y facilitó el aprendizaje colectivo en un ambiente disciplinado y armonioso.

### La forma de "Kendo" del Imperio del Gran Japón

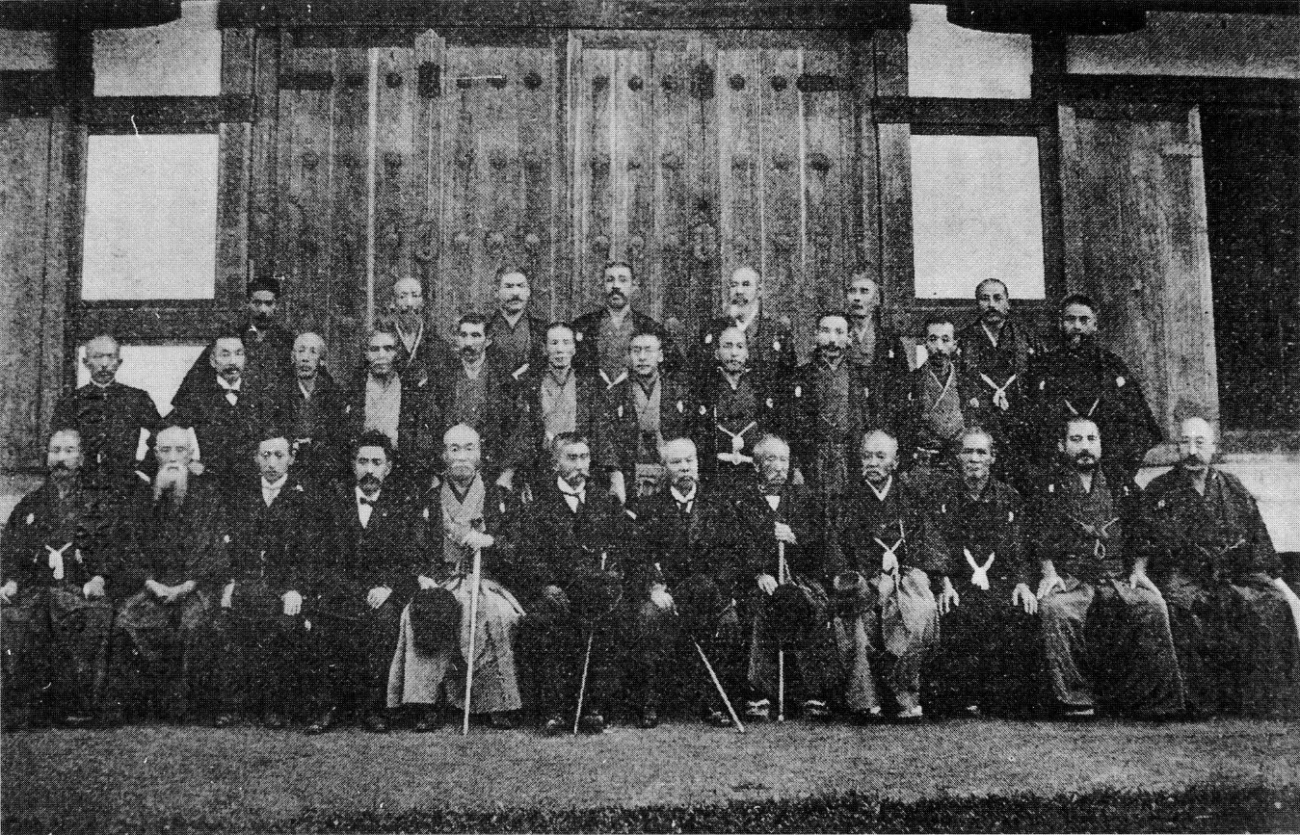
Miembros de la Comisión para el Establecimiento de las Formas de Kendo del Imperio de Japón y los funcionarios de la Gran Asociación de Budo de Japón en 1912.

Paralelamente al método de enseñanza grupal, en el año 1912, durante el primer año de la era Taisho (1912), la Gran Asociación del Espíritu Marcial de Japón seleccionó a 25 practicantes de kendo de todo el país y, bajo su supervisión, se estableció la forma de "Kendo" del Imperio del Gran Japón (que luego se convirtió en el prototipo del "Kendo" japonés).
Gracias a esta forma de "Kendo" del Imperio del Gran Japón, se logró la unificación de las diversas escuelas dispersas por todo el país, creando un sistema que establecía técnicas comunes en cierta medida.
Además, corrigió los movimientos incoherentes y descuidados surgidos en los espectáculos y exhibiciones del período Meiji temprano, enfatizando una correcta postura y una técnica precisa con la espada. Estableció un estándar unificado.

### Unificación del "kendo" y su desarrollo como deporte
En el año 1917, se introdujo el sistema de rangos, estableciendo una referencia y un objetivo para desarrollar habilidades y cultivar el espíritu. Gracias a estos cambios, se facilitó la transmisión de las técnicas y el espíritu del "Kendo" basado en la espada japonesa a las generaciones futuras.
Siguiendo esta tendencia, en el año 1919, Hiroji Nishikubo (quien había ocupado cargos como jefe de la policía y alcalde de Tokio) asumió el cargo de director de la Escuela Especial de Artes Marciales de la Gran Asociación del Espíritu Marcial de Japón y propuso el concepto de "Budo" con el objetivo de entrenar el cuerpo y la mente. A partir de entonces, el término "Bujutsu" (arte marcial) se modificó a "Budo" (vía marcial) y se unificó el nombre del deporte como "Kendo".
A partir del año 1924, durante el decimotercer año de la era Taisho (1924), se llevó a cabo el "Meiji Jingu Taiiku Taikai" (Torneo Deportivo del Santuario Meiji), adoptando un formato de competencia similar al actual, con ligas y torneos para determinar a los campeones.
Sin embargo, hubo algunos practicantes de Kendo que se opusieron a este nuevo enfoque. La Gran Asociación del Espíritu Marcial de Japón anunció su no participación en el torneo y el profesor Takaharu Naito, de la Escuela Especial de Artes Marciales, se manifestó enérgicamente en contra de ello, lo que provocó cierta confusión en ese momento.
Por otro lado, este sistema fue considerado revolucionario para la época y marcó el comienzo del Kendo como una disciplina competitiva conocida como "Kendo moderno".

### Antes de la guerra y durante la guerra
En los primeros años de la era Showa, se llevaron a cabo tres competencias de exhibición Juegos Showa Tenran-jiai: primera edición: (1929) en conmemoración del Gran Rito Imperial, segunda edición: (1934) en celebración del nacimiento del Príncipe Heredero, y tercera edición: (1940) en conmemoración del 2600º aniversario del Imperio Japonés. Estos eventos contribuyeron a fortalecer la posición del Kendo de manera constante.
Además, en 1931, el Kendo se convirtió en una asignatura obligatoria en las escuelas de profesores y las escuelas secundarias, lo que permitió que la población en general tuviera un mayor contacto con el Kendo.
Sin embargo, con el estallido de la Segunda Guerra Mundial, el Kendo comenzó a verse influenciado por las tendencias políticas.

### El kendo como entrenamiento para el combate
El gobierno japonés, en el contexto de la guerra, reorganizó la Asociación Nacional de Espíritu Marcial de Japón en 1942, bajo la supervisión conjunta del Ministerio de Bienestar, el Ministerio de Educación, el Ministerio del Ejército, el Ministerio de la Marina y el Ministerio del Interior. El Kendo se introdujo como parte del entrenamiento de combate para la población.

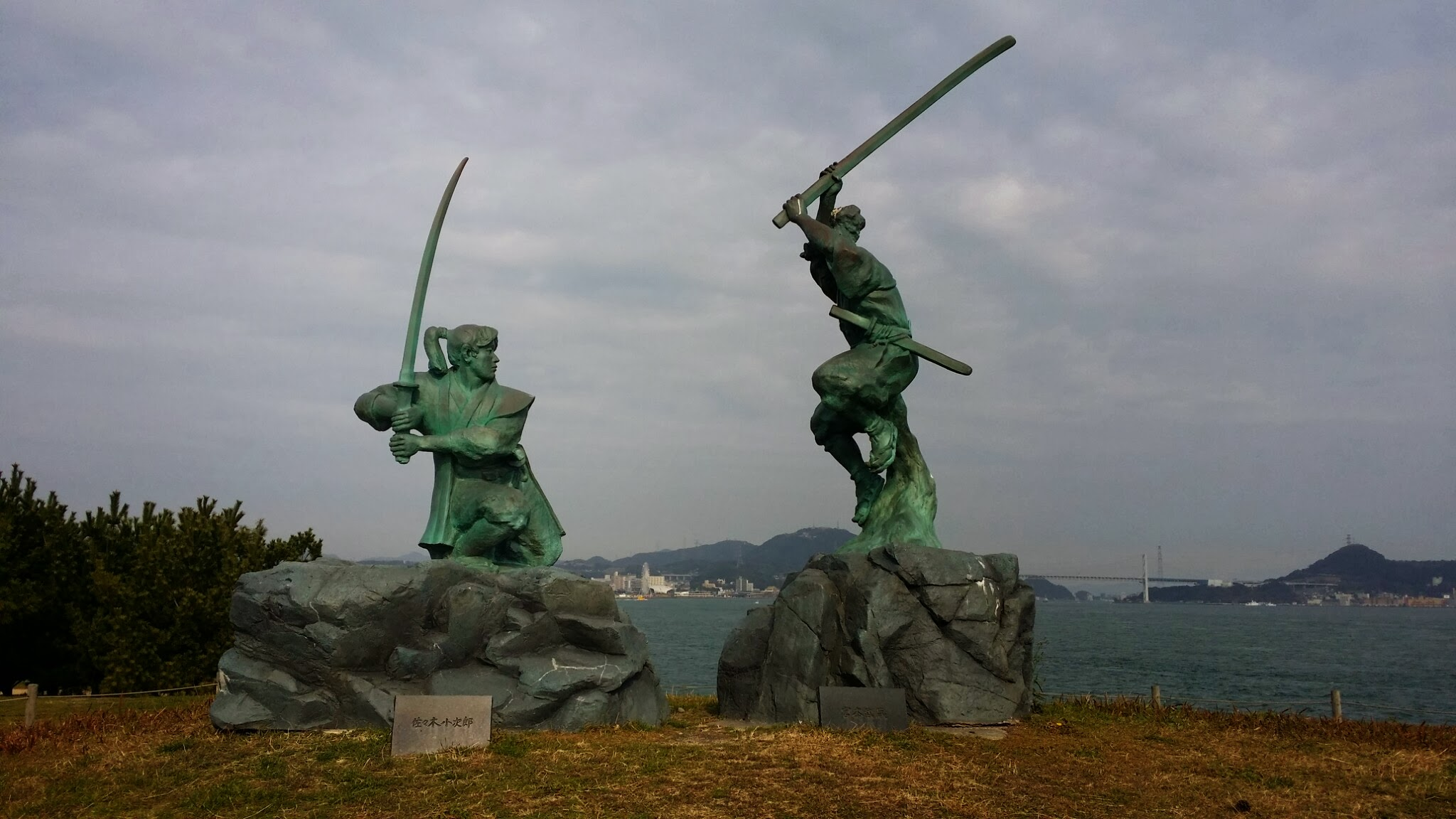
Estatua de la batalla entre Musashi y Kojirō

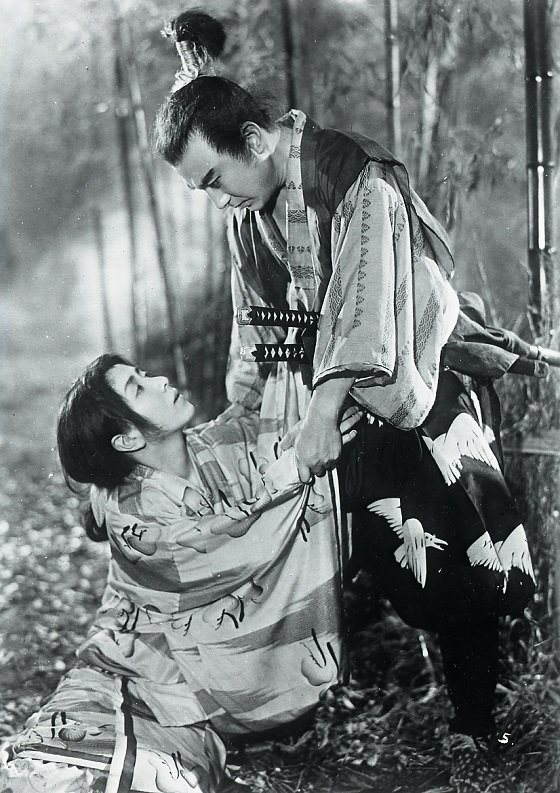
Chikako Miyagi y Chiezō Kataoka en Miyamoto Musashi: Duelo en Ichijō-ji en 1942 del director Hiroshi Inagaki.

En ese momento, el Kendo estaba destinado al combate cuerpo a cuerpo, por lo que los términos utilizados para los ataques cambiaron, y en lugar de "datotsu" (golpe preciso), se utilizó la expresión "zantotsu" (golpe de corte). Se fomentaba la realización de golpes decisivos y se desalentaban los golpes ligeros o incompletos. El Kendo se volvió extremadamente cercano al combate real.
Además, su aspecto espiritual se utilizó para elevar el espíritu combativo de la población, adoptando una postura extremadamente belicosa.
En 1943, se produjeron cambios que reflejaban aún más la influencia militar, como la transición del sistema de grados existente al sistema de grados equitativos (Godo-Ikkyu), y el cambio del título "Kyoshi" a "Tasshi".

## Después de la guerra
Después de la guerra, el Kendo experimentó un proceso de revitalización tras el período de prohibición impuesto por la GHQ (Cuartel General de las Fuerzas Aliadas).

### Período de prohibición del kendo
En el año 1945, Japón se rindió incondicionalmente y fue ocupado por las fuerzas aliadas. Como resultado, la Dai Nippon Butokukai, que estaba vinculada al Ministerio del Interior en ese momento, fue considerada como habiendo desempeñado un papel en la conducción de la guerra, y en ese mismo año, la Autoridad Suprema de las Fuerzas Aliadas ordenó la disolución de la Dai Nippon Butokukai. Como resultado, la Dai Nippon Butokukai fue transformada en una organización civil y se eliminó el control sobre las diversas organizaciones de artes marciales. 

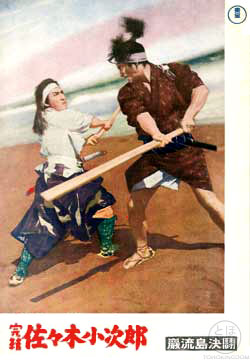
Póster de película japonesa de 1956 Samurai III

En 1946, la Dai Nippon Butokukai desapareció por completo y sus propiedades fueron confiscadas por el gobierno. Además, en 1947, aproximadamente 1300 personas relacionadas fueron sometidas a la expulsión de cargos públicos y se prohibieron las actividades organizadas de Kendo. En ese momento, en 1945, se prohibió por completo la práctica de Kendo en las escuelas y en las instalaciones afiliadas, y al año siguiente, se invalidaron las licencias de los instructores de artes marciales. En 1949, el Kendo también fue prohibido en la policía, lo que efectivamente llevó a la desaparición del "Kendo".

### El nacimiento del "Koryu-Kendo"
En 1950, se estableció una vez la "All Japan Kendo Federation" (Federación de Kendo de Todo Japón), pero como Japón aún no había recuperado su independencia, el nombre "Kendo" no fue reconocido y se cambió a "Koryu-Kendo" (撓競技). El deporte adoptó una forma en la que los competidores vestían ropa occidental y se enfrentaban con shinai (espadas de bambú), eliminando el carácter marcial y convirtiéndose en un "deporte". Se practicaba en un estilo de competencia similar a la esgrima, con protectores ligeros y se puntuaban los golpes realizados con técnicas de bolsa (fukuro-shinai).

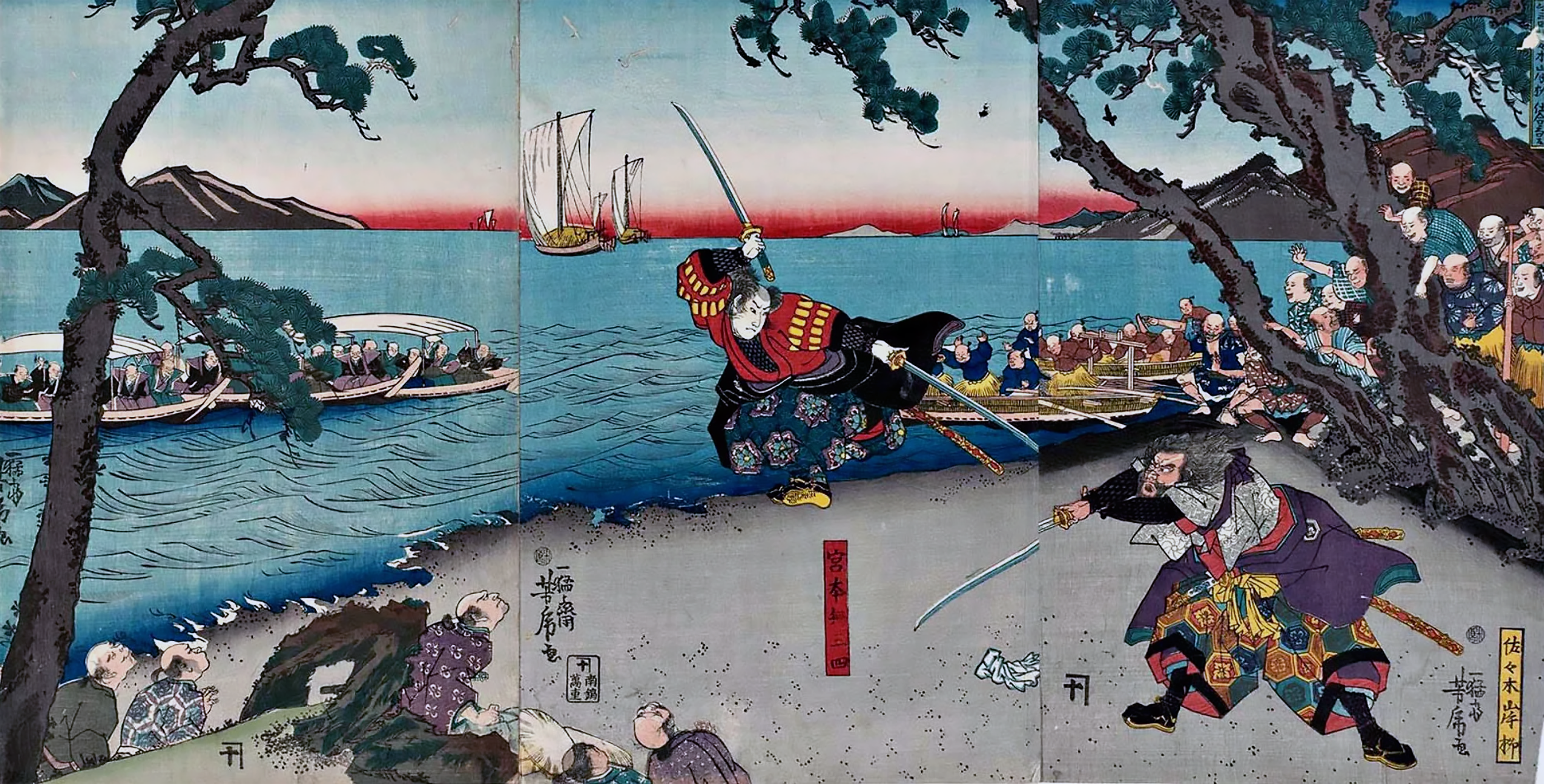
El famoso duelo entre de Miyamoto con Sasaki ha inspirado a generaciones de artistas japonesesMiyamoto-Musashi-Fights-Sasaki-Kojiro-at-Ganryujima-Ukiyo-e.png

En 1950, se celebró el primer Campeonato Nacional de Koryu-Kendo en la ciudad de Nagoya, y al año siguiente se llevó a cabo el primer Campeonato Nacional de Koryu-Kendo en Tokio, lo que indicaba los esfuerzos para mantenerlo como un deporte competitivo. Además, en 1952, el Koryu-Kendo fue adoptado como una asignatura regular para las escuelas secundarias y superiores, y se introdujo en el ámbito educativo en una forma adaptada. En ese mismo período, la policía también había desarrollado una competencia llamada "Keibo-jutsu" (técnicas de bastón policial), en la cual se utilizaba un tipo de shinai similar a una katana corta.
Después de que los Aliados abandonaron Japón en 1952, "se abrió el camino para la edad de oro de las películas de samuráis", lo que permitió a Inagaki especializarse en el género con el que había estado más estrechamente asociado antes de la guerra. La Segunda Guerra Mundial, la ocupación aliada de Japón y luego la partida de los Aliados ciertamente influyeron en el cine japonés. Además, el personaje de la película, Musashi Miyamoto, fue una persona real que vivió desde 1584 hasta 1645 y era "famoso por su técnica de lucha de dos manos y su delicado toque con el pincel de tinta Zen". La película de 1956 Samurai III: Duel at Ganryu Island también se relaciona con la batalla real de Miyamoto con Sasaki, que "tuvo lugar el 13 de abril de 1612 en la isla Ganryu, ubicada frente a la costa de la provincia de Bizen".

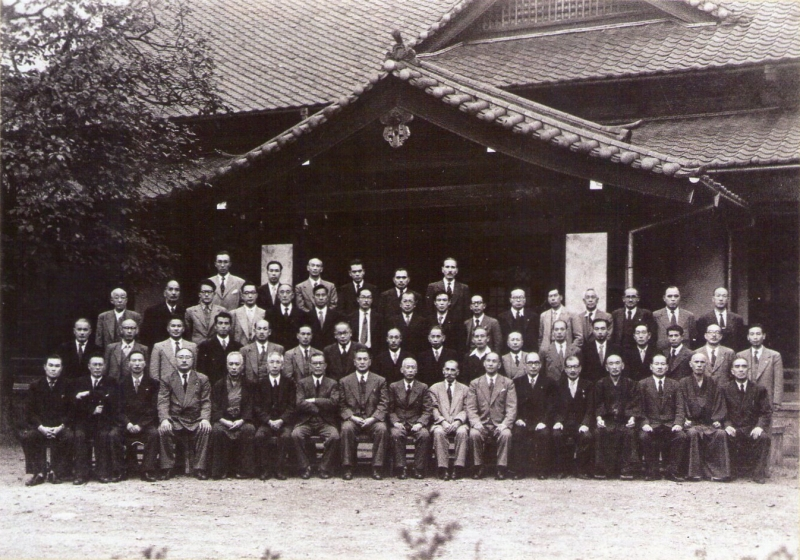
Foto conmemorativa de la formación de la All Japan Kendo Federation de 1952

### El resurgimiento del "Kendo"
En 1952, con la firma del Tratado de Paz de San Francisco, que restauró la independencia de Japón, se estableció nuevamente la All Japan Kendo Federation (Federación de Kendo de Todo Japón). Se estableció una política para llevar a cabo el Kendo como un "deporte democrático competitivo" para evitar su uso como en tiempos de guerra. Esta organización se convirtió en la actual All Japan Kendo Federation.
Durante un tiempo, el Kendo y el Koryu-Kendo coexistieron, pero en 1954, la All Japan Kendo Federation absorbió y fusionó a la All Japan Koryu-Kendo Federation, lo que llevó a la abolición del Koryu-Kendo y a una nueva expansión del "Kendo" en todo el país. Algunas reglas del Koryu-Kendo fueron heredadas por el Kendo durante este proceso.
En 1953, se celebraron el primer Campeonato Nacional de Kendo para Oficiales de Policía (en el Gimnasio de la Policía Metropolitana), el primer Campeonato Nacional de Kendo de Japón (en el Estadio Nacional de Sumo de Kuramae) y el primer Campeonato Nacional de Kendo de Estudiantes de Japón (en el Gimnasio Nacional de Kanda), lo que marcó la completa recuperación del Kendo como deporte.

## Auge de las tiendas de artículos de kendo

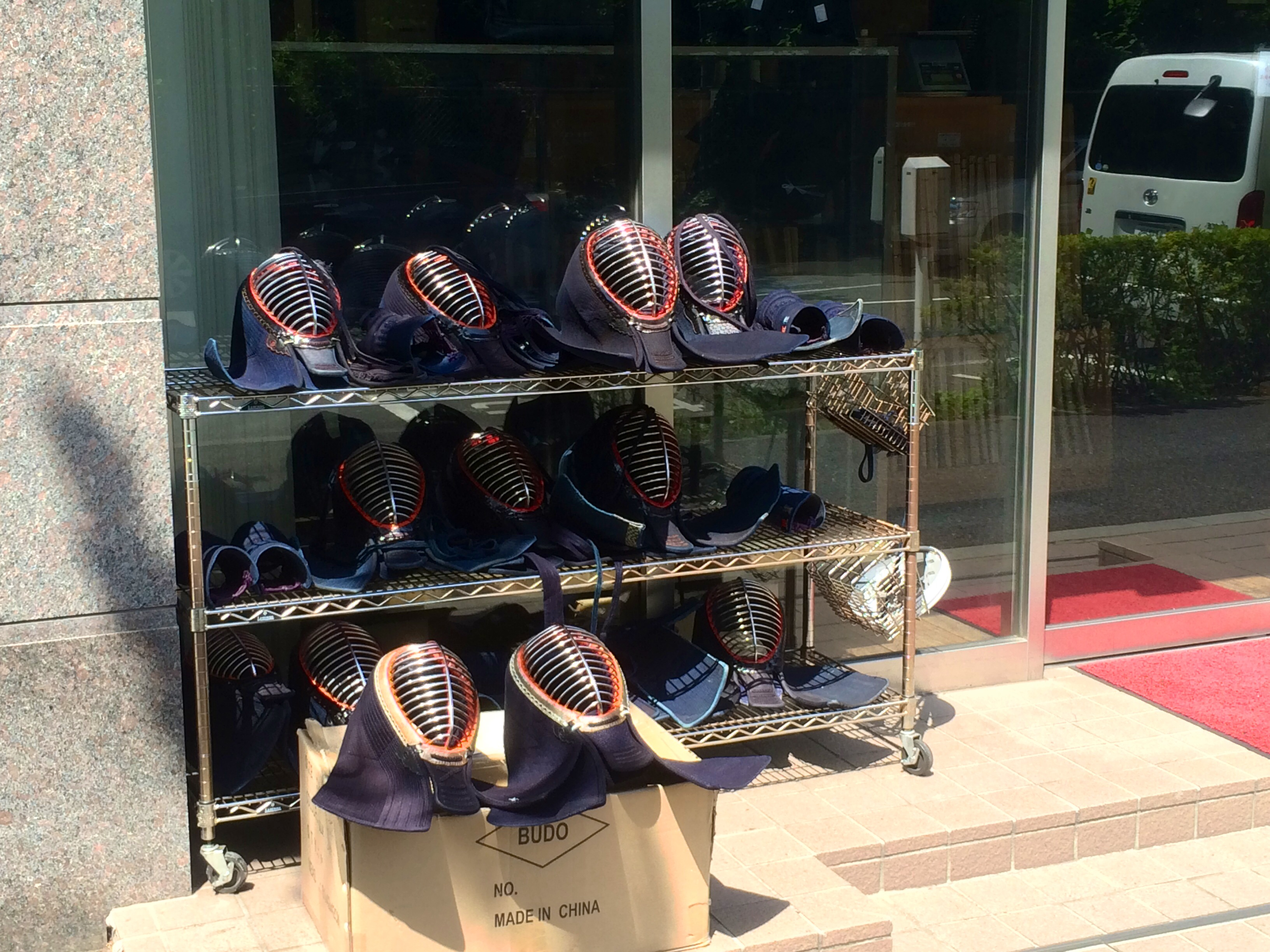
Venta de artículos de kendo en la calle en Tokio

Junto con el resurgimiento del Kendo, hubo una explosión en la demanda de artículos de Kendo, lo que llevó a la aparición de numerosas tiendas de artículos de Kendo y artesanos especializados en ellos. Empresas como Daishin Budogu Seisakusho (en Tokio), Shokodo Matsukyo (en Tokio) y Shokanko Kogyo (en Saitama), que aún se consideran empresas tradicionales, se dedicaron incansablemente a la fabricación de artículos de Kendo día y noche durante este período. En aquel entonces, todavía existía un sistema de especialización completa, con artesanos dispersos en diversas regiones, encargados de fabricar componentes y partes individuales. Estos se reunían para ensamblar los productos y ofrecerlos al mercado.
Debido a que cada una de estas técnicas era altamente especializada y exclusiva, surgieron estilos regionales como el "estilo de Tokio", "estilo de Kanto" y "estilo de Kansai". Se dice que durante este período también nacieron maestros reconocidos en la fabricación de artículos de Kendo, incluido Miyashita Godo, quien es conocido como "el legendario artesano de las protecciones de mano".
En aquel periodo histórico, la industria del Kendo se regía por un sistema de especialización completa, en el cual los artesanos se encontraban dispersos en distintas regiones, cada uno dedicado a la fabricación de componentes y partes individuales específicas. Estos hábiles artesanos se congregaban para ensamblar meticulosamente todas las piezas y así ofrecer al mercado los productos finales.
Esta estructura de trabajo altamente especializada y exclusiva dio lugar al surgimiento de diferentes estilos regionales, como el reconocido "estilo de Tokio", el distinguido "estilo de Kanto" y el renombrado "estilo de Kansai". Cada uno de ellos se caracterizaba por su enfoque particular en la producción de artículos de Kendo y presentaba sutiles variaciones en los métodos de fabricación y diseño.
En este periodo de florecimiento artesanal, también fueron forjados renombrados maestros en la fabricación de artículos de Kendo. Uno de ellos es Miyashita Godo, quien es reverenciado como "el legendario artesano de las protecciones de mano". Su maestría en la creación de estas piezas clave del equipamiento de Kendo ha perdurado en la memoria colectiva y su nombre es ampliamente reconocido en la industria.
Así, durante aquel tiempo de innovación y dedicación a la artesanía, la comunidad del Kendo presenció el nacimiento de habilidosos artesanos que dejaron un legado perdurable en la historia de este noble arte marcial.

## Período de alto crecimiento económico
Durante el período de alto crecimiento económico, el kendo experimentó un desarrollo significativo en sus organizaciones y sistemas.
Establecimiento del sistema competitivo Después de transcurrir unos diez años desde el final de la guerra, se establecieron los sistemas que perduran hasta la actualidad, como competiciones, grados de dan y su inclusión en la educación formal.
En 1955, el kendo se convirtió en un evento oficial en los Juegos Nacionales de Deportes. En 1958, la Agencia de la Casa Imperial otorgó a la All Japan Kendo Federation el Trofeo del Emperador, el cual fue entregado al campeón del Campeonato Nacional de Kendo de Japón. En 1957, la All Japan Kendo Federation estableció el grado más alto de "Judan" (décimo dan) y clarificó los criterios para los grados de dan.
Además, en el ámbito educativo, en 1957, el kendo se adoptó como una actividad deportiva obligatoria en las escuelas secundarias y preparatorias, y en 1962, se implementó como una asignatura obligatoria en las escuelas secundarias. Al año siguiente, con la revisión de las pautas de enseñanza y aprendizaje, el kendo se convirtió también en una asignatura obligatoria en las escuelas preparatorias.

## Participación de la mujer en el kendo

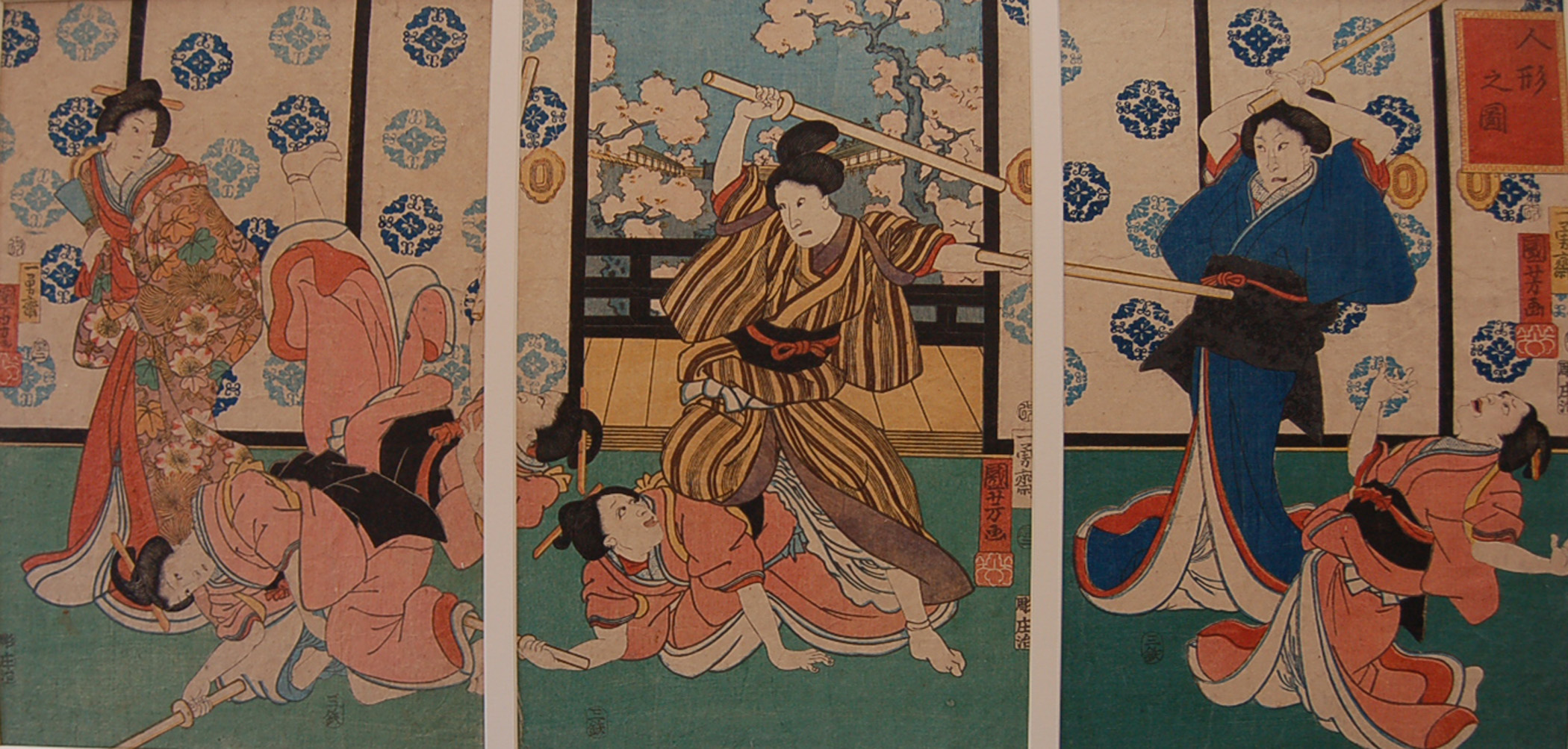
Mujeres Kendo Esgrima Utagawa Kuniyoshi (1797-1861)

De 1937 a 1945 el papel de la mujer ha sido tradicionalmente el de buena esposa y madre amorosa. Si bien las mujeres generalmente no fueron reclutadas, las mujeres en Japón y Taiwán a veces recibieron entrenamiento militar de programas implementados por el gobierno. El entrenamiento militar femenino en este caso incluía “entrenamiento militar básico” y “budō”, particularmente el uso de naginata, kyudō y kendo. Los estudiantes y las mujeres en general fueron incluidos en los programas. El fundamento de esta política para la participación femenina en el entrenamiento militar se deriva del concepto de “la nación en armas” de Japón.
A partir de la década de 1960 hasta aproximadamente la década de 1970, el número de mujeres practicantes de kendo comenzó a aumentar gradualmente. La participación de las mujeres en el kendo comenzó a incrementarse en los años 60 y 70. Anteriormente, debido a sus raíces en las artes marciales samurái y su uso como entrenamiento militar durante la guerra, las mujeres eran una minoría en el mundo del kendo.
Sin embargo, con la apertura de las escuelas mixtas y el aumento de la participación de las mujeres en la sociedad, más mujeres comenzaron a interesarse por el kendo. En 1962 se celebró el primer Campeonato Nacional de Kendo Femenino de Japón, lo que marcó un hito importante en la historia del kendo femenino.
A medida que el kendo femenino ganaba popularidad, se estableció el Trofeo de la Emperatriz como premio para la campeona del Campeonato Nacional de Kendo Femenino de Japón. Este prestigioso premio se otorga en reconocimiento a los logros y habilidades excepcionales de las mujeres en el kendo. Además, a nivel internacional, la participación de las mujeres en el kendo también ha crecido significativamente. En 1970, se celebró el primer Campeonato Mundial de Kendo en Tokio, donde las mujeres tuvieron la oportunidad de competir a nivel mundial. Desde entonces, se han organizado regularmente competiciones internacionales de kendo femenino, lo que ha brindado a las mujeres kenshi la oportunidad de demostrar su destreza y competir con destacadas practicantes de todo el mundo.
En la actualidad, hay muchas mujeres destacadas en el kendo, tanto a nivel nacional como internacional. Han demostrado habilidades sobresalientes y han contribuido al crecimiento y desarrollo del kendo femenino en todo el mundo. Su participación y éxito en el kendo han inspirado a más mujeres a unirse a este arte marcial y a competir en los más altos niveles. La participación de las mujeres en el kendo ha evolucionado significativamente a lo largo de los años, desde ser una minoría en el pasado hasta convertirse en una presencia cada vez más fuerte y destacada en el kendo moderno. Los hitos históricos, como el establecimiento del Campeonato Nacional de Kendo Femenino de Japón y la participación en competiciones internacionales, han contribuido al reconocimiento y la promoción del kendo femenino en todo el mundo.

## Internacionalización

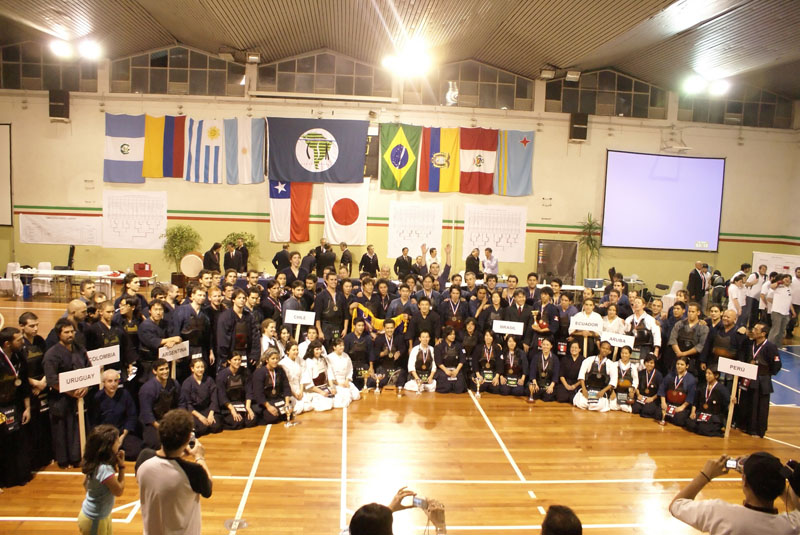
Suramericano de Kendo

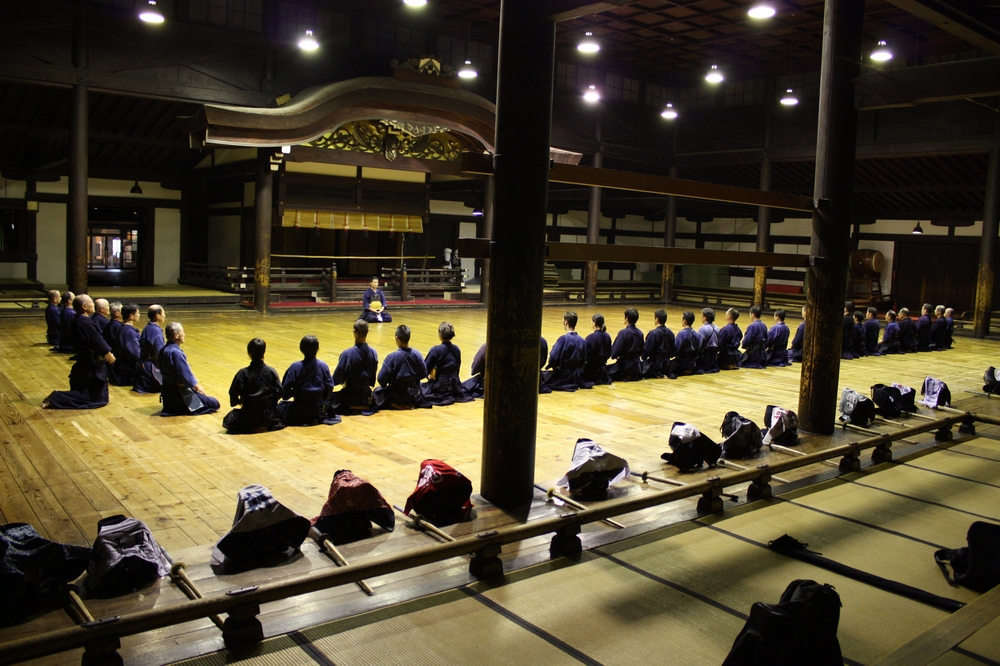
Kendo en Kyu-Butokuden, Kioto

Desde antes de la guerra, el kendo se practicaba en algunos países extranjeros. Especialmente en países como Estados Unidos y Brasil, con una gran cantidad de inmigrantes japoneses, así como en Corea y Taiwán, que estaban bajo el dominio japonés durante la guerra, también se practicaba el kendo, aunque de manera limitada debido a la falta de instructores y equipos adecuados.
Después de la guerra, no se llevaron a cabo esfuerzos significativos para su internacionalización, excepto por el registro de la visita de un grupo de 17 delegados de kendo de Estados Unidos que vinieron a Japón en 1956 y tuvieron enfrentamientos con kenshi japoneses.
Sin embargo, en los Juegos Olímpicos de Tokio de 1964, el kendo fue presentado como una demostración deportiva, lo que llevó a una mayor conciencia y popularidad en el extranjero. En 1970, se estableció la Federación Internacional de Kendo (FIK) como organización internacional de kendo. A partir de entonces, se celebró el primer Campeonato Mundial de Kendo en 1970 en el Nippon Budokan, con la participación de 17 países y regiones.
En el año 1997, se otorgó el Trofeo de la Emperatriz al Campeonato Nacional Femenino de Kendo, lo que posicionó oficialmente al kendo femenino al mismo nivel que el masculino en términos de reconocimiento y prestigio. En el año 2000, se modificó el rango más alto de los grados de kendo, cambiando de décimo dan a hachidan (rango de perfeccionamiento), estableciendo así el sistema actual de rangos.
El Campeonato Nacional de Kendo de Japón comenzó a ser transmitido anualmente por NHK, y se presentaron estrellas del kendo como Masahiro Miyazaki (actualmente en la Policía de la Prefectura de Kanagawa), quien logró seis victorias, incluyendo defensas consecutivas del título. Se le conoció ampliamente como el "Héroe del Kendo de la Era Heisei". 
A partir del año 2012, las artes marciales, incluyendo el kendo, se convirtieron en asignaturas obligatorias en la educación física de las escuelas secundarias para ambos sexos, formando parte del currículo educativo obligatorio sin distinción de género. Sin embargo, también hubo casos en los que se negó la participación en las clases de kendo por motivos religiosos, e incluso se llegó a llevar casos relacionados hasta la Corte Suprema.
Desde el primer Campeonato Mundial de Kendo que se celebró en 1970, el evento se ha llevado a cabo cada tres años. Con cada edición, el número de países y regiones participantes ha aumentado, y en el torneo de Corea en el año 2018, participaron 56 países y regiones. Como resultado, el número de países y regiones afiliados a la Federación Internacional de Kendo ha ido aumentando año tras año, y actualmente hay alrededor de 60 países y regiones afiliados.
Especialmente desde principios de la era Heisei, ha habido numerosos casos en los que los expatriados japoneses han establecido equipos de kendo y federaciones en sus países de residencia, y los jugadores locales entrenados por ellos han asumido roles de liderazgo, contribuyendo gradualmente a la organización del kendo en esos lugares. Además, en áreas con una gran población de descendientes japoneses, como Estados Unidos, se ha llevado a cabo la enseñanza del kendo durante muchos años, e incluso ha habido personas que han estudiado kendo en universidades de Japón y han regresado a sus países de origen, mejorando el nivel general con sus habilidades técnicas.
Como resultado, se han llevado a cabo diversos torneos, como el "Campeonato Nacional de Estados Unidos", el "Campeonato Europeo", el "Torneo ASEAN" y el "Torneo de Kendo de América Latina", bajo el liderazgo de las asociaciones de kendo regionales. Además, también se han organizado numerosos torneos privados, como el "Torneo Abierto de Hong Kong".
Debido a la falta de difusión de información sobre el kendo en el extranjero, Corea comenzó a afirmar su propia versión llamada "Kumdo" como su origen. En particular, en 2001 se formó la "Federación Mundial de Kendo" en Corea y se nombraron a funcionarios relacionados con el taekwondo, reforzando la afirmación de origen coreano.
En respuesta a esto, la Federación Japonesa de Kendo emitió una declaración oficial estableciendo claramente que el kendo se refiere a "una disciplina con un trasfondo histórico desarrollado en Japón". También se emitió una declaración para preservar el nombre "KENDO". En 2006, la Federación Internacional de Kendo se unió a GAISF (Asociación Global de Federaciones Internacionales de Deportes) para salvaguardar el nombre "KENDO".
Como resultado, el kendo ha logrado participar en eventos como los "Juegos Mundiales de Combate". Además, la Federación Japonesa de Kendo es miembro del Comité Olímpico Japonés (COJ).

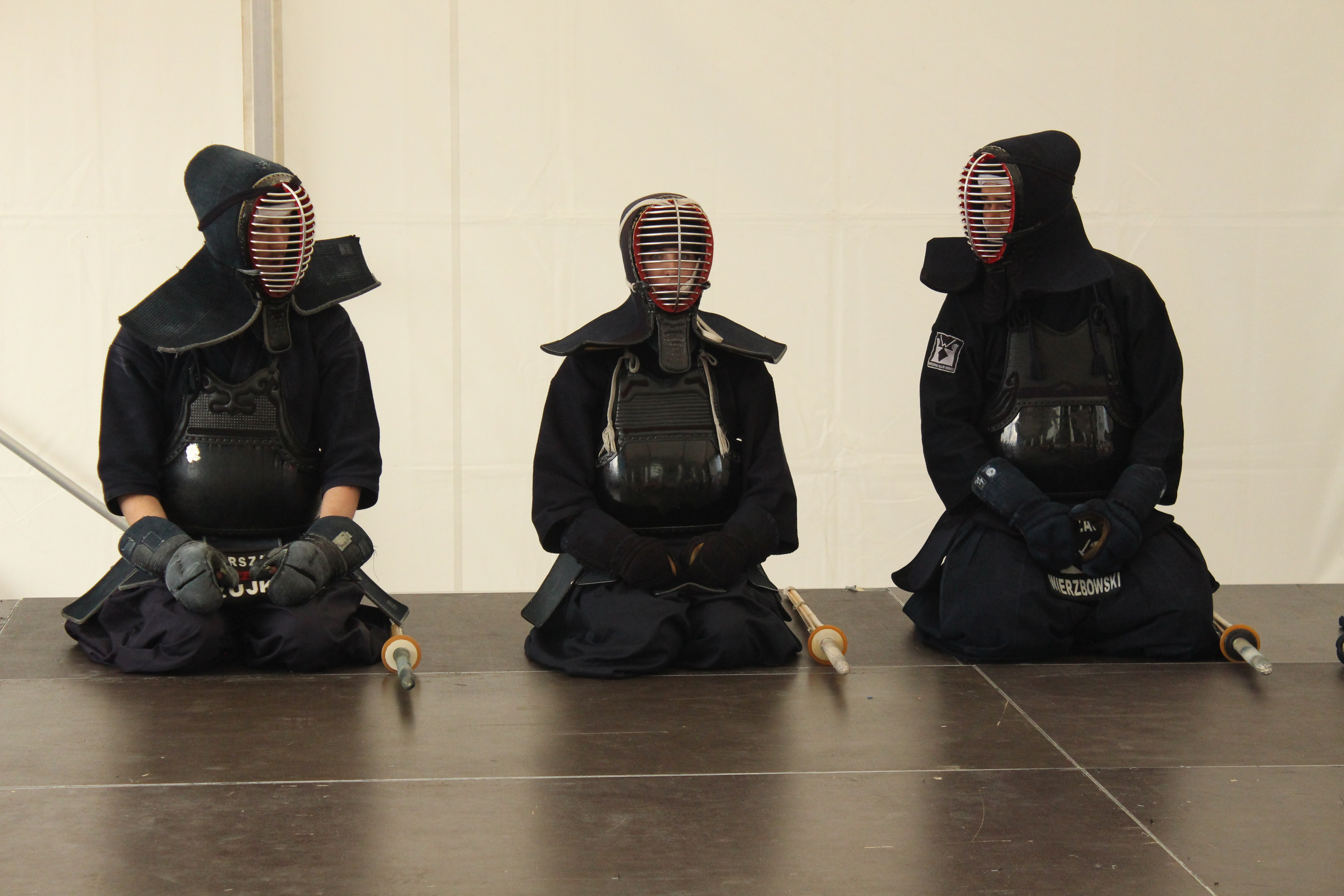
Kendokas en seiza en Ucrania

### Auge de los equipos de kendo extranjeros
Después de la reconstrucción del kendo tras la guerra, y para satisfacer la creciente demanda, se establecieron fábricas en Japón para la producción en masa de equipos de kendo. A partir de la década de 1990, principalmente con artesanos de origen taiwanés que se formaron en Japón, comenzó la producción de equipos de kendo en Corea del Sur. Luego, en busca de costos de producción más bajos, la producción se trasladó a China, lo que llevó a una gran cantidad de equipos de kendo de bajo costo importados a Japón.
Originalmente, las tiendas de equipos de kendo habían incrementado el precio de venta al "embellecer" los productos. La introducción de equipos de kendo simples y económicos provocó un cambio drástico en el mercado. Se dice que los equipos de kendo fabricados en el extranjero en ese momento tenían una calidad bastante baja y muchos de ellos causaban daños o lesiones.

## SigloXXI
En la década de 2000, junto con la reubicación de las bases de producción en Filipinas, Vietnam y otros lugares, también se mejoró la tecnología de producción en el extranjero, lo que permitió la circulación de productos de relativamente alta calidad y estabilidad.
Por otro lado, debido a la presencia de suficientes miembros en las escuelas y dojos locales, el modelo de negocio predominante en las tiendas de equipos de kendo se basaba en "importar y vender a equipos locales". Debido al envejecimiento de los artesanos, el desarrollo de nuevos productos se volvió más lento, lo que contribuyó a la predominancia de los equipos de kendo fabricados en el extranjero y a una disminución en los precios.
En la actualidad, más del 90% de los equipos de kendo en circulación son de origen extranjero, producidos en China, Taiwán, Corea, así como en Filipinas, Vietnam, Laos e Indonesia fabrica shinais.

### Desarrollo de las clases de kendo
En el año 2006, se modificó la Ley de Educación Básica y, mediante la revisión de las pautas de enseñanza, a partir del año fiscal 2012, las artes marciales se convirtieron en una asignatura obligatoria en el área de salud y educación física de todas las escuelas secundarias en todo el país. Han pasado nueve años desde entonces.
La Federación Japonesa de Kendo ha establecido un sistema de apoyo y cooperación, participando en el proyecto encargado por el Ministerio de Educación, Cultura, Deportes, Ciencia y Tecnología llamado "Proyecto de Promoción de la Instrucción en Artes Marciales y Otros", durante los años fiscales 2013 y 2014, y en el proyecto encargado por la Agencia de Deportes, desde el año 2015 hasta el año fiscal 2020, denominado "Proyecto de Apoyo y Mejora de la Instrucción en Artes Marciales y Otros". Han desarrollado un sistema de apoyo y cooperación para capacitar a colaboradores de clase que asisten a los profesores de educación física encargados de las clases de kendo en las escuelas secundarias. Se ha llevado a cabo el seminario de mejora y desarrollo de instrucción en artes marciales y otros para los colaboradores de clase utilizando el "Manual de Instrucción para el Desarrollo y Digestión de Clases de Kendo, Según las Pautas de Aprendizaje para las Escuelas Secundarias... Tercera Edición".
A partir del año fiscal 2021, se implementará completamente el nuevo plan de estudios. Por lo tanto, la Federación Japonesa de Kendo ha realizado esfuerzos para difundir rápidamente la información sobre el nuevo plan de estudios a los colaboradores de clase y para apoyar y cooperar con los profesores de educación física en la instrucción de kendo. Como parte del plan de apoyo y mejora de la instrucción en artes marciales y otros en el año fiscal 2020, se ha revisado el "Manual de Instrucción existente" y se ha convertido en la "Versión Digestiva y Desarrollo de Clases de Kendo Seguras y Efectivas, de acuerdo con el nuevo plan de estudios para las escuelas secundarias... Cuarta Edición". Esta revisión se basa en el material de referencia proporcionado por el Centro de Investigación del Plan de Estudios de la Institución de Investigación de Políticas Educativas del Ministerio de Educación, Cultura, Deportes, Ciencia y Tecnología en marzo del año 2020, titulado "Evaluación del Aprendizaje para la Integración de la Instrucción y la Evaluación", y se ha realizado para mejorar el contenido mediante adiciones y correcciones en el texto y los materiales. A continuación, se presenta un resumen de los puntos revisados sobre el contenido del kendo (conocimientos y habilidades).

### El impacto de la tecnología en la difusión del kendo
Gracias al desarrollo de la tecnología de la información, ahora es posible ver kendo de diversas formas. Como se mencionó anteriormente, el Campeonato de Kendo de Todo Japón se transmite todos los años en NHK y, a pesar del declive de la televisión en los últimos años, ha logrado mantener una base sólida de espectadores con una audiencia de aproximadamente el 4% en 2011 y el 2% en 2012.
Además, desde el año 2009 se comenzó a ofrecer la transmisión de videos en "Let's Kendo", y ahora es posible ver videos de competencias en YouTube. Esto ha permitido que cualquier persona pueda acceder libremente a la información y videos de los mejores competidores, que antes solo se podían obtener principalmente a través de revistas de kendo o en los lugares de las competencias. Se dice que esto ha tenido un impacto significativo en el avance del kendo estudiantil.
Hubo un momento en que los videos se encontraban en una situación de proliferación, incluyendo contenido tanto legal como ilegal. Sin embargo, en la actualidad, la Federación de Kendo de Todo Japón ha establecido un entorno para ver competiciones importantes, como el Campeonato de Kendo de Todo Japón y el Campeonato Mundial de Kendo, a través de transmisiones en vivo y servicios de video bajo demanda.
Por otro lado, la caída de los medios impresos, incluyendo revistas, no se ha detenido. En el año 2017, la revista mensual "Kendo Nippon", que tenía una historia de 40 años, se suspendió repentinamente y al año siguiente, su empresa matriz se declaró en quiebra, lo que llevó a la desaparición temporal del nombre "Kendo Nippon" en sí. 
En el año 2014, el jugador más joven en la historia, Yuya Takenouchi, quien en ese momento era estudiante de tercer año en la Universidad de Tsukuba, ganó el Campeonato de Kendo de Todo Japón, marcando el comienzo de este fenómeno. En el Campeonato Mundial de Kendo de 2015, se seleccionaron por primera vez tres estudiantes, incluido un estudiante de secundaria, como representantes de Japón (Yuya Takenouchi, Ryo Murase y Ryohei Yamada), lo que muestra el avance de los estudiantes. Además, tanto en el Campeonato de Kendo de Todo Japón de 2014 como en el de 2015, los cuatro mejores competidores en ambas ocasiones incluían a jugadores en sus veinte años, incluyendo estudiantes, lo cual representa un cambio significativo en comparación con la época en que los policías y los competidores en sus treinta años eran los principales protagonistas.
La Federación Japonesa de Kendo buscan promover la internacionalización mientras se preserva la cultura japonesa lleva a cabo iniciativas como:
- Seminario Kitamoto, el seminario de verano se lleva a cabo todos los veranos desde 1975 y el propósito de este seminario es fomentar los líderes de Kendo en cada país. El futuro de ese país. Los contenidos del seminario son las habilidades básicas/avanzadas de Kendo, Entrenamiento, Cómo arbitrar, Mantenimiento de equipos de Kendo.[31]
- Proyecto de Donación de Equipos de Kendo Usados.
- Proyecto de Envío de Instructores Japoneses.

## Breve cronología

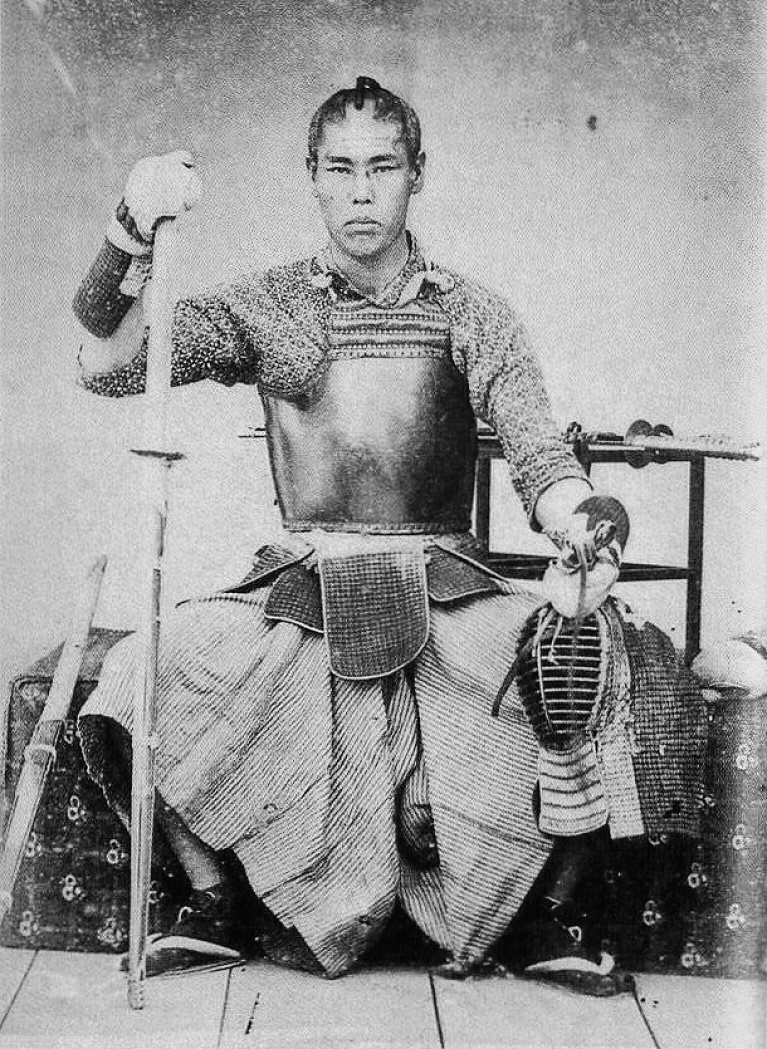
Takasugi en 1865 vestido con equipo de protección de kenjutsu.

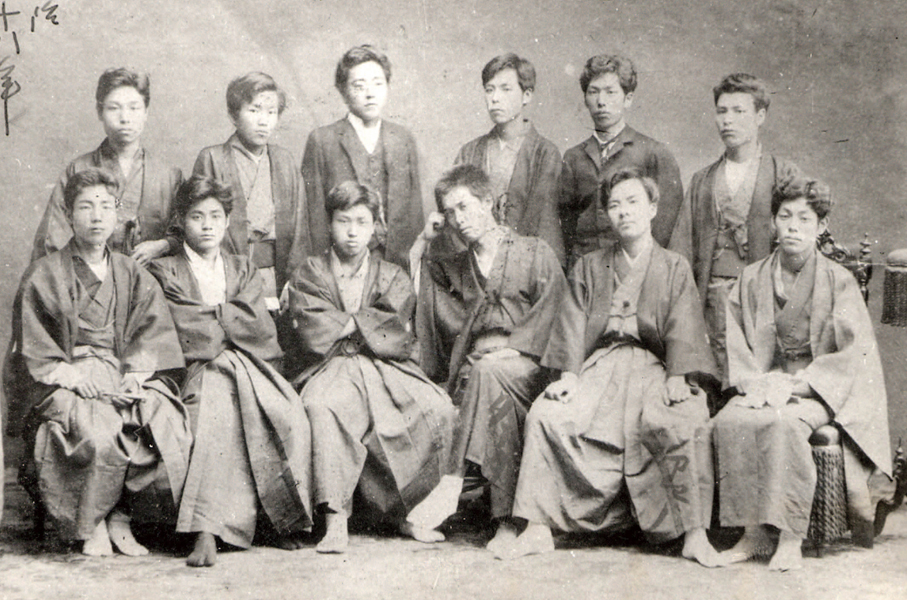
Universidad de Weseda en 1882

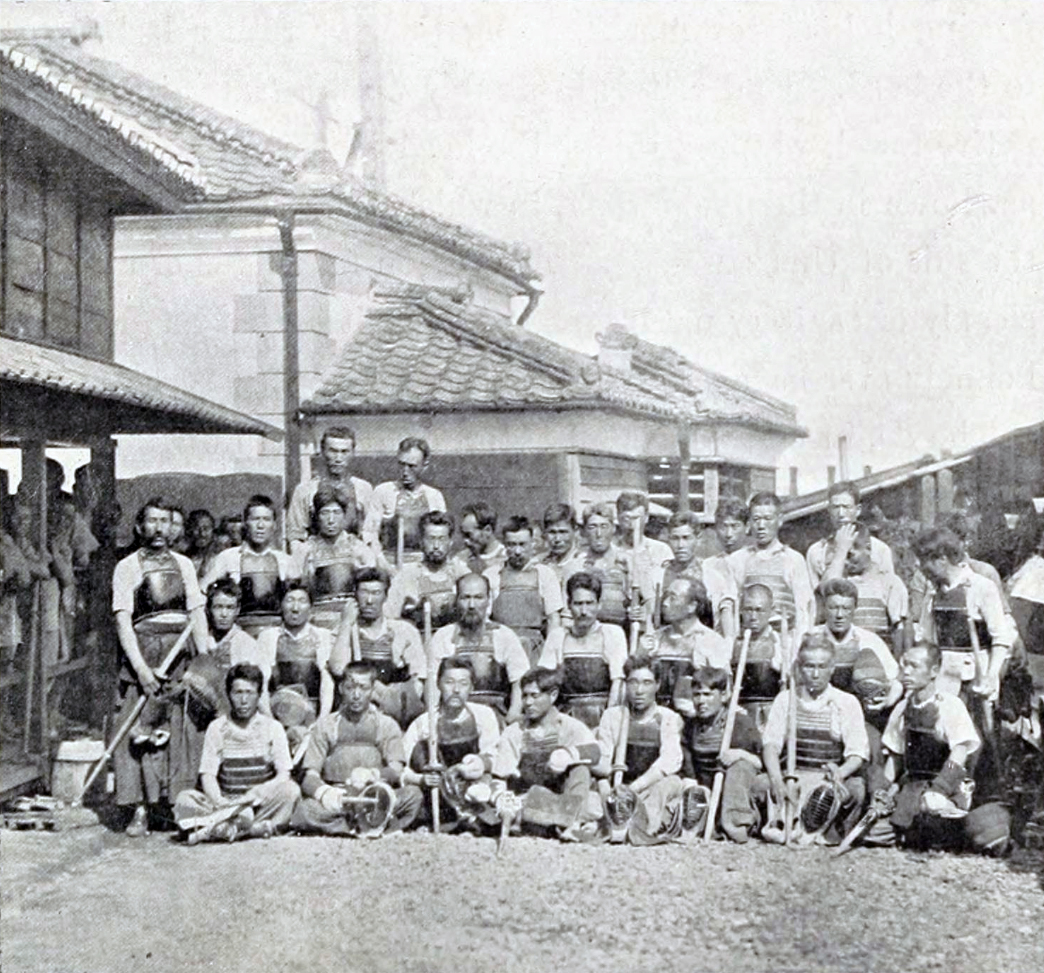
Miembros de la Escuela de Esgrima de Takanawa en 1890

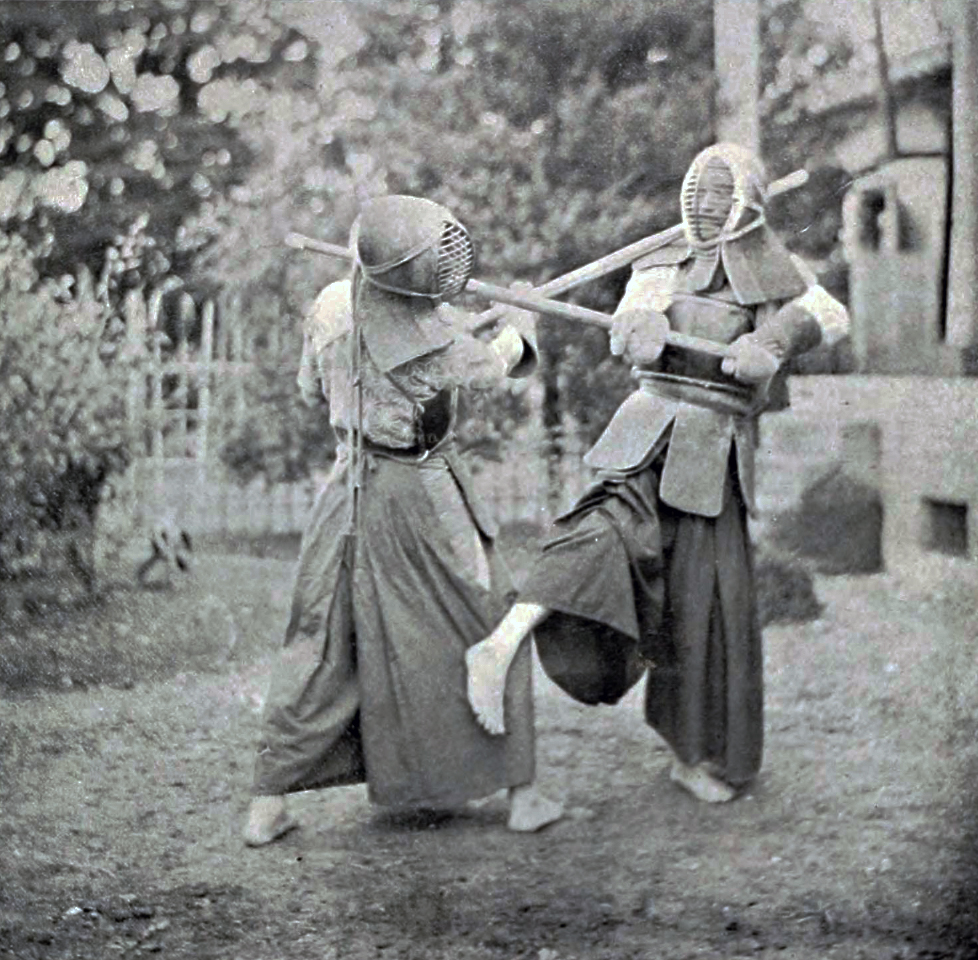
Entrenamiento de esgrima japonesa en 1905

Kendo a bordo de un barco de batalla en 1910

- Kendo a bordo de un barco de batalla en 1910En 1560, Kamiizumi Nobutsuna escribe "Heiho Kaden Sho" (también conocido como "Heiho Sanjugo Kajo") es considerado uno de los primeros manuales de kenjutsu que se conservan y proporciona instrucciones detalladas sobre técnicas de espada, estrategias y principios filosóficos relacionados con el combate con espada. El "Heiho Kaden Sho" fue escrito en la era Sengoku de Japón. Esta era abarcó aproximadamente desde mediados del siglo XV hasta finales del siglo XVI.
- En 1868, con la restauración Meiji en Japón, se promovió la modernización de las artes marciales y se establecieron escuelas de kendo y eventos competitivos.[34][35]
- 17 de abril de 1895: Se estableció el Dai Nippon Butokukai y la promoción de las artes marciales japonesas se centró en el manejo de la espada.[36][37]
- 26 - 28 de octubre de 1895: Se llevó a cabo la 1.ª Gran Demostración Butokusai (武徳祭大演武会) participaron novecientos ochenta y nueve artistas marciales de todo Japón y 15 personas recibieron certificados de Kenjutsu.[37]
- Junio de 1902 : Aparecieron los títulos de Hanshi (範士), “Guerrero Ejemplar” y Kyōshi (教士) “Maestro Guerrero”.[38]
- Mayo de 1903: el primer Hanshi-go se otorgó a siete personas.
- 1 de octubre de 1905: El Dainippon Butokukai estableció una escuela de formación para profesores de artes marciales en Kioto.

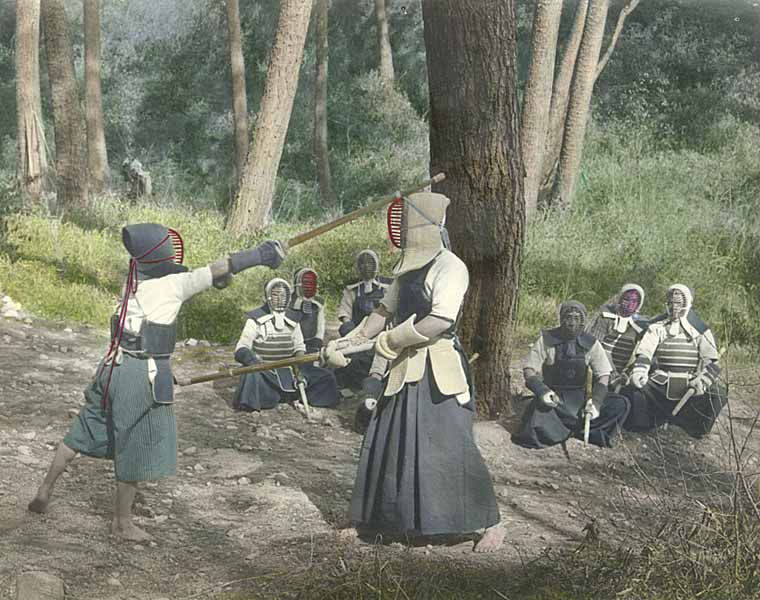
Kendo 1921

- 1906: El Dai Nippon Butokukai Kenjutsu Kata fue establecido por siete hanshi.[39]
- 1911: Escuela de formación de profesores de artes marciales renombrada escuela vocacional de artes marciales. Se hizo posible adoptar Gekiken como un curso regular en las escuelas secundarias.
- Octubre de 1912: Dai Nihon Teikoku Kendo Kata fue establecido por 25 practicantes de kendo.[40]
- 1917: Dai Nippon Butokukai adopta un sistema de clasificación para kendo.
- 1919: Escuela vocacional de artes marciales renombrada como escuela vocacional de artes marciales .
- Noviembre de 1924: Se lleva a cabo la primera competencia de Kendo de los Juegos Meiji-Jingu.

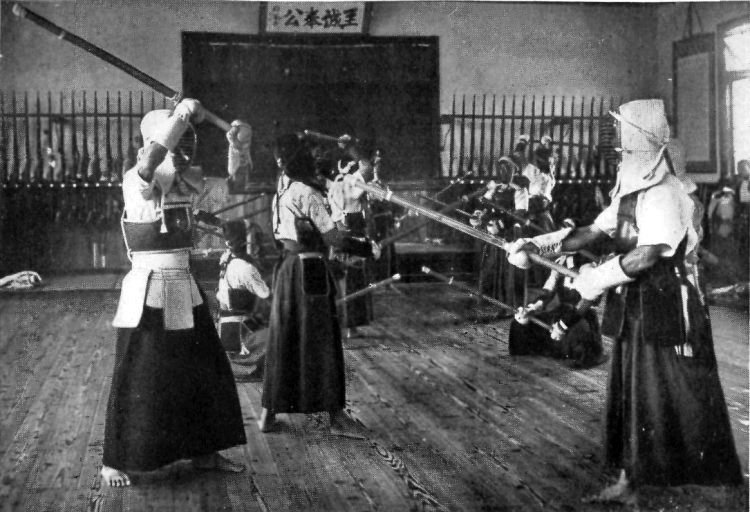
Kendo en una escuela rural alrededor de 1920.

- Kendo en una escuela rural alrededor de 1920.15 de mayo de 1929: Se llevó a cabo el campeonato nacional representativo de la prefectura del Príncipe Regente de Tairan.
- 4 y 5 de mayo de 1929 : Se realiza el Torneo de Artes Marciales Tenran para conmemorar la ceremonia imperial .
- 18 de mayo de 1930: Se lleva a cabo el Torneo de Artes Marciales Jineikan Tairan del Palacio Imperial.
- Diciembre de 1930: Se llevó a cabo el 1.er Torneo de Kendo de Escuelas Secundarias de Japón.
- Enero de 1931: Se revisan las pautas del plan de estudio de las escuela secundaria nacional y se practica judo y kendo por primera vez. Se Modifica el reglamento Escolar Normal Kendo se convierte en materia obligatoria en las escuelas, enfatizando el valor del Budō.[41]
- Marzo de 1934: Se abolió el certificado de refinación y se estableció Renshi.Shōwa Tenran Jiai Champions en 1929

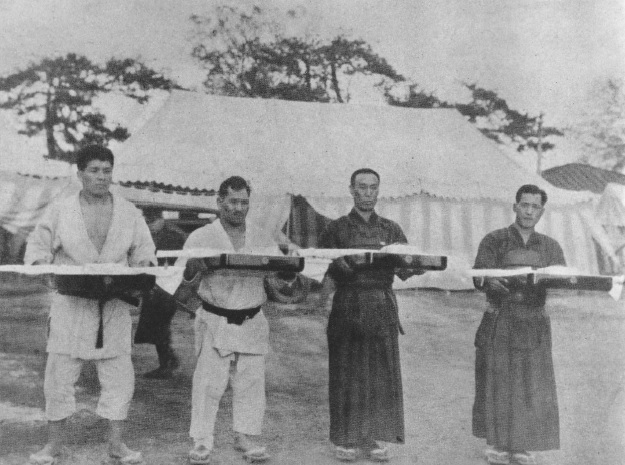
Shōwa Tenran Jiai Champions en 1929

- 4 y 5 de mayo de 1934: Torneo de artes marciales de Tenran celebrado para celebrar el nacimiento de Su Alteza Imperial el Príncipe Heredero.
- Febrero de 1938: Se lleva a cabo el Torneo de Kendo de Movilización General del Espíritu Nacional.
- Diciembre de 1938: El Ministerio de Relaciones Exteriores envió una misión de estudiantes de artes marciales para promover las relaciones amistosas entre Japón, Alemania e Italia.
- 1939: Se establecen las pautas de instrucción de Budō en las escuelas primarias, y los niños de quinto grado en adelante deben de aprender Budo como materia obligatoria[41]
- 20 de junio de 1940: Se promulga la Ley nacional de fuerza física.[41]
- 8 de diciembre de 1941: Comienza la guerra del Pacífico.
- 1 de abril de 1942: el Dai Nippon Butokukai se reorganizó en una organización afiliada al Ministerio de Salud y Bienestar, el Ministerio de Educación , el Ministerio de Guerra , el Ministerio de Marina y el Ministerio del Interior , y el kendo se convirtió en una organización de combate. técnica
- Marzo de 1943: Se revisó el sistema dan a un sistema de rango (quinto a primera clase) y kyoshi a tatsushi.
- 15 de agosto de 1945: Japón es derrotado y ocupado por las Fuerzas Aliadas (GHQ) .
- 6 de noviembre de 1945: Kendo está prohibido en la escuela.[41]
- 26 de diciembre de 1945: Kendo está prohibido en las escuelas o instalaciones afiliadas, independientemente de si son estudiantes o público en general.[41]
- Enero de 1946: la licencia de maestro de artes marciales de entrenamiento físico deja de ser válida.
- Febrero de 1946: Dainippon Butokukai se convierte en una organización privada.
- 25 de agosto de 1946: Se restringe el Kendo como educación física social.
- 31 de octubre de 1946: Dai Nippon Butokukai se disuelve. Más de 1.300 personas involucradas fueron expulsadas de cargos públicos.
- 21 de mayo de 1949: Kendo es prohibido por la policía.
- 5 de marzo de 1950: Se formó la Federación de Kendo de Japón. El nombre de Kendo no fue aceptado y el nombre fue cambiado a All Japan Tada Sports Federation, y así nació Tada Sports.
- Octubre de 1950: El 1.er Torneo All Japan Takumi se llevó a cabo en Nagoya.
- 4 de mayo de 1951: El 1.er Concurso Nacional de Guerra se llevó a cabo en el Parque Hibiya, Tokio.
- 10 de abril de 1952: La competencia Wara se convierte en una materia regular en la escuela secundaria y superior .
- Julio de 1952: Se formó la Federación Atlética Estudiantil de Kanto. Poco después, el nombre fue cambiado a Kanto Student Kendo Federation .
- Octubre de 1952: La competencia flexi participa en el 7.º Festival Nacional del Deporte como competencia abierta.
- 14 de octubre de 1952: Se establece la Federación de Kendo de Japón (Zenkenren).
- 23 de enero de 1953: Un artículo en el Mainichi Shimbun informa que la competencia de kata se llevará a cabo a partir del nuevo semestre escolar.
- 4 y 5 de mayo de 1953: El 1.er Torneo de Kioto y el 1.er Torneo de Campeonato de Kendo de la Prefectura de Japón se llevaron a cabo en el antiguo Kioto Butokuden.
- 19 de mayo de 1953: Se levantaron las restricciones al kendo como educación física social.
- 7 de julio de 1953: Autorización para adoptar el kendo como educación física en escuelas secundarias y universidades.
- 6 de noviembre de 1953: El 1.er Torneo de Kendo de la Policía Nacional se llevó a cabo en el Gimnasio del Departamento de Policía Metropolitana.
- 8 de noviembre de 1953: El 1.er Campeonato de Kendo de Japón se llevó a cabo en Kuramae Kokugikan.[41]
- 13 de diciembre de 1953: El 1.er Campeonato de Estudiantes de Kendo de Japón se llevó a cabo en el Gimnasio Nacional de Kanda.
- 14 de marzo de 1954: La Federación de Kendo de Japón y la Federación Deportiva Tada de Japón se fusionaron para formar la Federación de Kendo de Japón.
- Agosto de 1954: Kendo participa en el 9.º Festival Nacional de Deportes como una competencia abierta.
- 28 de noviembre de 1954: El 1.er Torneo de Kendo Este-Oeste de Japón se llevó a cabo en la ciudad de Miyazaki.
- Marzo de 1955: Se aprueba la membresía de la Asociación Deportiva Japonesa de la Federación Japonesa de Kendo.
- Noviembre de 1955: Kendo participa en el 10.º Festival Nacional de Deportes como evento oficial por primera vez.
- Noviembre de 1956: 17 miembros de la Misión de Kendo de los Estados Unidos llegan a Japón. Partido con japoneses en el Tokyo Hibiya Public Hall.
- 1957: La Federación de Kendo de Japón eleva el rango más alto a 10 dan.
- 20 de mayo de 1957: Las competiciones de kendo y kata se reorganizaron y se integraron en la educación física regular en las escuelas secundarias y superiores como kendo escolar.
- Julio de 1958: La Agencia de la Casa Imperial otorga la copa de sake del Emperador a la Federación de Kendo de Japón.
- 21 de septiembre de 1958: Se lleva a cabo el 1.er Torneo de Kendo Corporativo de Todo Japón.
- Mayo de 1961: Se formó la Federación de Kendo de Escuelas de Japón.[41]Nippon Budokan

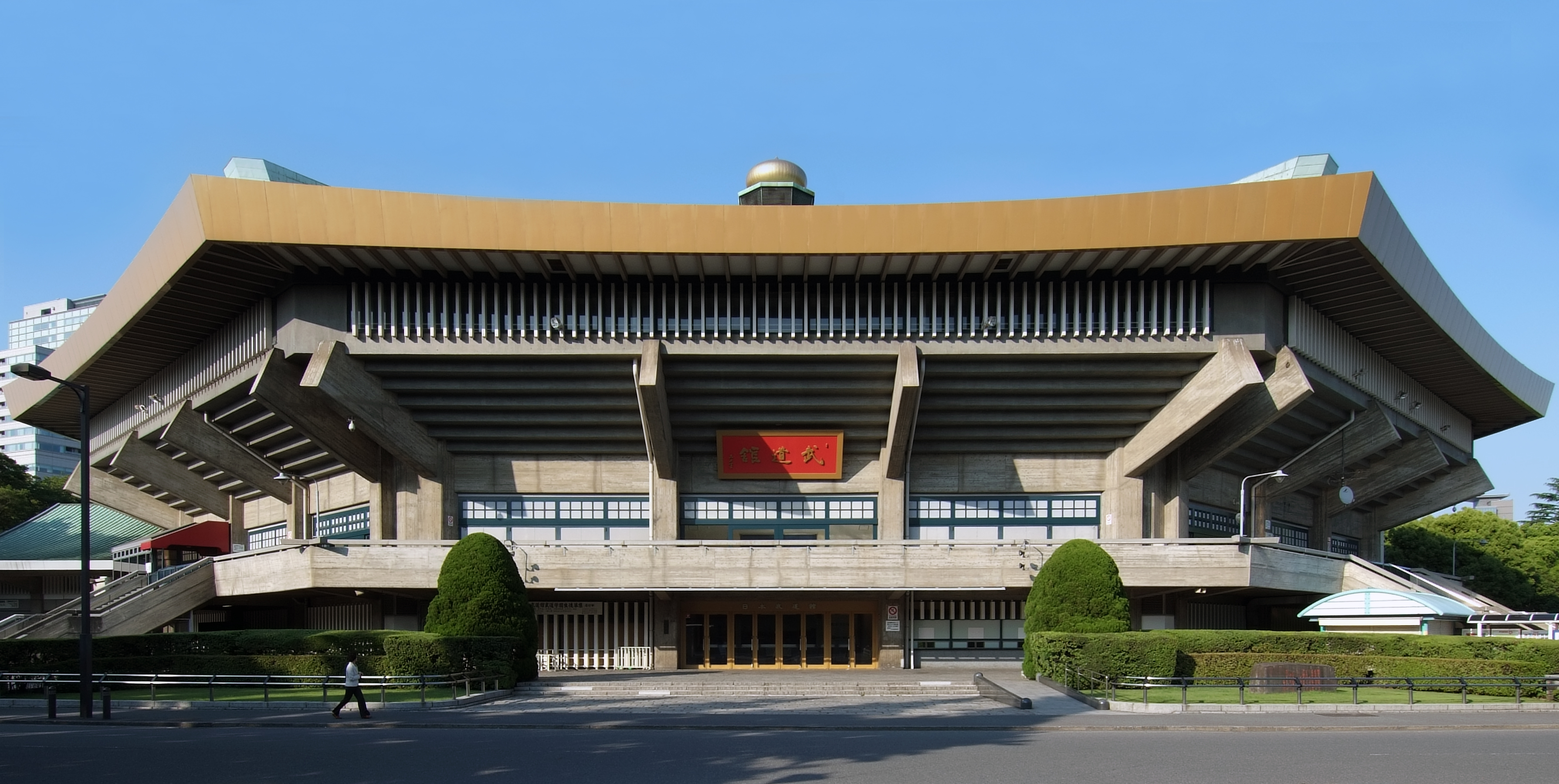
Nippon Budokan

- Abril de 1962: Kendo se implementa como un curso regular obligatorio en la escuela secundaria.
- Abril de 1963: Kendo se implementó como un curso regular obligatorio en las escuelas secundarias debido a las revisiones del curso de estudio .
- 3 de octubre de 1964: Se abre el Nippon Budokan.[42][43]
- 15 de octubre de 1964: Kendo participa como evento de demostración en los Juegos Olímpicos de Tokio.[44][45]
- 4 de abril de 1970: Se establece la Federación Internacional de Kendo. Al día siguiente, el 5, se llevó a cabo el 1.er Campeonato Mundial de Kendo en el Nippon Budokan.
- 20 de marzo de 1975: La Federación Japonesa de Kendo anuncia la Filosofía del Kendo.[11]
- 1997: La Agencia de la Casa Imperial otorgó la Copa Emperatriz a la Federación de Kendo de Japón.
- 1 de abril de 2000: La Federación de Kendo de Japón abolió el 9.º y el 10.º dan y convirtió a Hanshi en el 8.º dan como el rango más alto.

## Grados de examen

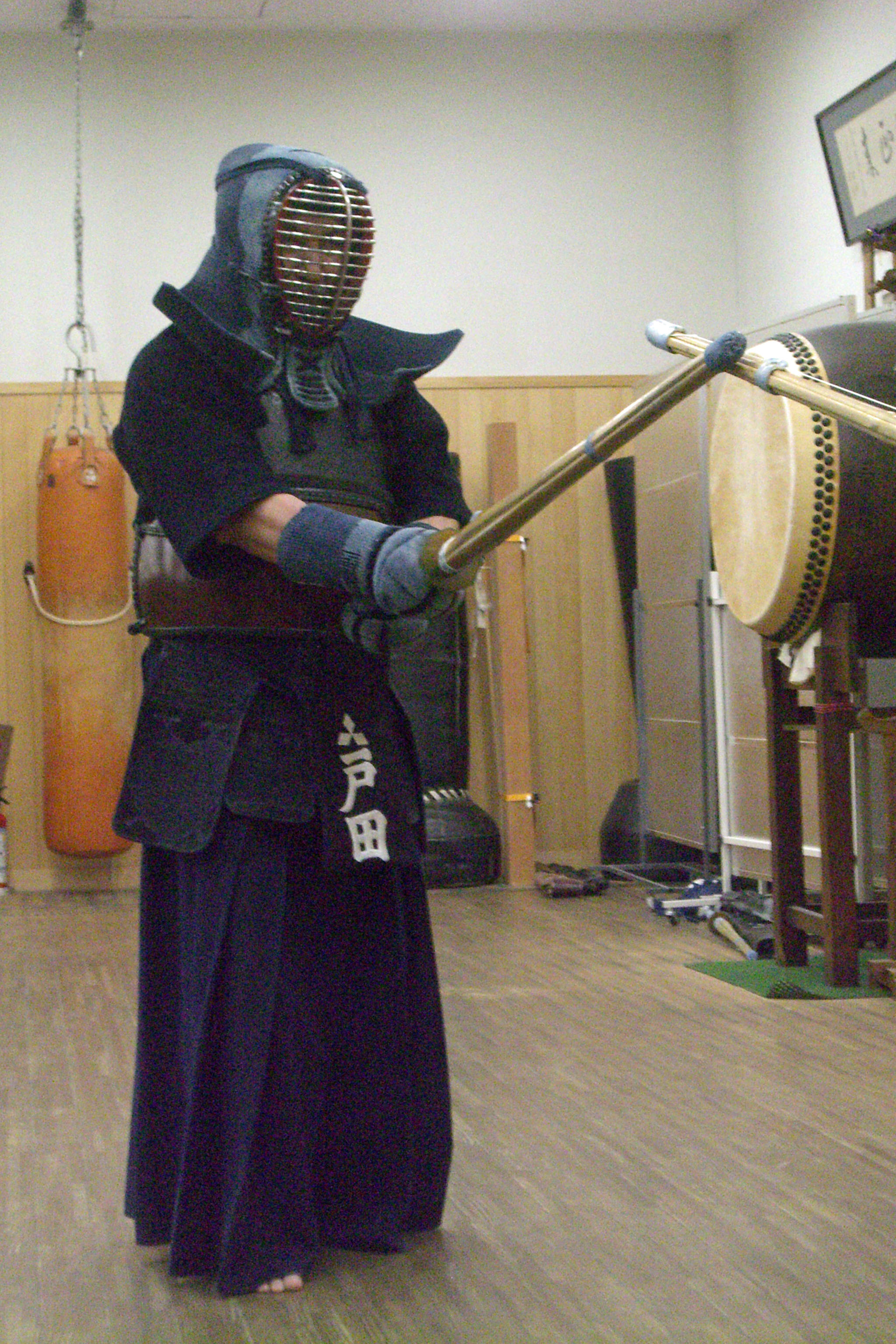
Kendo Toda Sensei (2010)

El nivel de un practicante de kendo se mide, como en otras artes marciales formativas modernas o Gendai Budo, por el sistema (kyū- dan) como en el caso del Karate-Do y el Judo por medio de graduaciones. En el caso del kendo, existen seis grados básicos o kyū (sexto kyū siendo el más bajo y primer kyū el más alto) y ocho grados intermedios y avanzados o dan, el primer dan o shodan es el más bajo y el más alto que se puede alcanzar por medio de exámenes es el octavo dan o hachidan.
El logro técnico en kendo se mide por el avance en grado, rango o nivel. El sistema de clasificación de kyū (級) y dan (段), creado en 1883,se utiliza para indicar la competencia en kendo. Los niveles de dan van desde el primer dan (初段, sho-dan) hasta el décimo dan (十段, jū-dan). Por lo general, hay seis grados por debajo del primer dan, conocidos como kyu. La numeración kyu está en orden inverso, siendo el primer kyu (一級, ikkyū) el grado inmediatamente inferior al primer dan, y el sexto kyu (六級, rokkyū) el grado más bajo. No hay diferencias visibles en la vestimenta entre los grados de kendo; los que están por debajo del nivel dan pueden vestirse igual que los que están por encima del nivel dan.
Todos los candidatos al examen se enfrentan a un panel de examinadores. Por lo general, se reúne un panel más grande y más calificado para evaluar los grados dan más altos. Los exámenes de Kendo generalmente consisten en jitsugi, una demostración de la habilidad de los solicitantes, Nihon Kendo Kata y un examen escrito. El examen de kendo de octavo dan es extremadamente difícil, con una tasa de aprobación reportada de menos del 1 por ciento. Se le considera aún más difícil que el examen estatal para convertirse en abogado, considerado el más duro del país.
Si bien los grados kyū se exhiben por medio de cinturones de colores en otras artes marciales tradicionales como el Karate-Do y el Judo, y los grados dan por medio del cinturón negro, en el kendo no hay signos visibles que indiquen el grado de la persona. En su filosofía la graduación no tiene importancia: lo relevante es el kendo que el practicante hace y demuestra. La obtención de los grados básicos o intermedios o kyū están regulados por las organizaciones nacionales, cada país establece las reglas para su obtención, los grados superiores o dan están regulados por la Federación Internacional de Kendo o FIK.
| Grado              | Requisito                                                             | Edad requerida                   |
| ------------------ | --------------------------------------------------------------------- | -------------------------------- |
| Shodan - 1.º dan   | Desde 1.º kyū y 6 meses de entrenamiento.                             | A partir de los 13 años de edad. |
| Nidan - 2.º dan    | Por lo menos un año de entrenamiento después de recibir 1.º dan.      |                                  |
| Sandan - 3.º dan   | Por lo menos dos años de entrenamiento después de recibir 2.º dan.    |                                  |
| Yondan - 4.º dan   | Por lo menos tres años de entrenamiento después de recibir 3.º dan.   |                                  |
| Godan - 5.º dan    | Por lo menos cuatro años de entrenamiento después de recibir 4.º dan. |                                  |
| Rokudan - 6.º dan  | Por lo menos cinco años de entrenamiento después de recibir 5.º dan.  |                                  |
| Nanadan - 7.º dan  | Por lo menos seis años de entrenamiento después de recibir 6.º dan.   |                                  |
| Hachidan - 8.º dan | Por lo menos diez años de entrenamiento después de recibir 7.º dan.   | A partir de los 46 años de edad. |

A menudo se llaman Showa no Kensei, se refiere a los instructores que tuvieron una fuerte influencia y establecieron el kendo moderno, jugaron un papel activo en los torneos de Tenran a principios del período Showa y recibieron el 10.º dan o el 9.º dan en kendo. Las siguientes cinco personas recibieron 10.º dan: Moriji Mochida (持田盛), Gorō Saimura  (斎村五郎), Sousuke Nakano (中野宗助), Kinnosuke Ogawa (小川金之助) obtuvieron el grado de décimo dan en 1957 y Yūji Ōasa (大麻勇次) en 1962 Aparte de estas cinco , nadie recibió el 10.º Dan antes o después. En 1949 Yoshihiro Nyūi (乳井義博)1906-1975, también recibió el décimo dan de la federación, pero el propio sensei Nyui consideró que Takano Sasaburō (高野佐三郎) era más adecuado para el décimo dan y rechazó el décimo dan de la federación, y no parece incluido en la lista oficial de 10.º Danes.

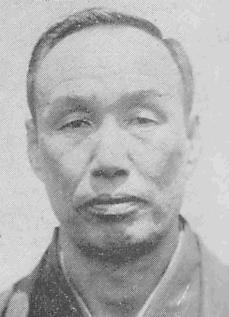
Moriji Mochida (1885-1974)
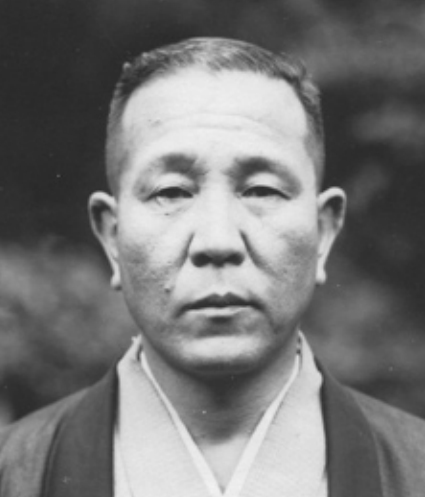
Gorō Saimura (1887-1969)
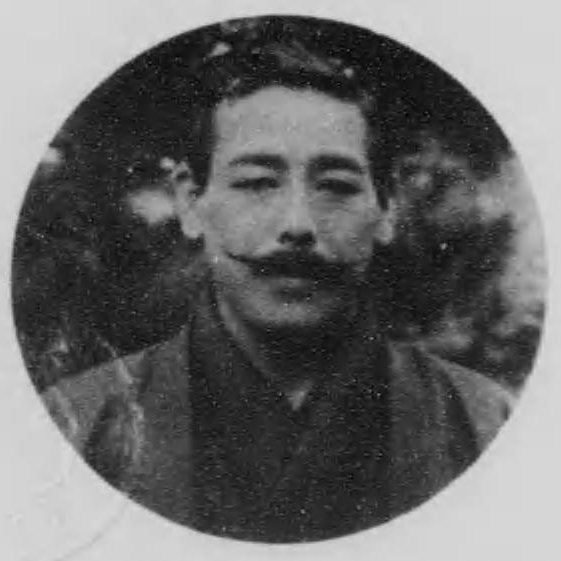
Sousuke Nakano (1885-1963)
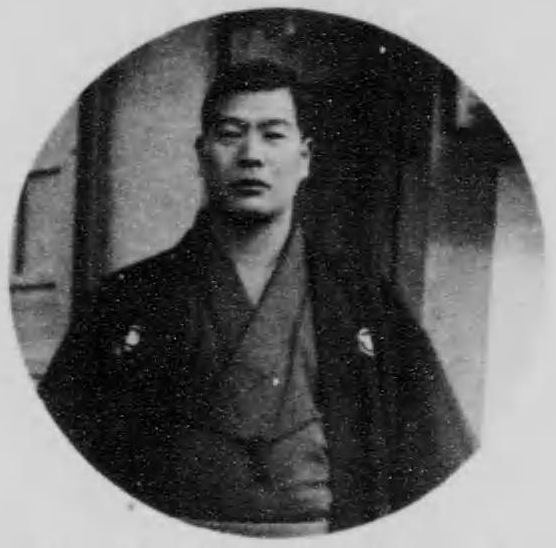
Kinnosuke Ogawa (1884-1962)
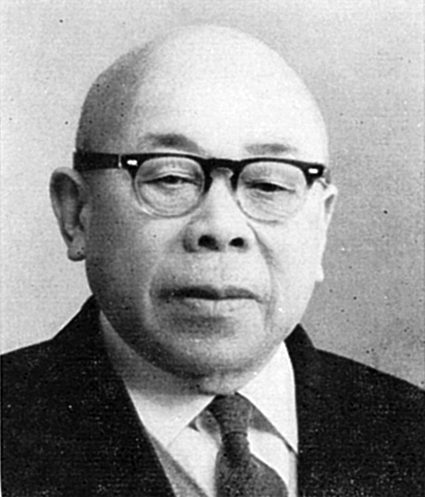
Yūji Ōasa (1887-1974)
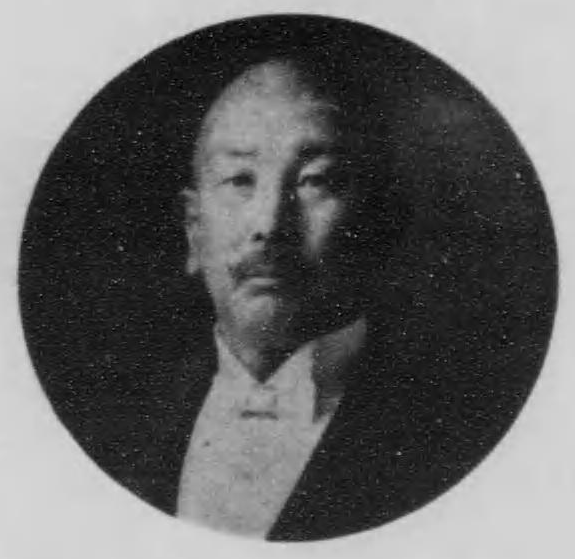
Takano Sasaburō (1862-1950)

Los títulos (称号, shōgō) se pueden obtener además de los grados de dan anteriores por kendoka de un grado de dan definido. Estos son renshi (錬士), kyōshi (教士) y hanshi (範士). El título se coloca al frente del grado dan cuando se dice, por ejemplo, renshi roku-dan (錬士六段). Las calificaciones para cada título se encuentran a continuación.
| Título       | Grado requerido | Condiciones |
| ------------ | --------------- | --- |
| Renshi(錬士) | 6.º dan         | Después de recibir 6-dan, uno debe esperar 1 o más años, pasar la evaluación de la organización de kendo, recibir una recomendación del presidente de la organización regional y luego aprobar un examen de teoría de kendo.                                                   |
| Kyōshi(教士) | Renshi7.º dan   | Después de recibir 7-dan, uno debe esperar 2 o más años, pasar la evaluación de la organización de kendo y recibir una recomendación del presidente de la organización regional, luego aprobar un examen de teoría de kendo.                                                   |
| Hanshi(範士) | kyōshi8.º dan   | Después de recibir 8-dan, uno debe esperar 8 años o más, pasar la evaluación de la organización de kendo, recibir una recomendación del presidente de la organización regional y del presidente de la organización nacional de kendo, luego aprobar un examen de kendo teoría. |

### Exámenes 8.º Dan de Kendo
Los resultados siguen siendo sombríos, la tasa de aprobación es de 0,8% de un número de 1665 examinados de todo Japón. El 1 y 2 de mayo de 2023 se realizaron los exámenes para 8.º Dan de Kendo, El primer día, 8 solicitantes exitosos, tasa de aprobación del 0,9 %, el segundo día, 6 solicitantes exitosos, tasa de aprobación del 0,8 %, 14 personas en total de un total de 1665 aspirantes.

#### Resultados de exámenes de 8.º Dan de Kendo en 2022
En 2022 la tasa de aprobación fue de 0,6% de un número de 4102 examinados de todo Japón, aprobaron 24 aspirantes. 
| Fecha del evento        | Lugar de evento     | Número de examinados | Solicitantes exitosos | Tasa de aprobación |
| ----------------------- | ------------------- | -------------------- | --------------------- | ------------------ |
| 1 de mayo de 2022       | Kioto               | 760                  | 2                     | 0,3%               |
| 2 de mayo de 2022       | Kioto               | 572                  | 3                     | 0,5%               |
| 12 de agosto de 2022    | Prefectura de Aichi | 621                  | 2                     | 0,3%               |
| 13 de agosto de 2022    | Prefectura de Aichi | 385                  | 1                     | 0,3%               |
| 24 de noviembre de 2022 | Tokio               | 795                  | 7                     | 0,9%               |
| 25 de noviembre de 2022 | Tokio               | 879                  | 9                     | 1,0%               |
| Total                   | ─                   | 4,012                | 24                    | 0,6%               |

## Indumentaria y equipamiento

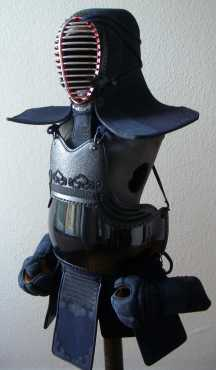
Bogu

El kendo se practica vistiendo una tradicional vestimenta japonesa, el bogu (防具)  es usado sobre ropa que consiste en una chaqueta de algodón gruesa (kendōgi) y un par de pantalones de anchos pliegues similares a una falda o hakama. Un pañuelo amplio hecho material suave (tenugüi, a menudo decorado con caligrafía japonesa y símbolos poderosos) que se usa debajo del casco o men para absorber el sudor y minimizar el roce.
Vestimenta
- Hakama (袴) es un pantalón largo con pliegues (cinco por delante y dos por detrás) cuya función principal era proteger las piernas.[61]
- keikogi (稽古着), es una chaqueta sin botones.[62][61]

Partes de la Hakama
- Koshiita: es el refuerzo posterior para la espalda, panel de madera delgada o plástico, firme pero flexible.
- Hakama-dome o Hera: Una pequeña pieza en forma de espátula o cuchara, hecha ya sea de hueso, madera o plástico, que cuelga con una costura debajo de la koshiita para colocarse por debajo del obi.
- Himo: son las cintas o cinturones:
  - Mae-himo, las cintas largas frontales (mae).
  - Ushiro-himo: cintas cortas posteriores (ushiro).
- Hida: los siete pliegues o dobleces

Armadura
El peso de la armadura Kendo, también conocida como Bōgu (防具), puede variar mucho según el tipo específico y la calidad de la armadura. En promedio, un conjunto completo de armadura Kendo pesa aproximadamente 10 kilogramos (22 libras)Dependiendo de la medida, puede pesar entre 4 y 8 kilogramos (9 a 18 libras). El peso de la armadura puede verse influido por factores como el grosor y la calidad de los materiales utilizados, el diseño de la armadura y el tamaño del usuario. El casco (hombres), la armadura de pecho (Do), la armadura de cintura (Tare) y los protectores de brazos y piernas (Kote y Suneate) pueden agregar cada uno una cantidad significativa de peso a la armadura general.  Es importante tener en cuenta que la armadura Kendo está diseñada para proteger al usuario durante el entrenamiento y la competencia, y el peso de la armadura es una compensación por una mayor protección. El peso real de la armadura puede variar entre marcas, fabricantes y estilos.

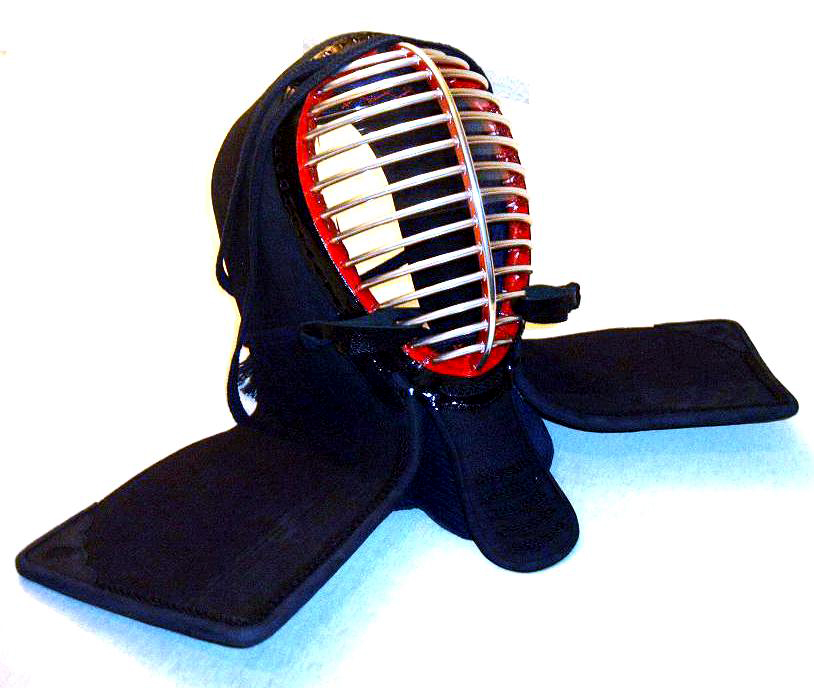
nihongo|Men (面)
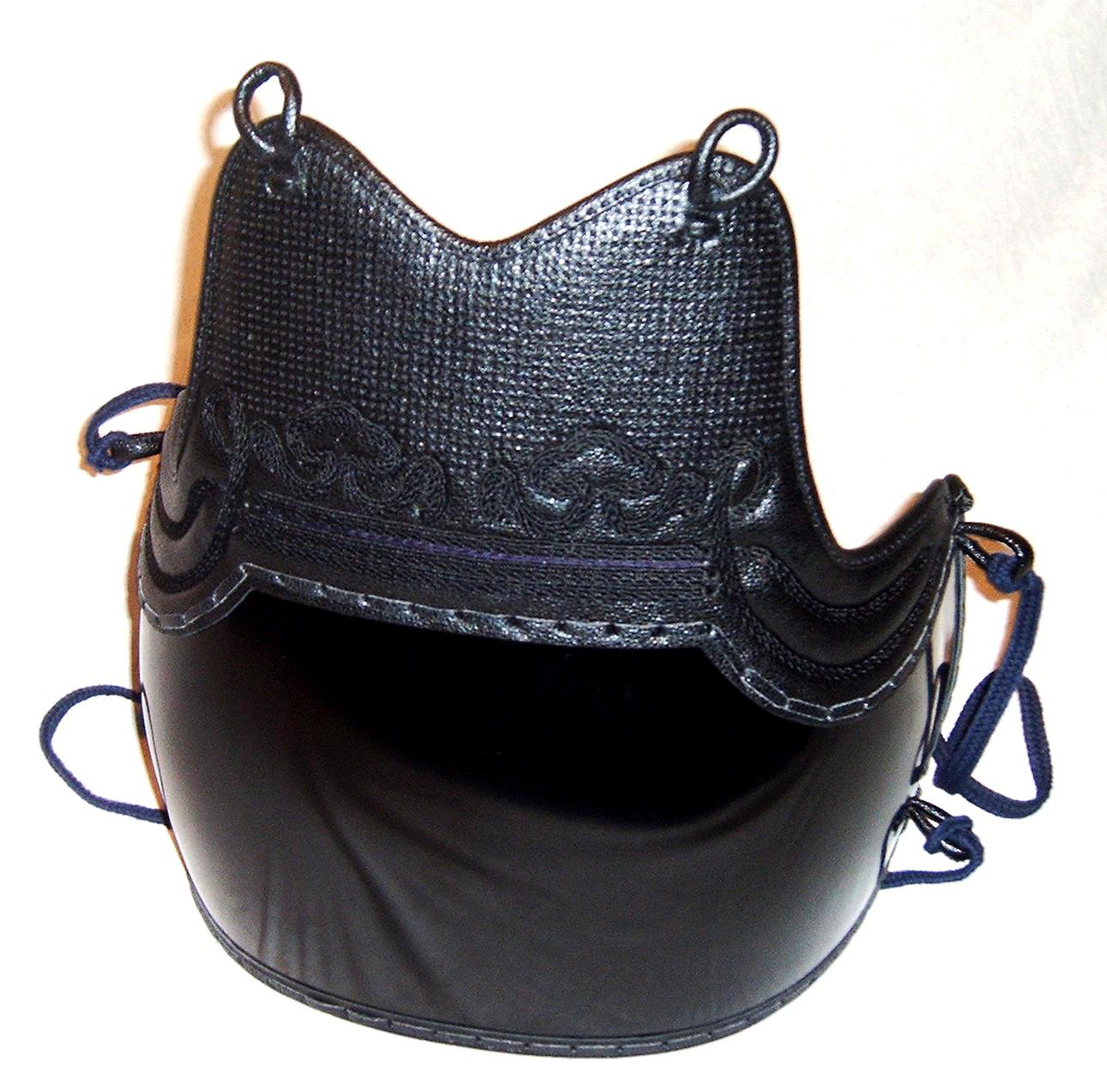
nihongo|Dō (胴)
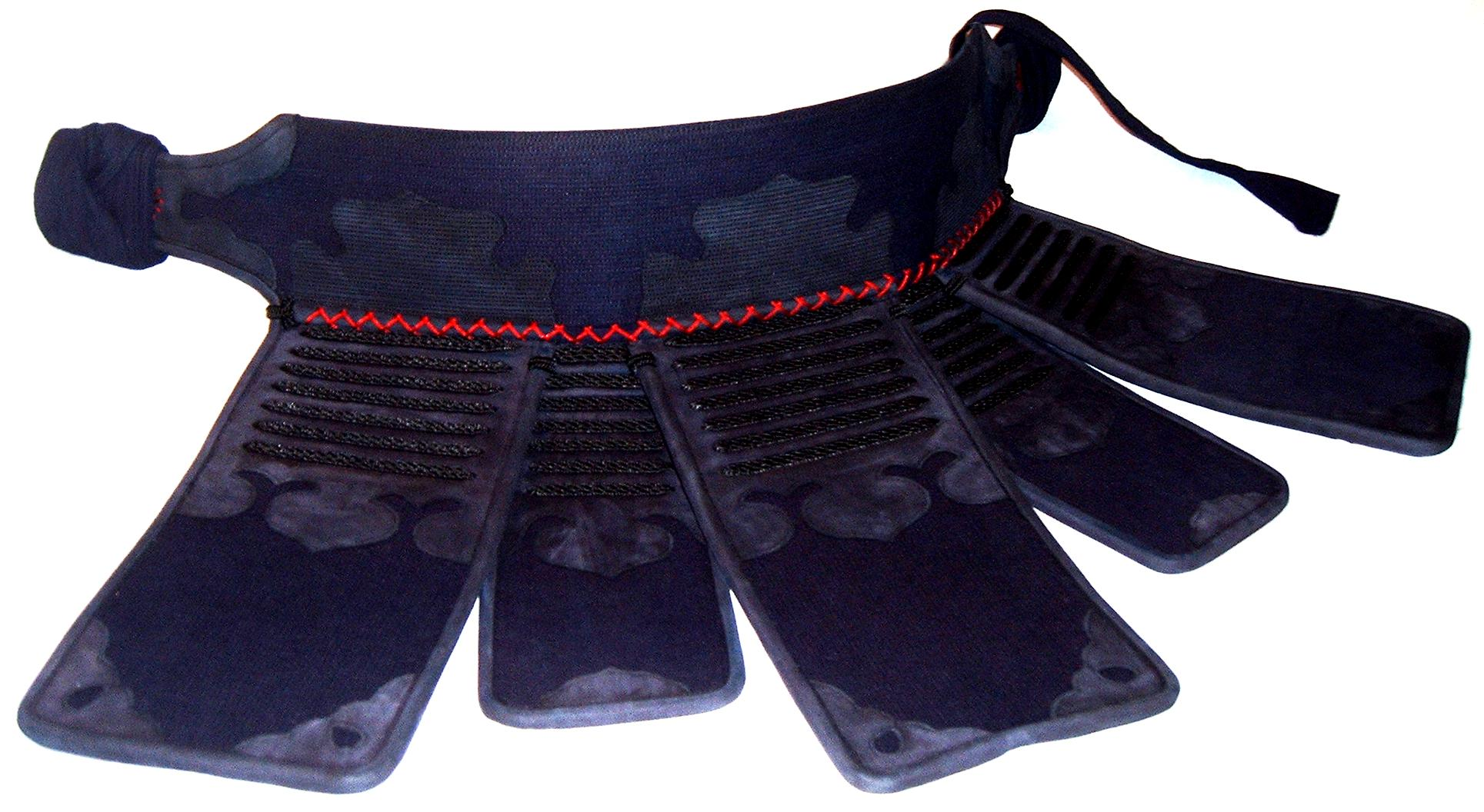
nihongo|Tare (垂れ)
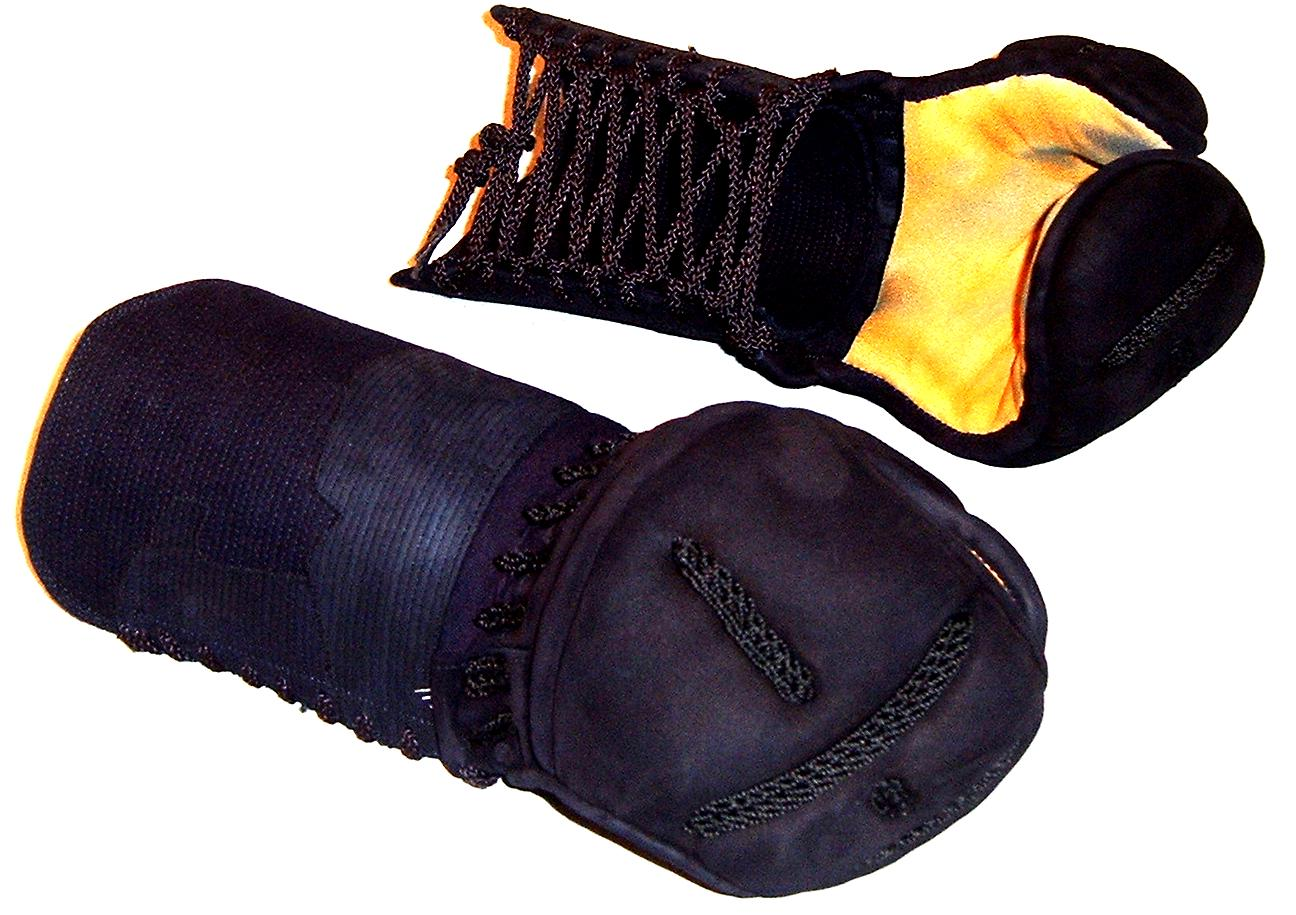
nihongo|Kote (小手)
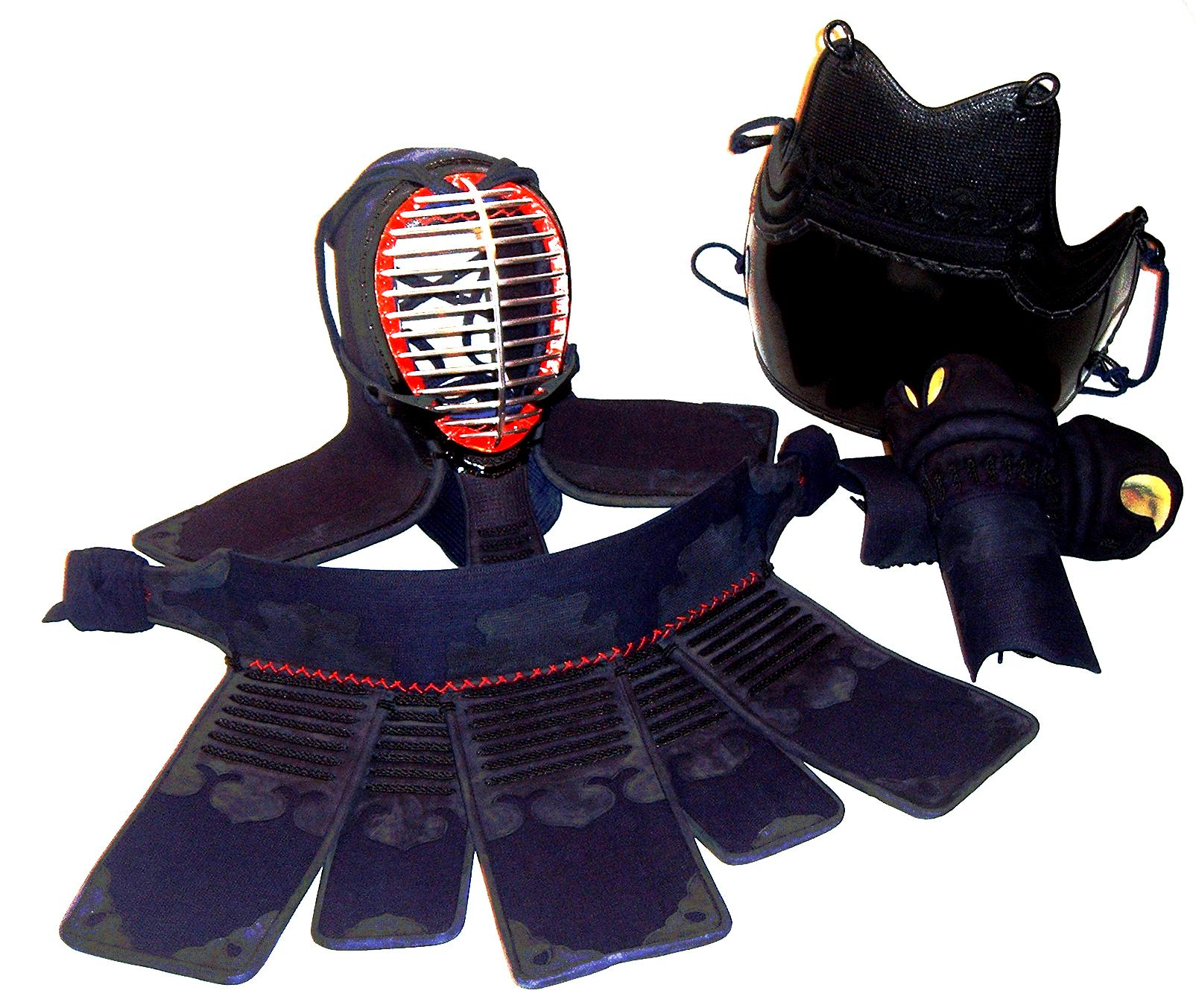
Bogu de kendo

Bōgu (防具) también son llamados kendōgu, y varían según su calidad de amortiguación de impactos y precio, dependiendo de la cantidad de milímetros que separan las costuras (cuantos menos milímetros, mejor). El precio también varía dependiendo si la manufactura del bogu fue artesanal o industrial. Independientemente de la calidad del bogu, un practicante siempre debe ser muy atento en su mantenimiento, higiene, y aspecto general.
- 'Men' (面) protector de la cabeza y el cuello, forrado y con una rejilla en la parte delantera llamada men-gane para proteger la cara. La rejilla del men nunca debe tocar el piso del dojo, se considera una falta de respeto.[64][61]
- Tenugui (手拭い) es un pañuelo hecho de algodón que se coloca entre la cabeza y el men, su función es amortiguar un poco los golpes y recoger el sudor de la cabeza y los cabellos para que no entren en los ojos.
- Kote (小手) protector de la mano y antebrazo. Opcionalmente también se pueden llevar guantes de tela antes de ponerte los kote, así el sudor no estropea dicha parte de la armadura.[65]
- Dō (胴) protector del tórax y abdomen. La parte superior puede estar forrada en cuero o en cuerina, y es denominada mune. La parte inferior se denomina do-dai, antiguamente estaba hecha de láminas de bambú recubiertas en distintos tipos de cuero (desde venado, hasta piel de tiburón) los cuales podían tener o no una capa de laca. Actualmente también se pueden encontrar do-dai de materiales sintéticos (ej.: fibra).[65]
- Tare (垂れ) protector de la parte pélvica. Es un mandil grueso compuesto por faldones.[65]

El bogu se coloca de la siguiente manera, en posición de seiza, primero se coloca el tare, luego se coloca el dō, después el tenugüi y el men, al final se colocan los kote, el izquierdo primero, y luego el derecho. Hay que tener en cuenta que los himos (cordones) al amarrarlos deben coincidir todos al mismo largo. Para sacarse la armadura se sigue el proceso inverso, empezando por el kote derecho.
Cuando se empaqueta la armadura debe tenerse presente que:
- No deben quedar himos (cordones) sueltos o colgando del paquete que conforma la armadura.
- No deben mostrarse las partes huecas de la armadura hacia el frente.
- Debe quedar bien empaquetada, simboliza una técnica depurada y un respeto por el oponente.

Para guardarla se extiende el tare (protector de muslos, y de la entrepierna) o el dō (protector del abdomen) en la estera o tatami, es más correcto poner el tare antes, pero el dō absorbe mejor los golpes y al ser colocada así previene que se estropeen otras partes del bōgu, después se pone encima con la parte de la cintura o del cuello de la siguiente pieza que hayas elegido dejar para después, si es el tare o el dō, después se introduce el men (casco) con la rejilla hacia arriba y el tenugi (pañuelo amplio) dentro, luego se insertan los kotes (o protectores de antebrazos) dentro del men, y por último los guantes dentro de los kotes, así si se tienen muñequeras que se llevan en algunos casos para prevenir lesiones. Todos los himos deben quedar bien recogidos dentro de sus respectivas piezas.
En el kendo se utiliza un sable de bambú llamado shinai (竹刀) que sirve para entrenar de forma segura las técnicas de combate del kendo, inspiradas en la katana o sable jápones.

## Etiqueta en elkendō
La etiqueta Reigi-saho en el dojo no está diseñada para dar aires y gracias a los miembros mayores. La etiqueta de Kendo depende de la humildad y el respeto por tu enemigo.Tampoco está diseñado para contribuir a la mística de las artes marciales. La etiqueta es sentido común, disciplina y modales en general, y es un requisito integral para la autoconciencia y el desarrollo. Antes de la práctica de kendō, los estudiantes hacen la limpieza del Dojo con un paño húmedo (zokingake). El buen modal de una casa de kendō es no dejar ver cuando están limpiando el Dojo y recibir al sensei (maestro) y los sempais (los compañeros más antiguos) como si fueran los mejores visitantes.  Al iniciar el entrenamiento el Sempai generalmente indica al miembro mayor que se sienta primero en la fila opuesta al maestro. Siempre debes estar atento a lo que dice, ya que a menudo grita la mayoría de los comandos.

### Instrucciones
Las instrucciones las hace sempai en voz alta (gorei) al hacer fila para iniciar la sesión:
1. Sei-re-tsu 整列: Pararse en línea recta.
2. Sei-za 正坐: Siéntate de rodillas.
3. Shisei o tadashite 姿勢を正して: "Mantén una postura correcta" o "Endereza tu postura"
4. Kio-tsuke: Siéntate (o párate) derecho.
5. Moku-so 黙想: El acto de componer tu mente, cuerpo y espíritu a través de la respiración mientras estás en la posición Sei-za.
6. Moku-so yame 黙想辞め: 'Termina' Moku-so, abre los ojos y relaja tu posición de Moku-so mientras permaneces en Sei-za.
7. Shōmen ni rei 正面に礼: Reverencia al Shōmen o Shin-zen ni rei: Inclínate ante el 'estante de Dios' de Kamidana (si tienes uno) o el emblema del Club, o si no lo tienes, entonces hacia el Shomen (generalmente el lado alto 'Joseki' del Dojo).
8. Sensei-ni rei: Inclínate ante el maestro, si hay más de un maestro, entonces usa la frase ' Sensei gata-ni rei '.
9. Otagai-ni rei お互いに礼: reverencia mutua.

Al terminar la sesión, la etiqueta es la misma, además de agradecer a los maestros primero antes del Shin-zen o Shomen rei y permitir que los maestros se agradezcan entre sí antes del Ota-ga-ni rei. 

## Práctica moderna
El entrenamiento de kendo es bastante ruidoso en comparación con otras artes marciales o deportes. Esto se debe a que los kendōka usan un grito, o kiai (気合い), para expresar su espíritu de lucha cuando golpean. Además, los kendōka ejecutan fumikomi-ashi (踏 み 込 み 足), una acción similar a un sello del pie delantero, durante un golpe.
Como otras artes marciales, el kendoka entrena y lucha descalzo. El kendo se practica idealmente en un dōjō especialmente diseñado, aunque a menudo se usan espacios deportivos de techos altos como una cancha de baloncesto. Un lugar apropiado tiene un piso de madera limpio y flotante, adecuado para fumikomi-ashi. 
Las técnicas de Kendo comprenden tanto golpes como estocadas. Los golpes solo se realizan hacia áreas objetivo específicas datotsu-bui (打突-部位) en las muñecas, la cabeza o el cuerpo, todos los cuales están protegidos por una armadura. Los blancos son men, sayu-men o yoko-men (lado superior, izquierdo o derecho de los hombres), el kote derecho en cualquier momento, el kote izquierdo cuando está en posición elevada, y el lado izquierdo o derecho del hacer. Los empujones tsuki (突き) solo están permitidos en la garganta. Sin embargo, dado que un empuje realizado incorrectamente podría causar lesiones graves en el cuello del oponente, las técnicas de empuje en la práctica libre y la competencia a menudo se restringen al kendoka de grado senior dan. 

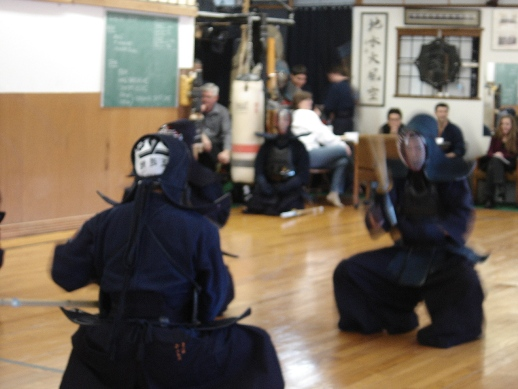
Kendōka realiza sonkyo después del combate.
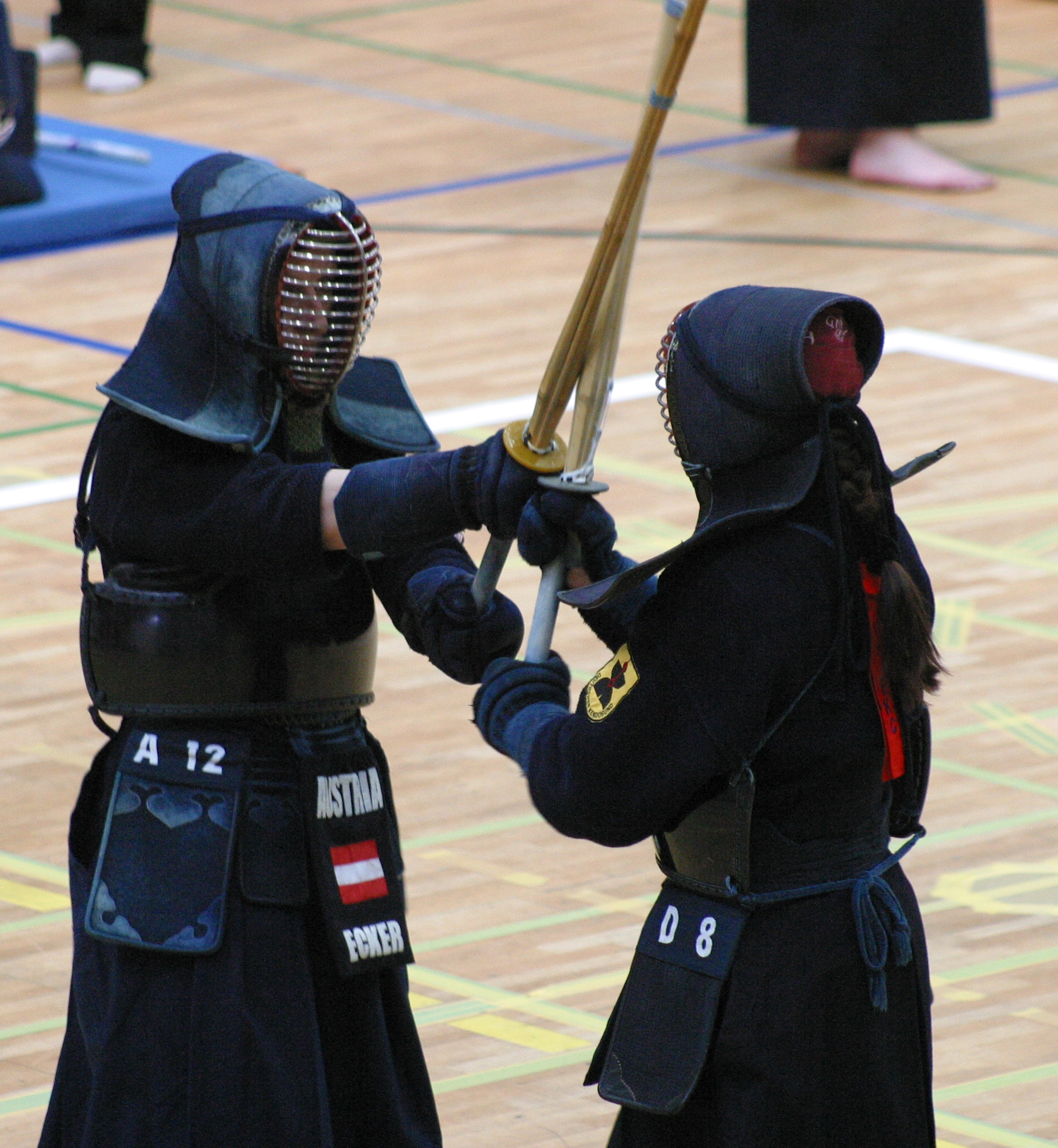
kendōkas en tsuba zeriai.
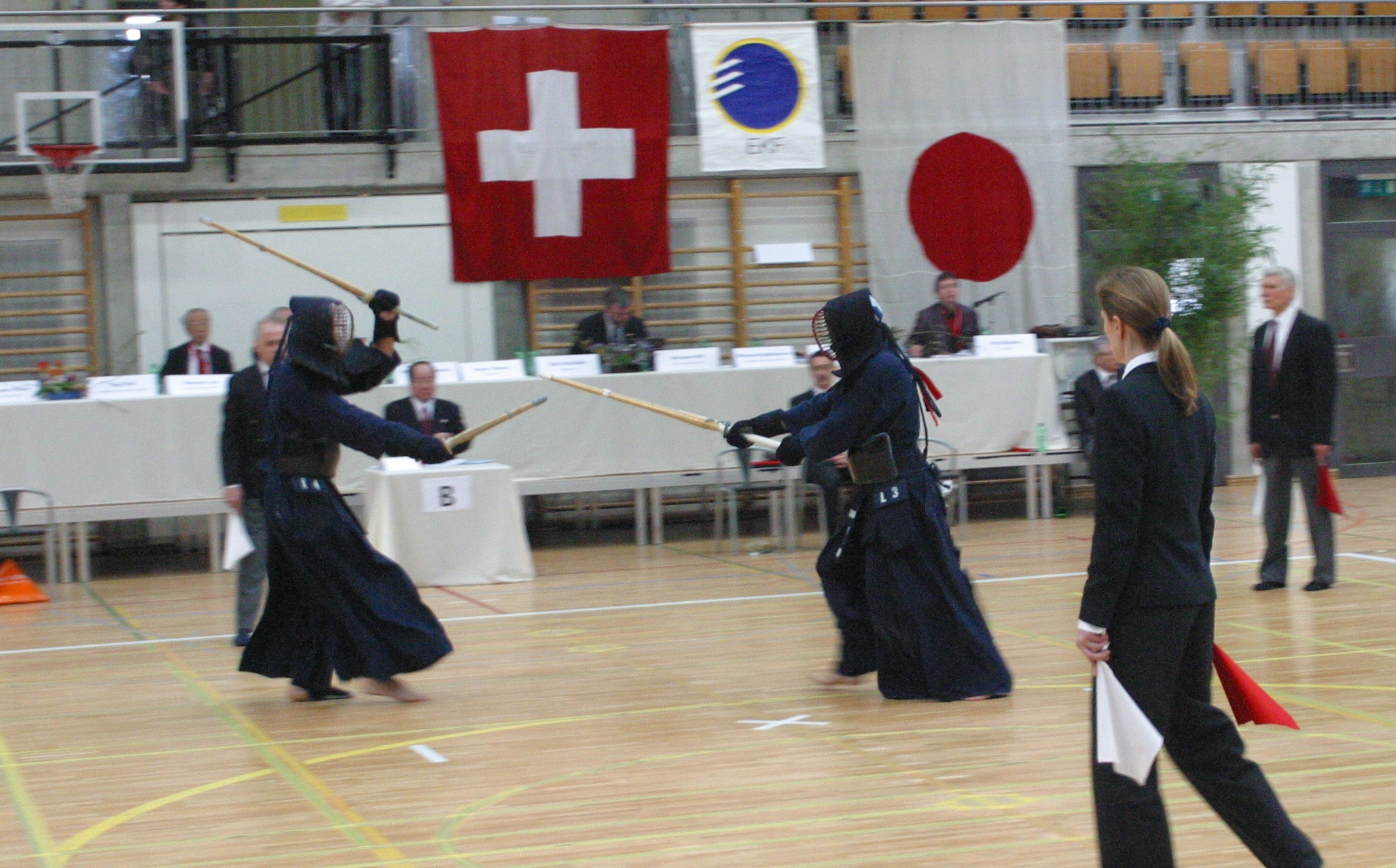
kendōkas, de izquierda está posición nitō y el otro está en ittō.

Una vez que un kendoka comienza a practicar con armadura, una sesión de práctica puede incluir cualquiera o todos los siguientes tipos de práctica:
- Kirikaeshi (切り返し) es un ejercicio fundamental en el Kendo que se practica en parejas. Consiste en una secuencia continua de movimientos de ataque y defensa que ayuda a desarrollar la velocidad, la coordinación y el espíritu combativo. El ejercicio comienza con el atacante ejecutando una serie de golpes rápidos y precisos en la cabeza y el torso del oponente.[68] Estos golpes son realizados en un patrón específico y enérgico, buscando tocar los objetivos designados con la parte correcta del shinai. A medida que el atacante realiza los golpes, el defensor se mueve hacia atrás y responde con movimientos de defensa, evitando los ataques y protegiendo su cuerpo. El defensor utiliza movimientos de bloqueo, esquivas y desplazamientos para evitar los golpes del atacante.[69]El ejercicio continúa con el atacante y el defensor alternando sus roles. El objetivo es lograr una fluidez constante en los movimientos, manteniendo un ritmo rápido y continuo. El Kirikaeshi ayuda a desarrollar la resistencia física, la precisión en los golpes, la capacidad de reacción y la sincronización con el compañero. También fortalece el espíritu combativo, ya que requiere un esfuerzo sostenido y la determinación de continuar a pesar del cansancio. Además de su valor técnico y físico, el Kirikaeshi también tiene una dimensión espiritual importante en el Kendo. Fomenta el respeto mutuo, la concentración mental y el compromiso con la mejora personal en el camino de la espada[70]
- Waza-geiko (技稽古) Waza o práctica de técnica en la que el alumno aprende y perfecciona las técnicas de kendo con un compañero receptor.
- Kakari-geiko (掛稽古) Práctica de ataque breve e intensa que enseña el estado de alerta continuo y la preparación para atacar, así como el desarrollo del espíritu y la resistencia.
- Ji-geiko (地稽古) Práctica no dirigida donde el kendoka prueba todo lo aprendido durante la práctica contra un oponente.
- Goku-geiko (互角稽古) Práctica entre dos kendoka de nivel de habilidad similar.
- Hikitate-geiko (引立稽古) Práctica donde un kendoka senior guía a un júnior a través de la práctica.
- Shiai-geiko (試合稽古) Práctica de competición que también podrá ser juzgada.

La edad es irrelevante en el kendo, se puede practicar a a cualquier edad, no tiene que ver con las capacidades. La edad desaparece cuanto más profundo se adentra en la exigente disciplina de vaciar la mente.

## Elkendōcomo deporte competitivo oshiai
La práctica del kendō va desde un aspecto meramente deportivo (shiai), hasta la práctica de formas tradicionales con el sable japonés (Nihon Kendo Kata) que recopilan varias de las técnicas provenientes de las escuelas clásicas de kenjutsu, pasando por un marcado desarrollo de los valores de la persona. Todo esto lo hace difícil de definir, ya que busca ser algo más que un arte marcial tradicional (budō), y algo más que un deporte competitivo. A los kendōka (practicantes de kendo) les gusta definirlo como un modo de vida. Además de que su filosofía puede aplicarse para enfrentar cualquier tipo de adversidad. 
Reglas en la competición
En las "Reglas de Competencia y Arbitraje del Kendo", se establece que un "ataque válido" debe ser realizado con un espíritu enérgico y una postura adecuada, golpeando la parte correspondiente del objetivo con la parte adecuada del shinai y con un espíritu duradero.
Un punto puntuable (有効打突, yūkō-datotsu) en una competencia de kendo (tai-kai) se define como un golpe o estocada certero hecho en un datotsu-bui del kendo-gu del oponente con el shinai haciendo contacto en su datotsu- bu, el competidor muestra buen humor, postura correcta y seguido de zanshin. Datotsu-bui u objetivos de puntos en kendo se definen como:
- Men-bu, la parte superior o los lados del protector de cabeza (sho-men y sayu-men).
- Kote-bu, un área acolchada del protector de muñeca derecho o izquierdo (migi-kote y hidari-kote).
- Do-bu, zona del lado derecho o izquierdo de la armadura que protege el torso (migi-do e hidari-do).
- Tsuki-bu, una zona del protector de cabeza delante de la garganta (Tsuki-dare).

Datotsu-bu del shinai es el lado delantero o de hoja (jin-bu) del tercio superior (monouchi) del shinai.
Zanshin (残心), o continuación de la conciencia, debe estar presente y mostrarse durante la ejecución del golpe y el kendoka debe estar mental y físicamente preparado para atacar de nuevo.
Arbitraje
En competición, suele haber tres árbitros (審判, espinillera). Cada árbitro sostiene una bandera roja y una bandera blanca en manos opuestas. Para otorgar un punto, un árbitro levanta la bandera correspondiente al color de la cinta que lleva el competidor que anota. Por lo general, al menos dos árbitros deben estar de acuerdo para que se otorgue un punto. El juego se detiene después de que se otorga cada punto. 
Las competiciones de Kendo suelen ser un partido de tres puntos. El primer competidor en anotar dos puntos, por lo tanto, gana el partido. Si se alcanza el límite de tiempo y solo un competidor tiene un punto, ese competidor gana.
En caso de empate, hay varias opciones:
- Hiki-wake (引き分け): El partido se declara en empate.
- Enchō (延長): el partido continúa hasta que cualquiera de los competidores anota un punto.
- Hantei (判定): El vencedor lo deciden los árbitros.

Los tres árbitros votan por el vencedor levantando cada uno de sus respectivas banderas simultáneamente.
Campeonato de kendo de Japón
El Campeonato de Kendo de Japón es considerado el campeonato de kendo más prestigioso. A pesar de ser el campeonato nacional solo para kendoka japonés, los practicantes de kendo de todo el mundo consideran que el All Japan Kendo Championship es el campeonato con el nivel más alto de kendo competitivo.

#### Campeonato Mundial de Kendo
Los Campeonatos Mundiales de Kendo se llevan a cabo cada tres años desde 1970. Están organizados por la Federación Internacional de Kendo (FIK) con el apoyo de la federación de kendo de la nación anfitriona.
| N.º  | Año  | Sede de Campeonatos Mundiales de Kendo              |
| ---- | ---- | --------------------------------------------------- |
| 1.º  | 1970 | Japón, Tokio                                        |
| 2.º  | 1973 | Estados Unidos, Los Angeles                         |
| 3.º  | 1976 | Reino Unido, Inglaterra, Milton Keynes              |
| 4.º  | 1979 | Japón, Sapporo                                      |
| 5.º  | 1982 | Brasil, São Paulo                                   |
| 6.º  | 1985 | Francia, París                                      |
| 7.º  | 1988 | Corea del Sur, Seúl                                 |
| 8.º  | 1991 | Canadá, Toronto                                     |
| 9.º  | 1994 | Francia, París                                      |
| 10.º | 1997 | Japón, Kioto                                        |
| 11.º | 2000 | Estados Unidos, Santa Clara                         |
| 12.º | 2003 | Reino Unido, Escocia, Glasgow                       |
| 13.º | 2006 | Taiwán, Taipéi                                      |
| 14.º | 2009 | Brasil, São Paulo                                   |
| 15.º | 2012 | Italia, Novara                                      |
| 16.º | 2015 | Japón, Tokio                                        |
| 17.º | 2018 | Corea del Sur, Incheon                              |
| 18.º | 2021 | Francia, París. Cancelado por Pandemia de COVID-19. |
| 19.º | 2024 | Italia, Milán                                       |

#### Campeonato Europeo de Kendo
El campeonato europeo se celebra todos los años, excepto en aquellos años en los que hay campeonato mundial.
| N.º  | Año  | Sede de Campeonados Europeos de Kendo                     |
| ---- | ---- | --------------------------------------------------------- |
| 1.º  | 1974 | Reino Unido, Inglaterra, Bletchley                        |
| 2.º  | 1977 | Países Bajos, Arnhem                                      |
| 3.º  | 1978 | Francia, Chambéry                                         |
| 4.º  | 1981 | Alemania, Berlín                                          |
| 5.º  | 1983 | Francia, Chambéry                                         |
| 6.º  | 1984 | Bélgica, Bruselas                                         |
| 7.º  | 1986 | Reino Unido, Inglaterra, Londres                          |
| 8.º  | 1987 | Suecia, Malmö                                             |
| 9.º  | 1989 | Países Bajos, Ámsterdam                                   |
| 10.º | 1990 | Alemania, Berlín                                          |
| 11.º | 1992 | España, Barcelona                                         |
| 12.º | 1993 | Finlandia, Turku                                          |
| 13.º | 1995 | Reino Unido, Escocia, Glasgow                             |
| 14.º | 1996 | Hungría, Miskolc                                          |
| 15.º | 1998 | Suiza, Basilea                                            |
| 16.º | 1999 | Francia, 'Lourdes'                                        |
| 17.º | 2001 | Italia, Bolonia                                           |
| 18.º | 2002 | Francia, Nantes                                           |
| 19.º | 2004 | Hungría, Budapest                                         |
| 20.º | 2005 | Suiza, Berna                                              |
| 21.º | 2007 | Portugal, Lisboa                                          |
| 22.º | 2008 | Finlandia, Helsinki                                       |
| 23.º | 2010 | Hungría, Debrecen                                         |
| 24.º | 2011 | Polonia, Gdynia                                           |
| 25.º | 2013 | Alemania, Berlín                                          |
| 26.º | 2014 | Francia, Clermont-Ferrand                                 |
| 27.º | 2016 | Macedonia del Norte, 'Skopje'                             |
| 28.º | 2017 | Hungría, Budapest                                         |
| 29.º | 2019 | Serbia, Belgrado                                          |
| 30.º | 2020 | Noruega, Kristiansand. Cancelado por Pandemia de COVID-19 |
| 31.º | 2022 | Alemania, 'Frankfurt'                                     |
| 32.º | 2023 | Francia, Beauvais                                         |

#### Campeonato Sudamericano de Kendo
Después de la quinta edición del Campeonato Mundial de Kendo en 1982, que tuvo lugar en Brasil, varios practicantes de kendo de Argentina y Chile comenzaron a participar en el "Campeonato Brasileiro de Kendo de Graduados". A lo largo de los años, el número de participantes de estos países aumentó progresivamente, y para el año 1992 había alcanzado una cifra significativa. Debido a este crecimiento, con el propósito de motivar aún más su participación, la Confederación Brasileira de Kendo decidió establecer el primer Campeonato Sudamericano de Kendo, evento se realizaba dentro del Campeonato Brasileiro de Kendo de Graduados.
| N.º         | Año  | Fecha                  | Sede de Campeonatos Sudamericanos de Kendo                                                                                      |
| ----------- | ---- | ---------------------- | --- |
| 1.º al 14.º | 1993 | 1993 a 2005            | Brasil, São Paulo I al XIV Campeonato Brasileiro de Kendo de Graduados                                                          |
| 15.º        | 2006 | 21 al 23 de abril      | Argentina, Buenos Aires XV Campeonato Sudamericano de Kendo XIX Campeonato Argentino de Kendo II Torneo Copa Embajador de Japón |
| 16.º        | 2007 | 27 al 30 de septiembre | Chile, Santiago de Chile I Campeonato de la Confederación Sudamericana de Kendo                                                 |
| 17.º        | 2008 | 18 al 20 de junio      | Brasil, São Paulo |

#### Campeonato Latinoamericano de Kendo
| N.º | Año  | Fecha                 | Sede de Campeonatos Latinoamericanos de Kendo |
| --- | ---- | --------------------- | --------------------------------------------- |
| 1.º | 2010 | 8 al 12 de octubre    | Ecuador, Quito                                |
| 2.º | 2011 | 9 al 12 de noviembre  | México, Ciudad de México                      |
| 3.º | 2013 | 14 al 17 de noviembre | Colombia, Medellín                            |
| 4.º | 2014 | 13 de 16 de noviembre | México, Mérida                                |
| 5.º | 2016 | 1 al 4 de diciembre   | Chile, Viña del Mar                           |
| 6.º | 2017 | 9 al 12 de noviembre  | Argentina, Corrientes                         |
| 7.º | 2019 | 24 al 26 de mayo      | Colombia, Calí                                |
| 8.º | 2023 | 6 al 10 de diciembre  | Perú, Lima                                    |

Revisión de las reglas
Con el aumento de la velocidad y la diversificación de las técnicas en el kendo, se estaba volviendo una tendencia utilizar equipos y shinai más "ligeros" y con una "mayor capacidad de movimiento".  En el caso de los shinai, habían aparecido shinai con una estructura más ligera, conocidos como "Superbalance shinai", y shinai con formas extremadamente "dobokuri" (más anchos en la parte central). En cuanto a los equipos de protección (bogu), se encontraban en circulación menbutsubushi (protectores de cara) extremadamente cortos y kote-tsutsu (parte de los guantes) anormalmente cortos, lo que planteaba problemas de seguridad.
Por lo tanto, desde 2019, la Federación Japonesa de Kendo revisó las "Reglas de Competencia y Arbitraje" y estableció nuevas regulaciones y pautas relacionadas con los shinai y los equipos de kendo. Como resultado, se produjo cierta confusión en la verificación de los shinai en algunos torneos, pero a través de una difusión constante de información, estas nuevas regulaciones se están implementando gradualmente.

## Aprendiendo el arte delkendō
Durante una sesión de entrenamiento, se pierde tanta agua como en un día de verano fuerte o una sesión de aeróbica de alto impacto. El combate y la práctica del kendo es de hecho un gran ejercicio cardiovascular incluso si no se está interesado/a en participar en competiciones.
Los principiantes siempre empiezan a entrenar sin armadura. Se comienza por aprender varias técnicas de movimiento de los pies (ashi sabaki), del cuerpo (Tai sabaki) y los cortes principales o suburis, buscando la obtención de un completo control del sable de práctica o Shinai, que debe ser dominado antes de que sea tiempo para ponerse la armadura o bōgu y empezar a golpear con fuerza sobre el oponente; posteriormente se ejecutan todos los cortes con la armadura completa en contra de un oponente. Las pocas técnicas de corte necesitan ser practicadas y refinadas una, y otra vez siguiendo el método kaisen o de mejoramiento continuo encontrado en todo arte marcial japonés; entre las varias técnicas y tácticas hay: contraataques, técnicas de evaluación de la situación, técnicas de movimiento rápido, desplazamiento tácticos, fintas, amagues, etc. Y el desarrollo de la resistencia y la agilidad.
Uno de los principios del kendō es llamado "KI-KEN-TAI no ichi", que significa que el espíritu, (Ki) la espada (Ken) y el cuerpo (Tai) tienen que actuar a la vez, el KI se demuestra gritando, el KIAI, la zona de ataque simultáneamente al golpe, demostrando la total implicación, física y mental, en el ataque
El shinai consiste tradicionalmente de cuatro listones de bambú unidos por correas de cuero y un mango de cuero. Hoy en día también hay shinai hechas de grafito disponibles, o inclusive hechos de material de fibra de carbono mucho más durable, adecuadas para los propósitos del entrenamiento.

## Áreas de puntos enkendō
Las posibilidades de ataque están limitadas a cuatro áreas de impacto en Kendō (Datotsu-bui). La cabeza (Men), las muñecas (Kote), el estómago (Do) y la laringe (Tsuki). La armadura especial (Bogu) protege estos lugares. Las áreas deben ser golpeadas con un movimiento cortante. Se debe golpear con la parte derecha del shinai, que corresponde a la superficie de corte óptima de una espada. Además, es necesario el uso correcto de todo el cuerpo para pegar el tiro con la energía suficiente. Con un paso fuerte con el pie delantero (Fumi-komi-ashi) es parte de este movimiento. Además, se debe emitir un grito (Kiai), que también aumenta la energía del ataque y da fe de la intención del atacante. Incluso después de haber dado el golpe, el luchador debe permanecer alerta, mantener una postura correcta y vigilar y controlar a su oponente (Zanshin). Solo si todos estos aspectos están presentes, un golpe se considera un ataque válido y se otorga un Ippon.
Hay cuatro áreas de destino designadas en Kendo, cada una vale un punto en un partido.
1. Men-uchi: Es el golpe dirigido a la cabeza del oponente. Se realiza levantando la espada por encima de la cabeza y golpeando con precisión el protector (men) del oponente. El ataque se debe llevar a cabo con contundencia y pretendiendo que el arma llegue al menos hasta la mitad del cráneo. Men-uchi es un golpe básico en el Kendo que se dirige al objetivo principal, que es la cabeza del oponente. "Men" se refiere a la parte superior del cuerpo, específicamente a la cabeza.[82]  Durante un Men-uchi, el practicante de Kendo utiliza el shinai, una espada de bambú, para realizar un golpe hacia la cabeza del oponente. El objetivo es tocar con precisión la parte superior de la cabeza, conocida como "datotsu-bui", utilizando la parte correcta del shinai, que es la parte superior delantero llamada "monouchi".[82] El Men-uchi implica una combinación de movimientos rápidos y precisos. El practicante debe levantar el shinai por encima de la cabeza con los brazos extendidos y luego llevarlo hacia abajo con una rápida aceleración para golpear el objetivo. Durante el golpe, se debe mantener una postura equilibrada y estable, y el cuerpo debe estar bien alineado con el objetivo.[83]  Además de la técnica física, el Men-uchi también requiere una mentalidad fuerte y concentración. El practicante debe estar completamente comprometido con el golpe, manteniendo una mente clara y enfocada en el objetivo. Es importante mantener la calma y la disciplina, ya que cualquier distracción o falta de concentración puede afectar la precisión y efectividad del golpe.[83]  El Men-uchi se practica en diversas situaciones de combate, tanto en entrenamientos individuales como en combates formales. Es una técnica esencial que ayuda a desarrollar la coordinación, la velocidad, la precisión y el espíritu combativo en el Kendo. Además, el Men-uchi también enseña a los practicantes la importancia de controlar su propia postura y movimientos, así como la capacidad de leer y responder a los movimientos del oponente.[6]
2. Kote-uchiKote-uchi: es una técnica específica utilizada en el kendo para atacar el kote del oponente. El objetivo es golpear con precisión y fuerza el área protegida por el kote, que cubre la muñeca y parte del antebrazo.[84] Al realizar un Kote-uchi, se requiere una combinación de habilidades técnicas y tácticas. A continuación, se detallan algunos aspectos técnicos clave:[85]Es importante mantener una postura estable y equilibrada, con los pies firmemente plantados en el suelo. La posición del cuerpo debe estar ligeramente inclinada hacia adelante, lo que permite una mayor extensión y alcance al realizar el ataque.[86] El golpe de Kote-uchi se realiza con un movimiento rápido y preciso de la espada (shinai) dirigido al kote del oponente. El corte debe ser fluido y en línea recta, manteniendo una trayectoria eficiente y directa hacia el objetivo.[86] El objetivo principal del Kote-uchi es golpear el kote del oponente con la parte delantera o el extremo de la espada. La zona de impacto se encuentra en la parte inferior del kote, cerca de la muñeca. Es importante apuntar con precisión a esta área para obtener un punto válido.[86] El Kote-uchi se ejecuta en momentos oportunos, aprovechando las aperturas en la defensa del oponente. Se requiere una buena lectura del oponente y la capacidad de anticipar sus movimientos para realizar el ataque en el momento adecuado.[86] Ki-ken-tai-ichi, esta es una frase japonesa que significa "espíritu-espada-cuerpo en unidad". Al realizar el Kote-uchi, es esencial sincronizar el movimiento de la espada con el cuerpo y el espíritu. Esto implica una concentración total y un compromiso completo con el golpe, generando poder y energía desde el centro del cuerpo.[87]
3. Men-Nuki-Do Uchi Do-uchi Do-uchi: Do-uchi es una técnica en el kendo que se dirige al área del cuerpo conocida como "do", que corresponde al abdomen y los costados.[88]En esta técnica, el objetivo es golpear con precisión y fuerza el área del do del oponente utilizando el shinai (espada de bambú). Al realizar el do-uchi, el kendoka (practicante de kendo) busca aprovechar la apertura o debilidad en la defensa del oponente para ejecutar un ataque efectivo. La técnica implica un movimiento rápido y preciso, donde se utiliza el shinai para golpear el do con un golpe cortante y contundente.[89] Es el golpe dirigido al torso del oponente. Se ejecuta con un movimiento de corte horizontal hacia el área del estómago, buscando tocar el protector del torso (do) del oponente.  Normalmente se golpea en el lado derecho del abdomen, ya que se considera que tradicionalmente en el izquierdo el oponente lleva las saya (funda de las espadas) y podría frenar el golpe de tal forma que quedase tu espada atascada o la herida infligida no fuese mortal, aunque en combate está permitido y es puntuable golpear ambos lados. La espada entra diagonalmente por el abdomen cortando desde el hígado hasta el ombligo.[89]
4. Tsuki: Garganta. Es un golpe pocas veces utilizado en combate porque su ejecución requiere de gran exactitud debido al área sensible en la que se realiza la estocada,[90]por esta razón usualmente no está permitido en combates de practicantes con graduaciones menores al primer dan.

En kendo, un partido se decide por ippon. En el tiempo regular de combate, que varía según el tipo de competencia, un kendoka debe anotar dos ippon para ganar el combate. En caso de empate, el ganador en la prórroga indefinida (ensho) se determina por un solo ippon. Para lograr un punto, un kendoka debe cumplir varios criterios (yūkō-datotsu / 有効打突).

## Técnicas en utilizadas enkendō
Waza son las diferentes técnicas realizadas en kendo. Las técnicas se pueden dividir en shikake-waza (para iniciar un golpe ) y ōji-waza  (una respuesta a un intento de golpe).En total, hay trece wazas (técnicas) fundamentales de kendo que se pueden utilizar.
| Shikake-waza                      | Shikake-waza                                                   |
| --------------------------------- | -------------------------------------------------------------- |
| Ippon-uchi no-waza (一本打ちの技) | Men, Kote, Do, Tsuki.                                          |
| Harai-waza (払い技)               | Se desviar el shinai del oponente y luego golpear.             |
| Renzoku waza (連続)               | Combinación de técnicas Kote-Men, Kote-Do.                     |
| Hiki-waza (引き)                  | Técnicas inversas ejecutadas de cerca Men-Tsubazeriai-Hiki Do. |
| Katsugi-waza (担ぐ)               | Llevar el shinai al hombro antes de golpear.                   |
| Maki-waza (巻き)                  | Sacudir el shinai de los oponentes con un movimiento circular. |
| Hari-waza (撥技)                  | Hari es muy similar a harai, pero es más como una "palmada".   |
| Katate-waza (片手ー技)            | Técnicas con una sola mano.                                    |
| Jodan-waza (上段技)               | Técnicas ejecutadas desde la postura por encima de la cabeza.  |
| Debana-waza (出鼻)                | Golpear justo cuando el oponente se mueve.                     |
| Oji-waza                          |                                                                |
| Suriage-waza (刷り上げ)           | Barrer el shinai del oponente con un deslizamiento.            |
| Kaeshi-waza (返し)                | Parar el shinai del oponente.                                  |
| Uchiotoshi-waza (撃落シ)          | Derribar el shinai del oponente                                |
| Nuki-waza (抜き)                  | Esquivar los golpes del oponente y luego contraatacar          |

## Ashi sabaki
Las siguientes son técnicas de desplazamiento utilizadas en varias artes marciales japonesas, incluyendo el Kendo y el Aikido:
1. Suri Ashi: Es un desplazamiento deslizando los pies sobre el suelo sin levantarlos. Se utiliza para moverse sigilosamente y mantener el equilibrio durante el combate.
2. Okuri Ashi: Consiste en mover una pierna y luego la otra en un patrón alternativo, deslizando los pies sobre el suelo. Es un desplazamiento más rápido que el Suri Ashi y se utiliza para ajustar la distancia y el ángulo con el oponente.
3. Tsugi Ashi: Se refiere a mover un pie detrás del otro en una especie de "paso arrastrado". Es utilizado para mantener el equilibrio y la estabilidad mientras se avanza o retrocede.
4. Ayumi Ashi: Es un desplazamiento en el que los pies se mueven en un patrón alternativo, uno adelante y otro atrás. Es similar al Okuri Ashi, pero con pasos más pequeños y menos deslizamiento. Se utiliza para mantener el equilibrio y la agilidad durante el combate.
5. Hiraki Ashi: Se refiere a abrir las piernas en un movimiento de desplazamiento lateral, manteniendo los pies paralelos entre sí. Es utilizado para moverse lateralmente y cambiar rápidamente de dirección durante el combate.

Estas técnicas de desplazamiento se utilizan en diferentes situaciones y se adaptan a las necesidades específicas del combate, permitiendo al practicante moverse de manera eficiente y mantener el equilibrio mientras interactúa con el oponente.

## Influencias dekendōen otras artes marciales
El Kendo ha influenciado a todas las artes marciales japonesas desde hace siglos debido a que la principal arma del guerrero medieval japonés o samurái era su espada, y a que muchos de los maestros fundadores de estas disciplinas fueron formados en Kendo. Esta influencia es aún notoria en las artes marciales formativas de hoy en día o gendai budō, como el aikidō, el judo, el ninjutsu, el jiu-jitsu, y el karate. 
En el judo varios de los agarres fundamentales, y variaciones de estos durante los lanzamientos son similares a las formas de agarrar el sable de bambú o shinai en el kendō. Es importante notar que en el judo así como en el jiu-jitsu tradicional , el aikidō, y el ninjutsu, preservan dentro de sus respectivos programas para los grados altos o dan, las técnicas tachi-dori, destinadas a defenderse de un atacante con sable. 
Respecto al karate-dō japonés, tanto su metodología de aprendizaje y su forma de ejecución tradicional han sido influenciadas por el kendo. En el karate-dō japonés estilo shotokan, se adaptaron los ejercicios por parejas o de combate preestablecido a 5, 3 y 1 pasos, o Gohon, Sambon e Ippon kumite, además del uso de la mano sable, conocida como tegatana o shuto en bloqueos, chequeos, agarres y golpes. Incluso se adoptó la altura baja de algunas de las posiciones de pies teniendo en cuenta las katas de los estilos de esgrima tradicional japonesa o kenjutsu, y la forma de transmisión de la potencia en algunos golpes. Ya que el hijo del maestro Gichin Funakoshi, fundador del estilo, Yoshitaka Funakoshi lo practicó, así como su sucesor el maestro Masatoshi Nakayama quien en 1949 fundó la conocida JKA o Japan Karate Association. Fueron ellos quienes incorporaron varios de los principios físicos, técnicos, tácticos y metodológicos del kendo al combate sin armas. Es por eso que al Karate-Dō tradicional japonés se le considera un sistema de esgrima corporal. Incluso en el karate deportivo actual, donde se marca un punto sobre una zona de contacto permitida, mediante un gesto de puño o pie, con una superficie de contacto legal (ej: el empeine o planta del pie), el participante debe marcar y alejarse del oponente a similitud del kendo. Asimismo en los primeros combates deportivos del karate-Do, se usaron partes de la armadura del Kendo, de donde derivan las protecciones actuales popularizadas por los practicantes del karate coreano o taekwondo.
Asimismo el Aikido, deriva parte de su táctica y varias técnicas de algunos de los estilos clásicos de la esgrima con sable, o kenjutsu como el Onna-ha Itto Ryu kenjutsu y el Yagyu Ryu kenjutsu. Por esta razón parte de sus desplazamientos y varios movimientos de algunas técnicas que están asimismo basados en la trayectoria de los cortes puede ser vistos aún en el kendo y Iaido (arte de desenfundar el sable y cortar en un solo gesto) actuales. 
En Corea del Sur el arte marcial moderno del sable coreano o Kumdo, fue influenciado por el kendo casi en su totalidad (ya que Corea importó inicialmente la cultura de la espada del Japón durante el periodo de Kofun, más exactamente en el reino de Silla, y después durante la invasión de Japón a Corea que duró 35 años, hasta el final de la Segunda Guerra Mundial en 1945)  así como varios aspectos técnicos y tácticos y los rituales, o ceremonia. Aunque las formas o kata del kumdo están basados en las artes marciales provenientes de su propia cultura.
En las Filipinas, el arte marcial de la esgrima con armas tradicionales (sean bastones, dagas cuchillos y/o armas flexibles), llamado Eskrima / kali / arnis, ha adaptado parte de la armadura del kendo para hacer su práctica deportiva (combate con bastones) más segura, y real al mejorar el grado de contacto. 
Igualmente varias escuelas de artes marciales modernas no tradicionales, es decir híbridas, han incluido el combate con sables de práctica hechos en espuma flexible llamadas "chambara", con el fin de realizar coreografías o practicar combates simulados al punto, o bien adoptando algunas técnicas del Kendo de forma irregular.

## Seguridad
Por lo general, el kendo es relativamente seguro en comparación con deportes como el judo, ya que se utiliza un shinai (espada de bambú) más ligero y se usan equipos de protección. Sin embargo, también existen problemas específicos asociados con el kendo. Durante un período de cinco años, de 2003 a 2007, se registraron cuatro casos de fallecimiento en clubes de kendo de escuelas secundarias en Japón, lo que representa una tasa de incidencia de 1,406 personas por cada 100,000 por año. La All Japan Kendo Federation ha publicado un manual que recopila las pautas de primeros auxilios para lesiones comunes en el kendo.

### Insolación
Golpe de calor en Kendo: El "golpe de calor" es un término general para las enfermedades que ocurren en ambientes calurosos, que incluyen desmayos por calor, fatiga por calor, insolación y calambres por calor. Es una enfermedad médica peligrosa que en algunos casos puede llevar a la muerte. Los casos de muerte por golpe de calor ocurren con mayor frecuencia en deportes al aire libre que se practican durante largos períodos bajo el sol, especialmente en deportes como el béisbol, el fútbol y el atletismo. Sin embargo, lamentablemente, en el caso de deportes bajo techo, el deporte con más casos de ocurrencia es el Kendo. Según se informa en la Tabla 1, se han reportado 5 casos de accidentes mortales en Kendo entre 1975 y 1997. En los últimos años, se estima que hay cientos de casos cada año en los que, aunque no se llega a la muerte, los afectados acuden a centros médicos para recibir tratamiento.
Debido al uso de equipo de protección y la falta de aire acondicionado en los dojos (lugares de entrenamiento), el riesgo de insolación aumenta durante el verano. El kendo es el deporte en el que se produce la mayor frecuencia de casos de insolación en deportes bajo techo, y se estima que cientos de casos requieren atención médica antes de que se produzcan muertes.

### Daño auditivo en el kendo
En el contexto del kendo, se menciona un síntoma específico llamado "kendō nanchō" (剣道難聴) que se caracteriza por una pérdida auditiva particular. Se ha considerado como una discapacidad auditiva de naturaleza acústica que se produce debido a impactos intermitentes en la cabeza (oídos) durante golpes en el men, hiki men, kote men, así como los fuertes gritos al ejecutar una técnica. Sin embargo, se sabía que esta discapacidad también afectaba frecuencias diferentes a los 4 kHz, que son típicas de la pérdida auditiva por ruido. Estudios basados en respuestas del tronco cerebral auditivo han demostrado que la "pérdida de audición en kendo" no se debe a una disminución de la función de las células sensoriales debido al ruido, sino a daños en el sistema nervioso central causados por impactos físicos en la cabeza.
La cantidad de práctica y las diferencias individuales pueden variar, pero es posible complementar la audición mediante implantes cocleares o audífonos, que pueden ser recomendados por especialistas en otorrinolaringología.
La Universidad Chukyo, en 1988 realizó una investigación de la sordera de kendo. Se aplicó audiometría de tonos puros por conducción aérea a 172 jugadores de Kendo y a 76 que no lo hacían con un audiómetro (audiómetro AA-69, grabador de audiogramas RE-05, sala insonorizada AT-45, Rion, Japón. Los resultados mostraron que la pérdida auditiva de los jugadores de Kendo era mayor que la de los no jugadores, especialmente en la frecuencia de 4000 y 8000 Hz en el grupo de edad de 30 a 59 años. Se supone que la práctica de Kendo a largo plazo puede causar pérdida de audición.

### Ruptura del tendón de Aquiles
Se informa que hay más casos de ruptura del tendón de Aquiles en el kendo en comparación con otros deportes, debido a su característica competitiva de moverse constantemente arrastrando los pies y acelerar bruscamente durante el impacto. Especialmente, hay muchos casos de ruptura del tendón de Aquiles izquierdo, que es el pie trasero, durante el golpe.
Debido a que es difícil prevenirlo solo con estiramientos antes del entrenamiento, se utilizan soportes para el tendón de Aquiles y se toman medidas como colocar muelles debajo del piso. Sin embargo, las instalaciones que pueden adaptarse a estas medidas son limitadas debido a los costos. Kiyoharu Noma, fundador de Kodansha, quien promovió el kendo como parte de la educación de los empleados, instaló muelles debajo del piso cuando construyó el dojo de Noma debido a su experiencia de haber sufrido una ruptura del tendón de Aquiles durante el entrenamiento.

### Encefalopatía traumática crónica
Incluso con impactos en el nivel que no llegan a una conmoción cerebral, la acumulación de proteína tau en el tejido cerebral puede ocurrir debido a golpes repetidos en la cabeza, lo que puede llevar al desarrollo de demencia. También se ha señalado el riesgo en el kendo, y se han informado casos de kendoistas que han desarrollado esta enfermedad.
Además, se ha demostrado que el equipo de protección en el kendo amortigua el pico del impacto, pero no reduce la energía que se transmite al cerebro, lo que sugiere que incluso con la máscara puesta, no se puede evitar el impacto negativo en el cerebro.

### Otras lesiones
Lesiones en la garganta y arteria carótida, debido a estocadas, conmociones cerebrales, perforación del globo ocular debido a fragmentos de la espada de bambú, etc. Además, durante el entrenamiento, también puede haber golpes desviados que atraviesan la parte superior del brazo cuando se intenta golpear la muñeca. El codo y el brazo superior son puntos ciegos para la protección, por lo que recibir un golpe aquí puede causar un gran dolor. También puede ocurrir que los golpes al do no alcancen la axila o el muslo, lo cual también causa un gran dolor. Para la prevención, tratamiento y primeros auxilios, se recomienda consultar la Asociación de Kendo de Japón y su publicación "Kendo y Medicina/Ciencia".

### Accidentes recientes en Kendo
En años recientes, se ha dejado en claro que la prevención del golpe de calor es una responsabilidad importante de los instructores. En un accidente ocurrido el 30 de agosto de 2002 debido al golpe de calor, donde un estudiante colapsó y falleció durante las actividades del club de Kendo, el instructor fue responsabilizado y sancionado por negligencia en la atención médica adecuada. En ese accidente, el instructor solo utilizó un ventilador para proporcionar aire fresco al estudiante desmayado y no llamó a una ambulancia hasta aproximadamente dos horas más tarde. Si bien los entrenamientos rigurosos son considerados como una característica competitiva del Kendo, es evidente que se requiere una gestión de riesgos adecuada que se ajuste al contenido del entrenamiento. Lamentablemente, en el caso del Kendo, que tiene la mayor cantidad de accidentes de golpe de calor en deportes bajo techo, no se puede afirmar que toda esta información se haya transmitido y aplicado de manera exhaustiva en la actualidad.

## Fallecimientos durante la práctica de kendo
En agosto de 2009, durante el segundo día de un campamento de entrenamiento del club de Kendo de la misma escuela, un estudiante de primer año masculino se quejó de malestar físico durante el entrenamiento matutino a partir de las 6 de la mañana. A pesar de ello, participó en el entrenamiento de la tarde. Durante la práctica de técnicas de agarre, cayó repetidamente, pero fue obligado por los otros miembros del club a levantarse y continuar con el entrenamiento. Después de finalizar el entrenamiento, el estudiante perdió el conocimiento y mostró signos de confusión, con espuma saliendo de su boca. Un estudiante de grado superior se dio cuenta de la situación y se lo informó al asesor, pero no se tomaron medidas al respecto. La madre del estudiante, quien había venido a ver cómo estaba su hijo, realizó primeros auxilios y solicitó asistencia de emergencia. Doce horas después, en el hospital al que fue trasladado, se confirmó que murió debido a un golpe de calor.
En 2012, los padres del estudiante fallecido presentaron una demanda por daños y perjuicios de aproximadamente 92 millones de yenes contra la entidad educativa operadora de la escuela, la Corporación Educativa Tanaka Gakuen, y el profesor ante el Tribunal de Distrito de Mito. La comisaría de policía de Mito en la prefectura de Ibaraki remitió al profesor a la fiscalía por negligencia con resultado de muerte en el ejercicio de sus funciones, pero fue liberado sin cargos por decisión de la fiscalía del mismo lugar. En marzo de 2016, se llegó a un acuerdo extrajudicial entre los familiares y la escuela en el Tribunal de Distrito de Mito.
El 22 de agosto de 2009, durante un entrenamiento que tuvo lugar alrededor de las 9 de la mañana, un estudiante de 17 años perteneciente al club de Kendo respondió al consejero diciendo "es imposible" debido a su malestar físico. Posteriormente, el estudiante sufrió confusión mental y corrió hacia una pared chocando contra ella. Realizó acciones irregulares como ponerse en guardia sin sostener su shinai mientras tambaleaba. A pesar de que el consejero estaba consciente de los síntomas de un golpe de calor, interpretó estas acciones irregulares como una actuación fingiendo un golpe de calor y procedió a patear al estudiante en el abdomen, haciéndolo caer al suelo. Luego, el consejero se montó sobre el estudiante caído, agarrándole el cuello y golpeándole en la cara con la palma de la mano. El estudiante afectado, quien no pudo ingerir agua de reposición y continuó salivando, mostró los ojos en blanco mientras yacía en posición horizontal. Después de desmayarse, fue dejado sin atención durante un tiempo, hasta que la escuela solicitó una ambulancia alrededor de las 12:19 p. m. La ambulancia llegó aproximadamente a las 12:24 p. m. y el estudiante fue trasladado al hospital, donde experimentó confusión mental y convulsiones. Lamentablemente, alrededor de las 6:50 p. m., falleció en el hospital debido a una insuficiencia multiorgánica causada por un golpe de calor. Los padres del estudiante fallecido presentaron una demanda alegando que la escuela y el hospital no tomaron las medidas adecuadas, lo que llevó a su muerte. El Tribunal de Distrito de Oita reconoció la negligencia por parte de la escuela y el hospital y ordenó una compensación de aproximadamente 46 millones de yenes. En el caso de la "Demanda de Indemnización por Daños", dictado el 21 de marzo de Heisei 25 en el Tribunal de Distrito de Oita, el 28 de julio de 2015, el Tribunal Superior de Fukuoka (presidido por la jueza Kiyo Okabe) rechazó la apelación de los padres del fallecido. En virtud de la Ley de Indemnización del Estado, se determinó que el exconsejero no tenía responsabilidad de indemnización
El 22 de diciembre de 2016, en un juicio en el que los familiares solicitaron al gobierno de la prefectura una parte de la compensación a ser reclamada al exconsejero, el Tribunal de Distrito de Oita (presidido por el juez Hirofumi Takeuchi) determinó que hubo una negligencia grave al no tomar las medidas adecuadas a pesar de reconocer el golpe de calor, y que era ilegal que la prefectura no ejerciera su derecho de reclamación contra el exconsejero.
El 5 de enero de 2017, la prefectura presentó una apelación ante el Tribunal Superior de Fukuoka en contra de la sentencia del Tribunal de Distrito de Oita, emitida el 22 de diciembre del año anterior, que ordenaba reclamar al asesor masculino de ese momento una indemnización de 1 millón de yenes a los padres. El director de educación de la prefectura declaró: "El exasesor realizó medidas de primeros auxilios y, dado que la sentencia también tendrá un gran impacto en la participación del personal docente en las actividades extracurriculares, deseamos solicitar la decisión de la corte de mayor instancia". El 2 de octubre del mismo año, el Tribunal Superior de Fukuoka (presidido por el juez Akira Sato) confirmó la sentencia de primera instancia y desestimó el recurso de apelación de la prefectura, ordenando que se reclamara al exasesor masculino la suma de 1 millón de yenes.
El 20 de agosto de 2019, los padres del estudiante fallecido presentaron una denuncia ante el Tribunal de Distrito de Oita acusando a dos personas, incluido el exasesor, de abandono de deberes de protección causando la muerte (en referencia a los actos en el momento del accidente). Después del incidente, se llevó a cabo una reunión conmemorativa en la que los estudiantes inscritos se comprometieron a garantizar la salud y la seguridad, y se rindió homenaje al estudiante fallecido en el incidente.

## Asociaciones nacionales dekendō
- 🟡 Afiliado a la FIK y, en su caso, a la federación continental o regional
- 🔵 Afiliado a la Federación Europea de Kendo pero no directamente a la FIK
- 🔴 Afiliado a la Confederación Latinamericana de Kendo pero no directamente a la FIK

Muchas organizaciones nacionales y regionales gestionan y promueven actividades de kendo fuera de Japón. El principal organismo organizador es la Federación Internacional de Kendo (FIK). La FIK es una federación internacional no gubernamental de organizaciones de kendo nacionales y regionales. Un objetivo de la FIK es proporcionar un vínculo entre Japón y la comunidad internacional de kendo y promover y popularizar el kendo, el iaido y el jodo. La FIK se estableció en 1970 con 17 federaciones nacionales. El número de organizaciones afiliadas y reconocidas ha aumentado a lo largo de los años a 57 (a partir de mayo de 2015). La FIK está reconocida por SportAccord como 'miembro de pleno derecho'. y por la Agencia Mundial Antidopaje.
Asociación de kendō de Japón (AJKF): Japón es considerado el lugar de origen del kendō y la AJKF es la entidad que supervisa y promueve el kendo en Japón.
Otras organizaciones que promueven el estudio de las artes marciales japonesas, incluido el kendo, son Dai Nippon Butoku Kai (DNBK) y la Federación Internacional de Artes Marciales (IMAF). La DNBK actual no tiene conexión con la organización anterior a la guerra, aunque comparte los mismos objetivos. La Federación Internacional de Artes Marciales (IMAF) se estableció en Kioto en 1952 y se dedica a la promoción y el desarrollo de las artes marciales en todo el mundo, incluido el kendo. El Campeonato Mundial de Kendo (WKC) está organizado por la Federación Internacional de Kendo (FIK) y es la competencia internacional de kendo más grande del mundo. El primer WKC se llevó a cabo en Tokio, Japón en 1970 y se lleva a cabo cada tres años entre las naciones y regiones miembros de la FIK. El WKC comenzó con solo los eventos masculinos por equipos e individuales masculinos, pero en 1997 comenzaron los eventos femeninos por equipos e individuales femeninos.  Cada país tiene su propia asociación nacional de kendo que supervisa y organiza el kendo a nivel local.
América

La Confederación Latinoamericana de Kendo (CLAK) organiza seminarios y campeonatos con todos los miembros países afiliados. Los países afiliados a la Federación Internacional de Kendo (FIK) participan en el Campeonato Mundial de Kend, junto con la Federación de Kendo de los Estados Unidos y la Federación Canadiense de Kendo. 
- Argentina: Federación Argentina de Kendo (FAK)[129]🟢
- Aruba: Kendo Arub FB🟢
- Bolivia: Asociación Boliviana de Kendo (ABK) FB 🔴
- Brasil: Confederação Brasileira de Kendo[130] 🟢
- Canadá: Federación Canadiense de Kendo[131]
- Chile: Federación Chilena de Kendo FB 🟢
- Colombia: Asociación Colombiana de Kendo[132]🟢
- Costa Rica: Asociación de Kendo Daigo Tsuji de Costa Rica FB🟢
- Cuba: Asociación Cubana de Kendo e Iaido (ACKI)  🔴
- Ecuador: Asociación Ecuatoriana de Kendo[133]🟢
- Estados Unidos: Federación de Kendo de todos los Estados Unidos (AUSKF)[134]
- El Salvador: Federación Salvadoreña de Kendo e Iaido FB🟢
- Guatemala: Asociación de Kendo de Guatemala[135]🟢
- Honduras Asociación de Kendo e Iaido de Honduras FB🔴
- México: Federación Mexicana de Kendo (FMK)[136]🟢
- Panamá: Asociación de Kendo e Iaido de Panamá FB🟢
- Perú Federación Deportiva Nacional de Kendo del Perú[137]🟢
- Puerto Rico: Federación Puertorriqueña de Kendo e Iaido[138] 🔴
- República Dominicana: Federación Dominicana de Kendo[139]🟢
- Trinidad y Tobago: Federación de Kendo de Trinidad y Tobago FB 🟢
- Uruguay: Asociación Uruguaya de Kendo - Iaido AUKI FB 🟢
- Venezuela: Federación Venezolana de Kendo FB 🟢
- Hawái: Federación de Kendo de Hawái[140]

🔴 Países que participan como invitados no afiliado a la Confederación Latinoamericana de Kendo.
🟢 Países afiliados a la Confederación Latinoamericana de Kendo.
Europa

En el continente Europeo la Federación Europea de Kendo es la entidad que encarga en la organización general, se identifica como una entidad sin fines de lucro de las artes marciales japonesas tradicionales de Kendo, Jodo e Iaido con más de 40 federaciones miembros en Europa. Organizan campeonatos europeos, seminarios y clasificaciones, manteniendo un registro Dan europeo.
- Alemania: Federación Alemana de Kendo - Deutscher Kendo Bund (DKenB)[142]
- Austria: Asociación Austriaca de Kendo (AKA)[143]
- Bélgica: Federación de Kendo de Bélgica (ABKF)[144]
- Bulgaria: Federación Búlgara de Kendo (BKF)[145]
- Croacia: Asociación Croata de Kendo (CKA)[146]
- Dinamarca: Federación Danesa de Kendo -  Dansk Kendo Forbund (DKF)[147]
- Estonia: Federación de Kendo de Estonia (EsKF)[148] 🔵
- Eslovaquia: Federación Esovaca de Kendo - Slovak Kendo Federation (SKF)[149] 🔵
- Eslovenia: Federación Eslovenia de Kendo - Kendo Zveza Slovenije (KFSLO)[150]
- España: Real Federación Española de Judo y Deportes Asociados (RFEJYDA)[151]
- Finlandia: Asociación Finlandesa de Kendo (FKA)[152]
- Francia: FFJDA – Comité Nacional de Kendo y DR (CNKDR)[153]
- Georgia:Asociación Georgiana de Kendo[154] 🔵
- Grecia: Federación Helénica de Kendo Iaido Naginata (HKINF)[155]
- Hungría:Federación Húngara de Kendo, Iaido y Jodo - Hungarian Kendo, Iaido and Jodo Federation (HKF)[156]
- Irlanda: Federación Irlandesa de Kendo - Kendo na hÉireann (KnhÉ)[157]
- Israel:Asociación Israelí de Kendo y Budol[158] 🔵
- Italia: Confederación Italiana de Kendo - Confederazione Italiana Kendo (CIK)[159]
- Jordania: Federación Jordana de Kendo (JKF) 🔵
- Letonia: Federación Letona de Kendo (LKF)[160]
- Lituania: Asociación Lituana de Kendo (LKA)[161]
- Luxemburgo: Federación Luxemburguesa de Artes Marciales (FLAM)[162]
- Macedonia del Norte: Kendo macedonio - Federación de Iaido (MKIF)[163]
- Malta: Federación Maltesa de Kendo (MKF)[164]
- Moldavia: Federación de Kendo de la República de Moldavia (MDA) 🔵
- Montenegro: Federación Montenegrina de Kendo (KSCG)[165]
- Noruega: Comité Noruego de Kendo - Norges Kendo Komitee (NKK)[166]
- Países Bajos: Nederlandse Kendo Renmei (NKR)[167]
- Polonia: Polski Zwiazek Kendo (PZK)[168]
- Portugal: Asociación Portuguesa de Kendo (APK)[169]
- Reino Unido: Asociación Británica de Kendo (BKA)[170]
- República Checa: Federación Checa de Kendo (CKF)[171]
- Rumania: Asociación Rumana de Kendo - Asociatia Cluburilor de Kendo, Iaido si Jodo (ACKIJ)[172]
- Rusia: Federación Rusa de Kendo (RKF)[173]
- Serbia: Federación Serbia de Kendo - Serbian Kendo Federation (SKF)[174]
- Suecia: Asociación Sueca de Kendo - Svenska Kendoförbundet (SB&K)[175]
- Suiza: Kendo Suizo + Iaido - Swiss Kendo + Iaido SJV / FSJ (SKI)[176]
- Túnez: Asociación Deportiva de Kendo - Association Sportive de Kendo (ASK)
- Turquía: Asociación Tuturca de Kendo - Asociación Turkish Kendo Association (TKC)[177]
- Ucrania: Federación Ucrania de Kendo - Ukraine Kendo Federation (UKF)[178] 🔵

🔵 Afiliado a la Federación Europea de Kendo pero no directamente a la FIK
Africa

La introducción del Kendo en África generalmente se atribuye a la influencia de expertos japoneses que se mudaron al continente para trabajar o enseñar. En algunos casos, se establecieron programas de intercambio cultural y se enviaron instructores japoneses para promover el Kendo.
- Madagascar: Federación Malgache de Kendo (FMKDA) 🔵
- Marruecos: Fédération Royale Marocaine d'Aïkido, Iaido et Arts Martiaux (FRMAIAM)[179] 🔵
- Mozambique: Asociación de Kendo y Iaido de Mocambique (AKIMO) 🔵
- Sudáfrica: Federación Sudafricana de Kendo - South African Kendo Federation (SAKF)[180]

Asia
El Kendo es practicado en varios países de Asia, además de Japón, donde tiene sus raíces. Algunos de los países en los que se practica el Kendo incluyen Corea del Sur, China, Taiwán, Hong Kong, Singapur y Malasia, entre otros. Cada país tiene sus propias asociaciones nacionales y organizaciones dedicadas a promover y desarrollar el Kendo. Estas organizaciones regulan la práctica del Kendo en cada país en Asia.
- China: Unión de Organizaciones de Kendo de China.[182]
- Corea del Sur: Asociación Coreana de Kumdo.[183]
- Filipinas: Federación Unida de Kendo de Filipinas.[184]
- Japón: Federación de Kendo de Japón.[185]
- Hong Kong: Asociasción de Kendo de Hong Kong.[186]
- Indonesia: Asociación de Kendo de Indonesia.[181]
- Macao: Unión de Asociaciones de Kendo de Macao.[187]
- Malasia: Asociación de Kendo de Malasia.[188]
- Mongolia: Federación de Kendo de Mongolia.[181]
- Singapur: Singapore Kendo Club[189]
- República de China: Taiwán / Taipéi Asociación de Kendo de la República de China[190]
- Tailandia: Tailandia Kendo Club[181]

Oceania

En Oceanía existen dos organizaciones reconocidas, en Nueva Zelandia la Federación de Kendo de Nueva Zelanda, siendo el órgano rector que supervisa el Kendo en Nueva Zelanda y está afiliada a la Federación Internacional de Kendo (IFK). Hay once clubes afiliados en toda Nueva Zelanda junto con tres clubes satélite. Algunos clubes de la NZKF también brindan capacitación en Naginata, Iaido y Jodo. En Australia cuenta con 62 clubs kendo en los sies estados Federales de Australia repartidos en 8 territorios, 24 clubes de kendo Nueva Gales del Sur, 1 club en Territorio del Norte,  en 3 clubs en Camberra, 12 clubs en Queensland, 5 clubs en Australia Meridional, uno enTasmania, 12 clubs de kendo en estado de Victoria, y 5 clubs en Australia Occidental.
- Australia: Australian Kendo Renmei (AKR)[199]
- Nueva Zelanda: New Zealand Kendo Federation (NZKF)[200]

## Kendōalrededor del mundo
Argentina
En mayo de 1967 llegó el Príncipe de Japón a Argentina. El Dr. Blanco Villalta y el Diplomático Arturo A. de Montenegro y otros diplomáticos relacionados con Japón, invitaron a practicantes de Kendo para difusión de Kendo en la Argentina. En julio de 1968 una exhibición de Kendo en la residencia del Sr. Blanco Villalta en presencia del cuerpo de diplomáticos, se presentó el Maestro Heizo Sakae 4.º Dan y el Maestro Ko Futaoka 4.º Dan. En diciembre de 1967 se realiza la primera demostración de Kendo Kata en público participaron Sakae y Futaoka. En marzo de 1969, la Asociación Japonesa en la Argentina y por iniciativa del Sr. Masakatsu Miyagi 3.º Dan, comienza la práctica del Kendo en la Argentina para socios de la Asociación Japonesa. La Selección Nacional de Kendo en Argentina participa desde 1979 en el Campeonato Mundial de Kendo y desde 1993 participa en el Campeonato Sudamericano de Kendo, el cual se convirtió en el Campeonato Latinoamericano de Kendo (CLAK). En 2006 Argentina fue anfitriona del 14° Campeonato Sudamericano de Kendo celebrado en la ciudad de Buenos Aires. Los equipos han mostrado un importante crecimiento alcanzando el tercer y segundo lugar en el Sexto y Séptimo campeonatos latinoamericano.
Bolivia
En 2012 se formó el primer club de kendo, un año más tarde se crea la Asociación Boliviana de Kendo por Javier Zárate, ex embajador de Bolivia en Ecuador, el que aprendió el arte marcial japonés en la Asociación Ecuatoriana de Kendo. Desde entonces, la Asociación desarrolló actividades para difundir esta disciplina deportiva.
Chile
El primer grupo de kendo en Chile se forma en Santiago en 1990, La Federación Chilena de Kendo fue fundada en 1997. Chile cuenta con 13 escuelas de Kendo reconocidas por la Federación Chilena de Kendo (FCK), las cuales se concentran en la capital Santiago, y se expanden por el resto del país. En 2019 habían 250 practicantes de kendo en Chile, la mayoría de los estudiantes de kendo son hombre jóvenes de entre 15 y 30 años, más de la mitad de los practicantes viviendo en Santiago.La Federación Chilena de Kendo es cofundadora de la Confederación Sudamericana de Kendo CSK actual Confederación Latinoamericana de Kendo CLAK junto a la federaciones de Brasil y Argentina.
Colombia
El kendo en Colombia tiene una historia relativamente reciente. La Asociación Colombiana de Kendo se fundó en 2010, en la actualidad, existen clubes y dojos de kendo en diferentes ciudades de Colombia, formada por los siguientes dojos en Bogotá: Akitsu Kendo Kai, Fūrinkazan y Kendo Unidandes. Cali: KUA (Club Deportivo de Centro de Japón Kendo UniAndes), Dōjō Nippon Budo kai y Kendo Cali Comprometidos. Manizales: Club Haku Ryu, y Medellín: Ken Zen Dōjō Colombia.
Costa Rica
En julio de 2006 se inicia el kendo en Costa Rica con el seminario introductorio de kendo realizado por el Sensei Jorge Noriega de la Asociación de Kendo de Panamá. Posteriormente desarrollaron múltiples actividades de promoción, y donación de equipo de kendo por parte de All Japan Kendo Federation. El 12 de agosto de 2006 se realizó la primera clase de kendo en Costa Rica, inicialmente las clases fueron gratuitas, dictadas en el parque al aire libre.
Ecuador
El kendo en Ecuador ha experimentado un crecimiento notable en los últimos años. La Asociación Ecuatoriana de Kendo (AEK) es el organismo rector del kendo en Ecuador. La AEK se encarga de promover, enseñar y organizar eventos relacionados con el kendo en el país. Está afiliada a la Federación Internacional de Kendo (FIK), lo que permite la participación de los practicantes ecuatorianos en eventos internacionales. Se empezó hacer kendo en Ecuador el 21 de julio de 1999, en las instalaciones del Colegio Japonés de Quito. El maestro fundador del kendo en Ecuador es Keiji Kosakai Sensei, 6.º Dan (Rokudan 六段). (actualmente es 7.º Dan Kyōshi 教師 (domina el principio de la espada y tienen un excelente conocimiento del kendo) y vive en Saitama, Japón). La Asociación Ecuatoriana de Kendo se fundó el 28 de julio de 2000. En Ecuador, existen varios dojos de kendo ubicados en diferentes ciudades, existiendo ocho clubes de Kendo: seis en Quito Shu-shin-kai, Ren-Sei Kan, Syo Shin Kan, Sei-Shin-kan, Ken-Shin Kan y Butokukai. En Guayaquil Kendo Guayas, y en Cuenca, El camino del Sol. En Ecuador hay un total aproximado de 180 practicantes de Kendo. La Asociación está afiliada a la Confederación Latinoamericana de Kendo (CLAK) y a la Federación Internacional de Kendo (FIK). La comunidad de kendo en Ecuador es apasionada y en constante crecimiento. Los practicantes de todas las edades y niveles de habilidad participan en el kendo, y se fomenta un ambiente de compañerismo y respeto. Además, se promueve el intercambio cultural a través de la participación en eventos internacionales y la recepción de instructores extranjeros.
Estados Unidos
El kendo ha experimentado un crecimiento significativo en los Estados Unidos en las últimas décadas. Ha ganado popularidad como una forma de arte marcial y un deporte competitivo. El Kendo se introdujo inicialmente en los Estados Unidos cuando llegó la primera delegación japonesa en 1860. Arami Bungonokami fue enviado como embajador de buena voluntad del Shogunato Tokugawa. Durante los años 1870 a 1930 vieron un gran número de japoneses emigrar a la Estados Unidos, con el mayor porcentaje asentándose en la costa oeste. El dojo de Kendo en los Estados Unidos comenzó a florecer en una escala muy pequeña. Alrededor de 1916, se estableció un dojo en la granja Shibata en California con unos 25 estudiantes. El primer Campeonato de Kendo de los Estados Unidos se llevó a cabo en Los Ángeles en septiembre de 1978. El Segundo Campeonato de los Estados Unidos se llevó a cabo en Chicago en septiembre de 1981. Para 1982 el Kendo en los Estados Unidos continuó creciendo contaba con más 2000 miembros en 7 federaciones regionales compuestas por 60 dojo en 16 estados con varias organizaciones. La Asociación de Kendo de Estados Unidos (AUSKF) es el organismo rector del kendo en el país. La AUSKF representa a los Estados Unidos ante la Federación Internacional de Kendo (FIK) y coordina eventos, competiciones y actividades relacionadas con el kendo en todo el país.
España
Se fundó la Real Federación Española de Judo y Deportes Asociados en 1965, existiendo las siguientes escuelas: En Almería: Ishindenshin, Asturias: Kendo Vetusta. Barcelona: Club de Kendo UPC, Renshinkan, Ryoshinkai. Bilbao: Kendo Euskadi. Canarias: Teidesan. Cantabria: Dōjō Bambú.Córdoba: Kishinkai. San Sebastián: Fudoshin. Madrid: Aranami, Kenwakai, Makoto, Sudeste y Zanshin. Málaga: Shion. Pamplona: Kenseikai. Sevilla: Kyohan, Zanshin. Valencia: Bushinkai, Makoto Shin Kai, Kendo UV, Shisuikan y Yōshinkai. Valladolid: Kigaikai. Vitoria: Shindokai. Zaragoza: Kajuki.
Perú
El kendo ha sido practicado en Perú durante un extenso período. Antes de la Segunda Guerra Mundial, las sesiones de entrenamiento se llevaban a cabo en las instituciones educativas de la comunidad japonesa en Perú, como los colegios Lima Nikko y La Victoria. Estas prácticas estaban dirigidas específicamente a los descendientes de ciudadanos japoneses. En los años 1972 y 1973, el Sensei Sajiro Hirata y el Sensei Melvin Masaru Tano, ambos provenientes de Japón, comenzaron a impartir clases de kendo en el Colegio La Salle y otros dojos de artes marciales que ofrecían sus instalaciones. Sin embargo, en 1973, el Sensei Tano tuvo que regresar a Hawái. En 1974, por invitación del Sr. Sato, miembro de la Asociación Peruana Japonesa, las prácticas de kendo se trasladaron al Sho Hall y ocasionalmente a los jardines de la Sociedad Central Japonesa del Centro Cultural Peruano Japonés (CCPJ). En Perú la Federación Peruana de Kendo (FPK) es el organismo rector del kendo en el país. Se encarga de promover, difundir y regular la práctica de este arte marcial en Perú. La FPK está afiliada a la Federación Internacional de Kendo (FIK) En Perú, existen varios clubes y dojos dedicados a la práctica del kendo. Estos lugares ofrecen entrenamiento y clases para principiantes y practicantes avanzados. Algunos de los clubes de kendo más destacados en Perú son el Club Lima Kenyukai, el Club Keishicho, el Club Bujutsu Kenjutsu y el Club Mitsuboshi, entre otros. Club Kendo San Marcos (UNMSM, Lima);  y el Instituto Peruano-Japonés.
Puerto Rico
En 2001, el sensei Marcos Orengo fundó el Chiyuu Ke Dojo en Puerto Rico, separándose del Shin Yu Kan Dojo. En ese mismo año, recibieron la visita del Kancho Seiji Kasahara, quien brindó enseñanzas de kendo en Puerto Rico. La federación puertorriqueña de Kendo e Iaido es una organización debidamente registrada bajo las leyes del Estado Libre asociado de Puerto Rico. es fomentar la práctica del Kendō e Iaido con la finalidad de contribuir a que sus practicantes alcancen un óptimo nivel de desarrollo humano y perfeccionen progresivamente sus destrezas a través de la formación técnica y la práctica de dichas disciplinas. En Puerto Rico se fundó la All Puerto Rico Kendo Federation en 1996, formada por dos clubes de acuerdo a su procedencia geográfica: Mayagüez: Zen Puerto Rico Kendo Rommei. Cataño: Chiyuu Ke Kendo Dojo.

## Kendō en la cultura popular
- En Musashi no Ken (六三四の剣) es un videojuego de acción y lucha de Taito publicado el 8 de agosto de 1986. Se basa en un manga de Motoka Murakami de centrado en el kendō titulado Musashi no Ken. La serie de anime cuenta con 72 episodios sobre un chico increíblemente bueno en Kendō.[217]
- En la serie Jikū Tenshō Nazca (時空転抄ナスカ), anime japonés de 1998, cuenta la historia de Miura Kyoji un estudiante de kendō que viaja a Perú, para tratar de descubrir los misterios que envuelven la desaparición de su maestro Tate Mazanari.
- En la serie Ore wa Teppei (おれは鉄兵) de 1973, personaje principal de la historia Teppei Uesugi (上杉 鉄兵) es reconocido por su talento en el Kendō.[218]
- En la serie Bamboo Blade (バンブーブレード) de manga japonés de 2004, cuenta la historia de Toraji Ishida, un instructor de kendō de secundaria, retado por otro instructor de kendō, a una competencia entre sus alumnas. La apuesta lo inspira a reunir y entrenar a un equipo femenino de kendō.
- En la película ¿Qué he hecho yo para merecer esto? de Pedro Almodóvar en la escena introductoria se puede ver a uno de los personajes practicando Kendō.

- Kendo: The Path of the Sword. (1980). Documental de Stephan Chodorov sobre el kendo, la forma de artes marciales de alto nivel, en el que los participantes utilizan el shinai (varas de bambú)  como armas de duelo. Incluye escenas filmadas en estudios de práctica, competencias, el Budokan, la principal sala de exposiciones de Tokio. También incluye demostraciones de muchas otras formas de artes marciales y de arte y películas que ilustran la importancia de la lucha disciplinada en la cultura japonesa.[219]
- Kendo Monogatari (2012)[220] Corto de 15 minutos, por Fabián Suárez Una mujer vende su salón de belleza para ayudar a su amiga a salir de Cuba. Tan pronto como recibe sus primeras noticias del extranjero,  la protagonista comienza a practicar kendo golpeando frente un saco.[221]
- Zhu jian shao nian  (1983)  竹劍少年  (Lit. Chico espada de bambú)[222] Película taiwanesa en chino mandarín, conocida en Reino Unido y Estados Unidos como Kendo Kids del director Yi Chang.
- Traditional Japanese Sports: Kendo (1984) Documental de 15 minutos de la Televisora NHK Internacional de la radiotelevisión pública de Japón, realizado en inglés sobre el kendo en Japón.

## Artes marciales derivadas
- Hankumdo o método moderno de esgrima con espada coreano.